# Иркутск
Ирку́тск — город в России, административный центр Иркутской области, образует городской округ Иркутск.
Население города — 605 708 (2025) человек; это шестой по численности населения город Сибири и двадцать пятый по численности населения город России.
Расположен в Восточной Сибири, на берегах реки Ангары, при впадении в неё реки Иркут, в 66 км от Байкала. Климат резко континентальный, Dwc по Кёппену, со значительными перепадами температур. Из-за близости к сейсмически активному Байкальскому рифту регулярны слабые землетрясения.
Крупный научно-образовательный центр, в котором обучается свыше ста тысяч студентов. Среди отраслей промышленности: авиастроение, гидроэнергетика и производство продуктов питания. Транспортный узел на Транссибирской железнодорожной магистрали и федеральных автомагистралях «Байкал» и «Сибирь».
Основан как острог в 1661 году. Сильно пострадал при пожаре 1716 года. Следующий крупный пожар 1879 года вызвал настолько сильные разрушения, что для полного восстановления города потребовалось более 10 лет.
Отнесён к историческим поселениям России. Исторический центр города внесён в предварительный список Всемирного наследия ЮНЕСКО.
До Октябрьской революции 1917 года был, в основном, купеческим городом, долгое время процветавшим на российско-китайской торговле, а позднее на сибирской золотодобыче. Также являлся местом политической ссылки. С 1803 по 1822 годы был центром Сибирского, с 1822 по 1884 годы был центром Восточно-Сибирского, а с 1884 по 1917 годы был центром Иркутского генерал-губернаторства.
Указом Президента Российской Федерации от 2 июля 2020 городу было присвоено звание «Город трудовой доблести».

## Этимология

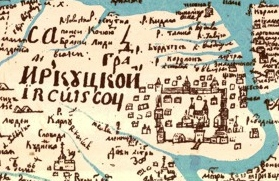
Град Иркуцкой
«Чертёжная книга Сибири», 1701 год

Название города происходит от реки Иркут, вблизи которой в 1661 году возник Иркутский острог. Изначально острог назывался Яндашским по имени тувинского вождя Яндаша Дороги (Даруги), но это название не закрепилось. На чертеже картографа С. У. Ремезова, созданном в 1701 году, обозначен как «град Иркуцкой».
Гидроним реки Иркут имеет многозначное истолкование и связывается с монголо-бурятскими словами в значении «сила, энергия, крутиться, вертеться, поворачиваться». Согласно наиболее правдоподобной версии, название реки образовано от этнонима Ырху, который в вариантах иркит, иргит, иркыт распространено у тувинцев и других народов. По-монгольски река и город называются Эрхүү, по-бурятски — соответственно Эрхγγ мγрэн и Эрхγγ хото, где «мγрэн» это «большая река», а «хото» — «город».
В дореволюционной орфографии написание названия города — «Иркуцкъ». До революции город местные жители называли «Восточным Парижем», «Сибирским Петербургом» и «Сибирскими Афинами».
В 1931 году по случаю визита наркома обороны Климента Ефремовича Ворошилова Иркутск планировалось переименовать в Ворошиловск.

## Символика

Герб 1790 года

Герб Иркутска, утверждённый в 1997 году, представляет собой серебряный геральдический щит, на котором изображён чёрный «бабр» с червлёными глазами, держащий в пасти червлёного соболя.
Первоначально на печатях Иркутского острога изображался одноглавый орёл, который в 1689 перекочевал в печать Нерчинска. Печать с изображением бабра, держащего в пасти соболя, использовалась Якутским острогом с 1635 года, а в более позднее время в печати ленской таможни. Эта символика была воспроизведена в гербе и печати Иркутска, утверждёнными, как принято считать, 18 февраля 1690 года. По мнению историка А. Дулова эта дата является неправдоподобной: если печать и могла появиться в конце XVII столетия, то герб возник не раньше 1760-х годов при учреждении Иркутской губернии. Герб города со следующим описанием: «в серебряном поле щита бегущий бабр, а в роту у него соболь. Сей герб старый». — был утверждён Екатериной II в 1790 году. Тогда же бабр появился на гербах Охотска, Зашиверска и других городов, подчинявшихся Иркутску. Словом «бабр» русские с XVII века называли ранее неизвестного им тигра, обитавшего в Прибайкалье и впоследствии истреблённого.

Бабр — большой, сильный и лютый зверь…, которого относят к роду тигров. Из китайских владений через границу иногда перебегают бабры в Иркутскую губернию…— Иркутский современник в 1817 году отмечал
После геральдической реформы Бернгарда Васильевича Кёне в 1878 году Иркутск получил губернский герб, сильно отличавшийся от прежнего. Тогда по ошибке столичных чиновников малоизвестное слово бабр превратилось в более знакомое — бобр, а на гербе появился фантастический зверь чёрной окраски с кошачьей мордой, чешуйчатым хвостом и перепончатыми лапами. В годы советской власти о гербах городов впервые вспомнили в 1950-е годы: иркутский бабр стал воспроизводиться на открытках и в литературе. В 1996 году в качестве герба Иркутска был утверждён герб дореволюционного варианта 1878 года с незначительными изменениями.
Флаг Иркутска был учреждён 31 октября 1996 года. Он представляет собой прямоугольное белое полотнище с воспроизведением композиции городского герба — бабра на зелёной земле с соболем в зубах; дополненное в нижней части горизонтальной синей полосой, завершающейся откосом. Гимн Иркутска как официальный символ де-юре предусмотрен уставом города с 2009 года, впоследствии объявлялся конкурс на создание музыки и текста гимна, однако ни один из предложенных вариантов не был принят.

## Органы власти

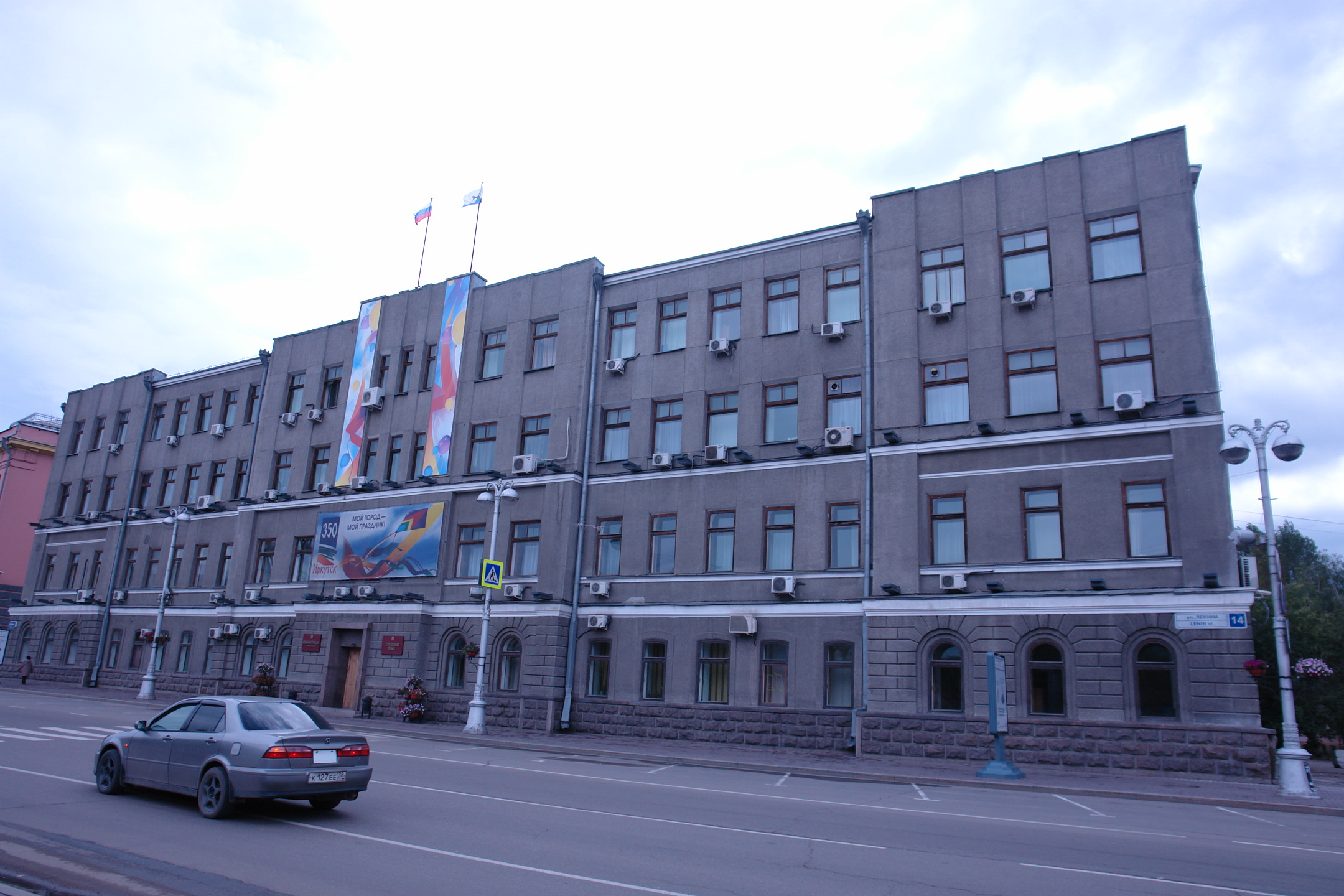
Администрация и дума

Согласно уставу города Иркутска, принятого думой Иркутска 20 мая 2004 года, к органам местного самоуправления относятся: глава города — мэр, администрация, городская дума и контрольно-счётная палата.
Высшее должностное лицо города — мэр: возглавляет городскую администрацию, избирается городской Думой из своего состава сроком на пять лет путём открытого голосования большинством в две трети голосов от установленного числа депутатов городской Думы. Полномочия депутата городской Думы, избранного мэром города, прекращаются.
- В 1994—1997 гг. должность мэра Иркутска занимал Борис Александрович Говорин.
- В 1997—2009 гг. мэром Иркутска являлся Владимир Викторович Якубовский.
- Мэром с 14 марта 2010 года до 26 марта 2015 года являлся Виктор Иванович Кондрашов; предприниматель и с 2008 года — депутат Законодательного Собрания Иркутской области, избранный по партийному списку иркутского областного отделения КПРФ[22]. В марте 2010 года сложил депутатские полномочия в связи с победой на выборах мэра г. Иркутска, где набрал 64 % голосов при явке избирателей 33,5 %[23]. После победы вступил в партию «Единая Россия»[24][25]. На выборах в Законодательное Собрание 2018 года стал депутатом от КПРФ по одномандатному округу № 5.
- С 28 марта 2015 до 17 марта 2020 года мэром города Иркутска являлся Дмитрий Викторович Бердников[26][27][28], ставший депутатом Думы города Иркутска на выборах 2014 года через самовыдвижение. С 1991 по 1993 год являлся директором завода «Байкалинтерпласт»[29].
- В настоящее время должность мэра города с 30 апреля 2020 года занимает Руслан Николаевич Болотов[30].

Представительный орган — городская дума. Состоит из 35 депутатов, избираемых по одномандатным избирательным округам сроком на 5 лет. Места в думе VI созыва, избранной в 2014 году, распределились следующим образом: 27 депутатов от «Единой России», 6 — самовыдвиженцы, 1 депутат от «КПРФ», 1 депутат от «Гражданской платформы». На довыборах в Думу города Иркутска по 18 округу (вместо ставшего мэром города Иркутска Дмитрия Викторовича Бердникова) был избран депутат от «Справедливой России». Председателем Думы города Иркутска шестого созыва с 30 апреля 2015 года была Ирина Всеволодовна Ежова, которая сложила с себя полномочия в марте 2018 года, и 29 марта 2018 года на эту должность тайным голосованием был избран депутат по избирательному округу № 28 Евгений Юрьевич Стекачев.
На выборах в Государственную думу 2011 года в Иркутске проголосовали за «Единую Россию» 25,6 % избирателей, за КПРФ — 31 %, на выборах в Государственную Думу 2016 года — за «Единую Россию» 39,8 % избирателей, за КПРФ — 24,05 %.
Согласно уставу Иркутской области Иркутск является административным центром Иркутской области. В Иркутске также дислоцируются Федеральный арбитражный суд Восточно-Сибирского арбитражного округа, Восточно-Сибирская транспортная прокуратура, Восточно-Сибирские управления Следственного комитета и МВД на транспорте.

## Административно-территориальное деление
Согласно Закону «Об административно-территориальном устройстве Иркутской области», город разделён на следующие административно-территориальные образования — 5 районов: Кировский, Куйбышевский, Ленинский, Октябрьский, Свердловский районы.
Согласно уставу города, муниципальное образование город Иркутск делится на 4 административных округа, которые не являются административно-территориальными образованиями области, а созданы для административного управления соответствующими территориями и могут включать в себя несколько районов города Иркутска.
Округами города руководят назначаемые мэром председатели комитетов по управлению округами, которые одновременно являются заместителями мэра. Естественная граница между округами проходит по рекам Ангаре, Иркуту и Ушаковке; граница Правобережного и Октябрьского округов проходит преимущественно по улицам. В разное время город поглотил посёлки Вересовка, Батарейная, Ермаковский, Боково, Жилкино, Парфёновка, Искра, имени Кирова, Мельниково, Селиваниха, Черёмушки, Титово, Кузьмиха.
1. Исторический и административно-деловой центр расположен в Правобережном округе (110 759[36] чел.), образованном в 1996 году, объединив Кировский и Куйбышевский район. Другие крупные планировочные зоны — предместья Знаменское (советское название Марата), Рабочее, Радищево, Маратовский промышленный узел.
2. Октябрьский округ (149 469[36] чел.) — район современной жилой застройки. В округе расположен аэропорт и Восточный промышленный узел.
3. Свердловский округ (202 231[36] чел.) образует планировочные зоны Глазково и Студгородок на севере; Академгородок, микрорайоны Приморский, Юбилейный, Южный и посёлки Энергетиков и ГЭС на юге, микрорайоны Первомайский, Университетский, Синюшина гора, Мельниковский промышленный узел на западе. В округе расположены Иркутская ГЭС, Ново-Иркутская ТЭЦ, вокзал Иркутск-Пассажирский.
4. Ленинский округ (154 805[36] чел.) образован районами Иркутск-II, Ново-Ленино, Жилкино. В округе расположены Северный и Жилкинский промышленные узлы, авиазавод и железнодорожная станция Иркутск-Сортировочный.

30 апреля 2015 года депутаты Думы г. Иркутска утвердили новую структуру администрации Иркутска, согласно которой город делится всего на три городских округа: Центральный (включающий в себя только Кировский район), Правобережный (включает Куйбышевский и Октябрьский районы) и Левобережный (включает в себя Свердловский и Ленинский районы).
Однако уже 8 октября 2015 года город вернулся к прежнему административному делению на четыре округа — Правобережный, Октябрьский, Свердловский и Ленинский. Соответствующее решение было принято депутатами Думы областного центра. По словам тогдашнего мэра города Дмитрия Бердникова, сохранить привычное деление было необходимо для комфорта иркутян.

## История

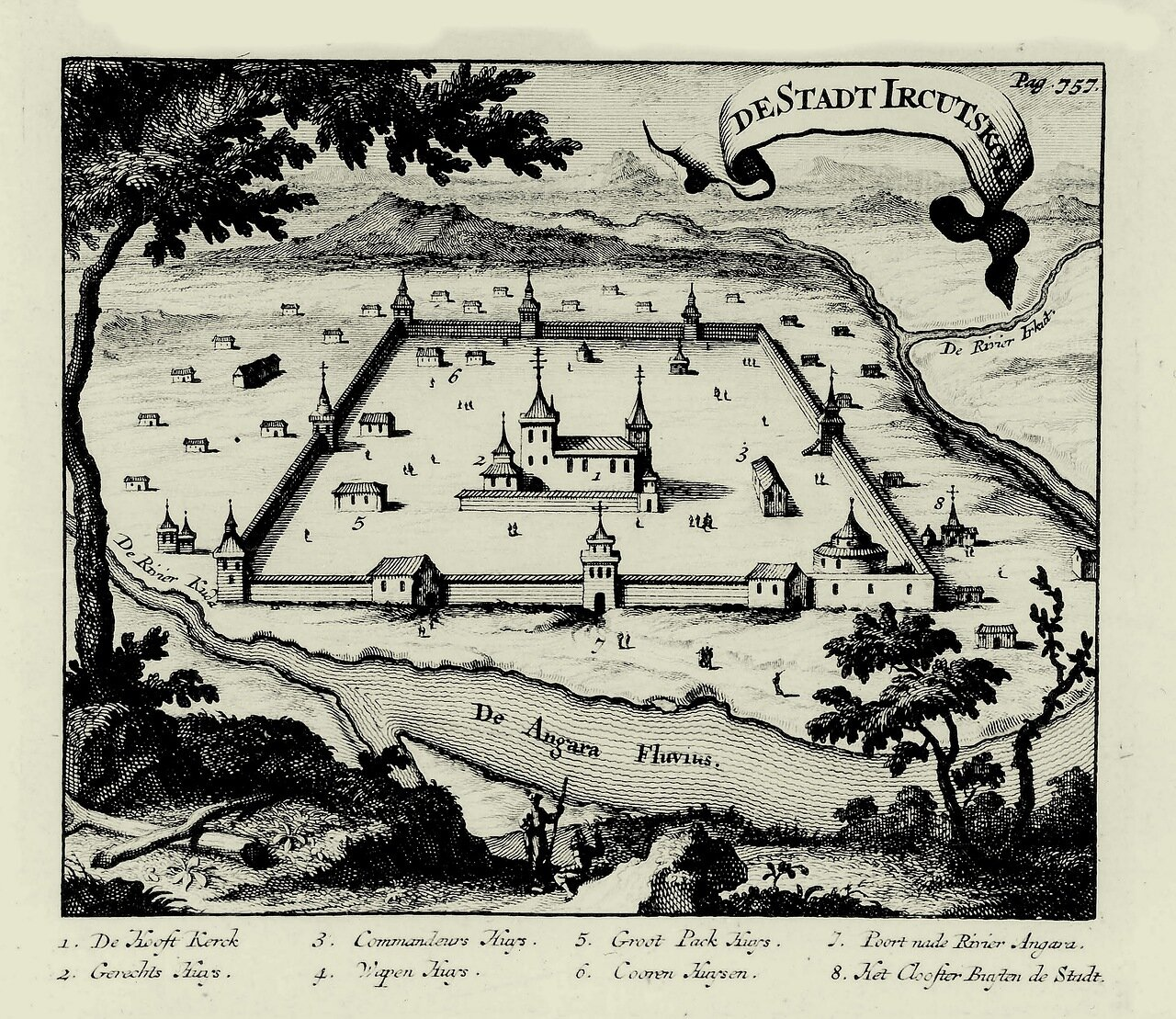
Иркутский кремль, 1692 год. Гравюра Николааса Витсена

На территории Иркутска найдены стоянки эпох верхнего палеолита, мезолита, неолита, энеолита, бронзового и железного веков.

### XVII век
Своё начало город ведёт с острога, заложенного отрядом Якова Ивановича Похабова по заданию енисейского воеводы 6 (16) июля 1661 года.
Ряд исследователей относит возникновение Иркутска к 1620 году, другие считают, что в 1650-е годы на острове Дьячем существовало постоянное зимовье русских. Основанию Иркутского острога предшествовал выход русских к Байкалу в 1643 году. Это был один из многочисленных острогов в Восточной Сибири, поставленных для сбора ясака. Первым приказчиком нового острога был назначен казачий десятник Василий Ездаков. К концу 1660-х годов строения острога сгнили, оборонительное сооружение было выстроено заново. Вокруг него вырыли ров, за стенами возник посад. В 1672 году построена первая деревянная церковь — Спасская. В 1682 году острог становится центром Иркутского воеводства, объединяющего все остроги Прибайкалья. Резиденцией воеводы становится государев двор. В 1686 году Иркутску присвоен статус города.
Заложен мужской Вознесенский монастырь, в 1689 году — женский Знаменский монастырь.
После урегулирования российско-китайских отношений Нерчинским договором (1689) через Иркутск потянулись торговые караваны на пути в Китай. Из Сибири везли пушнину, из Китая через Селенгу и Байкал — чай, сахар и ткани. В 1692 году в Амстердаме была издана книга Николааса Витсена «Северная и Восточная Тартария», в которой так описывается Иркутск:

 Город Иркутской, примерно в 8 милях от озера Байкал, был построен несколько лет назад и снабжен крепкими деревянными башнями. Пригород его очень большой. Там можно достать в изобилии мясо и рыбу. В окрестностях этого города и в Верхоленске растет в изобилии хлеб, ибо земля там очень плодородная. Здесь поселилось много московитов… Осенью эта область часто подвержена землетрясениям… Иркутск теперь расцветает от торговли с Синой и население его увеличивается…
В 1696 году в Иркутске произошёл бунт забайкальских стрельцов (так называемый «Бунт заморских стрельцов») против воеводы Афанасия Савёлова, настроившего против себя местное население. В это время получили развитие кузницы, мастерские, кожевни, мыловарни. К 1700 году в Иркутске проживало около 1000 человек, в том числе 409 казаков, 110 посадских людей, 50 служилых, 13 детей боярских, 2 дворянина и другие.

### XVIII век

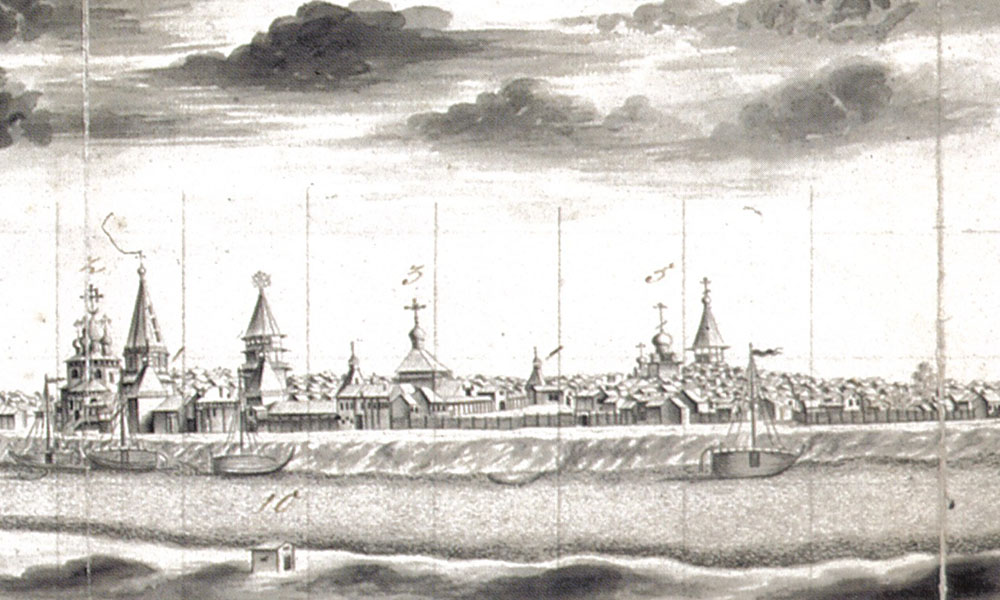
Иркутский кремль, 1735 год

В 1701 году появилось первое каменное здание — приказная изба. В том же году организовано почтовое сообщение с Москвой — ямская гоньба, с использованием подводной повинности.

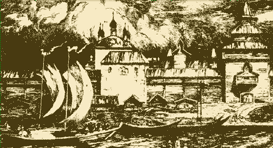
Гравюра, изображающая пожар 1716 года в Иркутске

В 1708 году город Иркутской был включён в состав учреждённой Сибирской губернии.
3 августа 1716 года произошёл один из крупных городских пожаров в Иркутске. Иркутская летопись гласит: «Августа на 3-е число в Иркутске учинился пожар за городом, от коего в городе Спасская старая соборная церковь, городовая стена с башнями от канцелярии до Спасской каменной церкви и гостиный двор с таможнею и несколько дворов сгорели». Пожар значительно повредил острожные сооружения, которые были восстановлены через год.
В 1719 году Иркутск становится центром Иркутской провинции в составе Сибирской губернии. В 1722 году открыта ратуша, через год реорганизованная в магистрат. В 1725 году Иркутск посещают участники Камчатской экспедиции во главе с Витусом Ионассеном Берингом.
В 1720-е годы при Вознесенском монастыре образована русско-монгольская школа, начинается использование гербовой печати «для прикладывания к выдаваемым купечеству из таможен и из ратуш паспортам». В 1730 году купец Ланин открывает железоделательный завод. В 1738 году открыт почтовый тракт на Охотск. В 1745 году был построен первый каменный жилой дом. В 1747 году посадский человек Прокопьев открывает стекольный завод и ткацкую фабрику. В 1750-е годы были учреждены школа навигации, в городе появились первые старообрядцы. В 1757 году учреждена полиция. В 1750-е годы в Иркутск пришла Московская столбовая дорога.
Отмена царской монополии на экспорт пушнины в 1762 году открыла «золотой век» иркутского купечества. Крупнейшие купеческие династии — Сибиряковы, Баснины, Трапезниковы, Дудоровские, Солдатовы разбогатели на российско-китайской торговле, скупая и перепродавая пушнину, и препятствуя доступу иногородних купцов на местный рынок. Другим источником их обогащения было участие в поставках провианта и металла для государственных нужд, полученными из казны деньгами купцы делились с чиновниками. Многие купеческие династии были выходцами с Русского Севера. К концу XVIII века купечество стало играть ведущую роль в гражданской жизни Иркутска, составляя оппозицию государственной администрации. Занимая ключевые должности в органах городской власти, купцы получали доступ к выгодным им контрактам. Крепли традиции благотворительной деятельности купцов, на средства которых строились и содержались церкви, приюты, больницы, школы, театры, библиотеки. Фамилиями известных купцов впоследствии стали называть улицы: Баснинская, Ланинская, Медведниковская, Мыльниковская, Трапезниковская и другие.

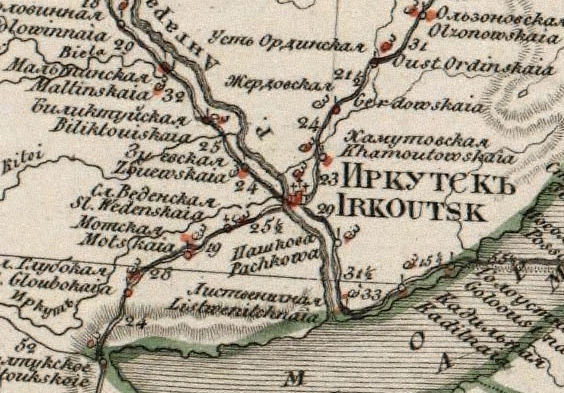
На карте 1826 года показаны дороги, выходившие из Иркутска: Московский, Якутский, Заморский и Кругоморский тракты

В 1764 году образована Иркутская губерния в составе Сибирского царства. В 1770-е годы была официально открыта городская ярмарка и банковская контора. В 1780-е годы появилась публичная библиотека, духовная семинария, городская школа, училище, а также типография. В 1783 году образовано Иркутское наместничество под управлением генерал-губернатора. 1 (12) января 1787 года учреждена городская дума, городским головой избран купец I гильдии М. Сибиряков, трижды переизбранный и удостоенный звания «именитый гражданин» за вклад в развитие города. В 1775 году пожар почти полностью уничтожил центр города. В 1790 году обветшалые стены острога были разобраны. В 1791 году в Иркутске в течение двух месяцев находился первый политический ссыльный в эти места — А. Радищев, осуждённый за публикацию «Путешествия из Петербурга в Москву». К концу XVIII века прежде патриархальный Иркутск стал приобретать облик европейского города, где развивалась культура, появилась современная одежда, большинство мужчин уже коротко стриглось и брило бороду.
В 1799 году при участии иркутского купца Григория Ивановича Шелихова создана Российско-Американская компания. С середины XVIII века город стал играть роль главной базы тихоокеанских промыслов: здесь размещалась одна из контор РАК, принадлежавшие ей «американские казармы», кузнечный, смолокуренный, скорняжный и прядильный заводы. В Иркутске совершались торговые сделки и снабженческие операции, набирались команды промышленников и моряков, многие из которых были иркутянами. Жители города владели до 9 % акций компании. На могильном памятнике Г. И. Шелихова приведены стихи Гавриила Романовича Державина: «…Не забывай, потомок, что Росс, твой предок, и на Востоке громок».

### XIX век

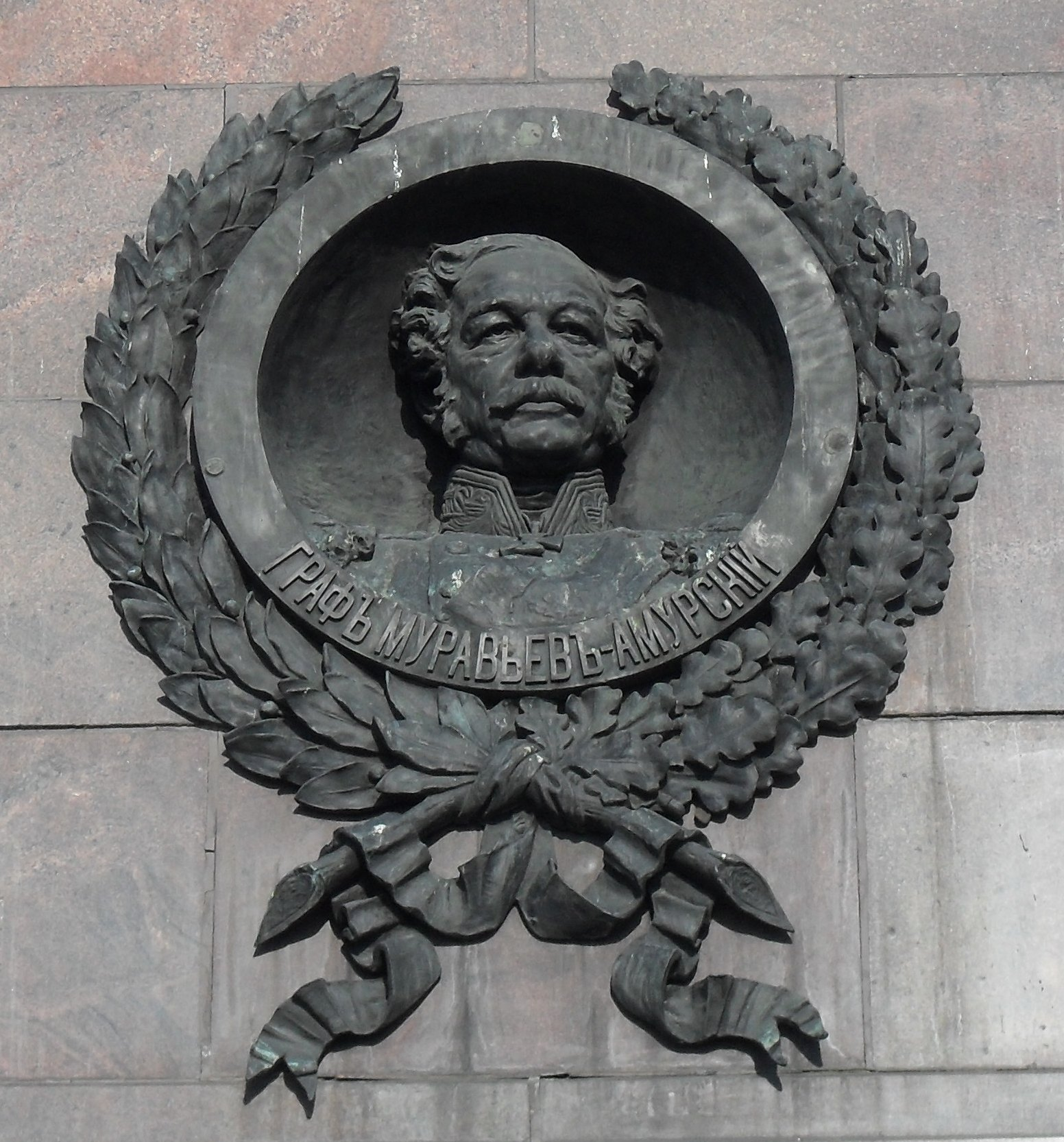
Николай Николаевич Муравьёв-Амурский,
барельеф, 1908 год

В 1801 году открыт Кругоморский тракт в Забайкалье, проложенный при участии ссыльных. В городе каторжный труд применялся в ремесленном доме и на суконной фабрике. В 1807 году на частные средства была открыта первая больница. В 1812 году из Иркутска было отправлено 566 рекрутов на войну с Наполеоном. В 1813 году со стороны Московского тракта поставлены триумфальные ворота. В 1816 году образовано Иркутское казачье войско.
Находясь вдали от столицы, местное начальство располагало практически неограниченной властью: инструкции сверху дозволяли им «делати… по своему высмотру, как пригоже и как бог вразумит». Ещё в 1717 и 1736 годах за злоупотребления на местах в Петербурге были казнены иркутский воевода Л. Ракитин и вице-губернатор А. Жолобов, в разное время были уволены генерал-губернаторы Иван Варфоломеевич Якоби, Борис Борисович Леццано и Иван Осипович Селифонтов. Вице-губернатор А. Плещеев был падок на подарки, губернатор Ф. Немцов отличился непомерным взяточничеством. Губернатор Николай Иванович Трескин прославился наведением порядка и чистоты на городских улицах, расправой над купеческой оппозицией и высылкой «вредных членов общества». На период его руководства пришёлся расцвет коррупции. В 1819 году был отрешён от должности генерал-губернатор Пестель, на его место назначен российский реформатор Михаил Михайлович Сперанский, которому было поручено «придать кого нужно законному суждению» и создать «на месте полезнейшее устройство сего отдалённого края». За 2 года пребывания Сперанского в Иркутске был отдан под суд гражданский губернатор Трескин, выявлено около 700 чиновников, причастных к беззакониям.
Солиден вид города потому, что он хорошо торгует,
а вовсе не потому, что представляет центр
административного управления Восточной Сибири...
Иркутск — город народный, коренной сибирский, старинный,
где общественники преобладают над служивым сословием.
В 1822 году было образовано Восточно-Сибирское генерал-губернаторство с центром в Иркутске. В 1826 году в город прибыли первые ссыльные декабристы. После отбытия каторги Сергею Петровичу Трубецкому и Сергею Григорьевичу Волконскому разрешили поселиться в Иркутске. Согласно проекту конституции Н. М. Муравьёва Иркутск должен был стать столицей Ленской державы в составе Российской федерации. В 1836 году открыт первый частный банк. В 1839 году открыта первая публичная библиотека. В 1840-е годы Иркутск превращается в «столицу ленского золота», место концентрации капиталов золотопромышленников. В эти годы в город прибыл первый пароход, были открыты институт благородных девиц и театр.
С 1848 по 1861 год генерал-губернатором был граф Николай Николаевич Муравьёв-Амурский. Он не только присоединил к России Приамурье, но и немало сделал для укрепления позиций царской власти во всем крае. С открытия сообщения по Амуру в 1854 году по пути из Санкт-Петербурга к Тихому океану начинает приходить в упадок старый Якутский тракт.
1 января 1863 года начали выходить «Иркутские епархиальные ведомости», первые в Сибири.
В Иркутск прибывают ссыльные поляки. Население города составляет 28 тысяч человек, ссыльных насчитывалось 3768 человек. В 1864 году подведена телеграфная линия на Петербург. В 1866 году в Иркутске проходил суд над 683 поляками, поднявшими восстание на Байкале.
22 и 24 июня (6 июля) 1879 года в городе полыхал пожар, практически уничтоживший исторический центр. Это событие поделило историю города на допожарный и послепожарный Иркутск. От пожара погибло 11 человек, тысячи людей лишились крова. Среди прочего сгорел музей и около 10 тысяч книг библиотеки Географического общества, а также губернский архив. Американский путешественник Джордж Кеннан отмечал, что город 1880-х годов много потерял и стал менее интересным, чем до пожара. Восстановление города из пепелища совпало с расцветом ленской золотопромышленности в 1870—1880-е годы.

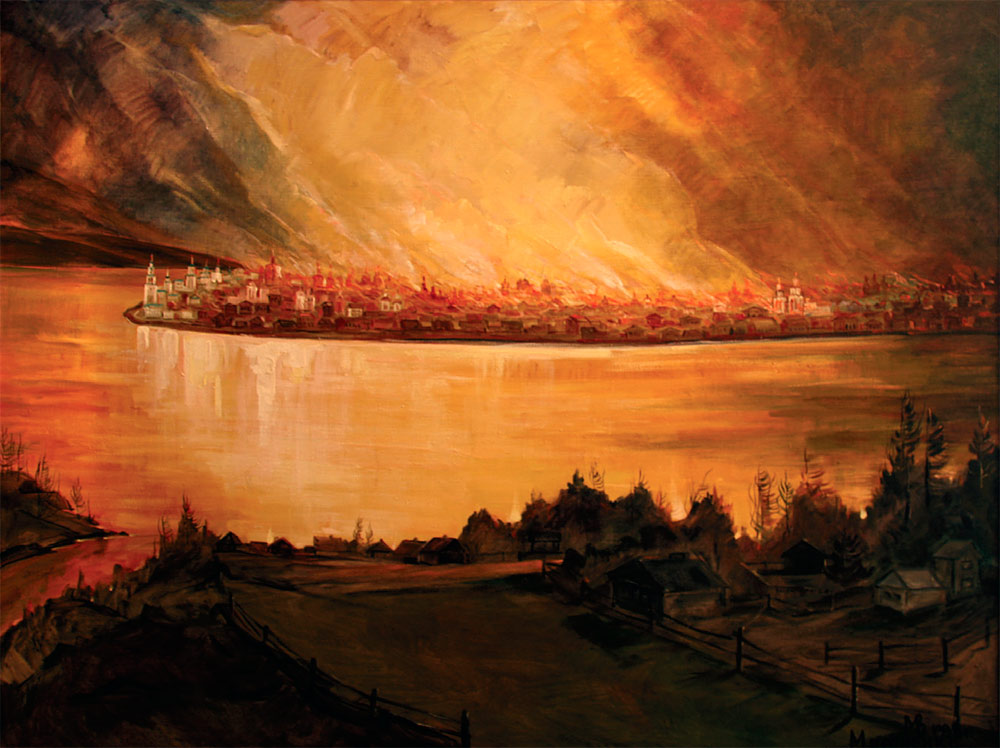
Великий пожар в Иркутске 1879 года

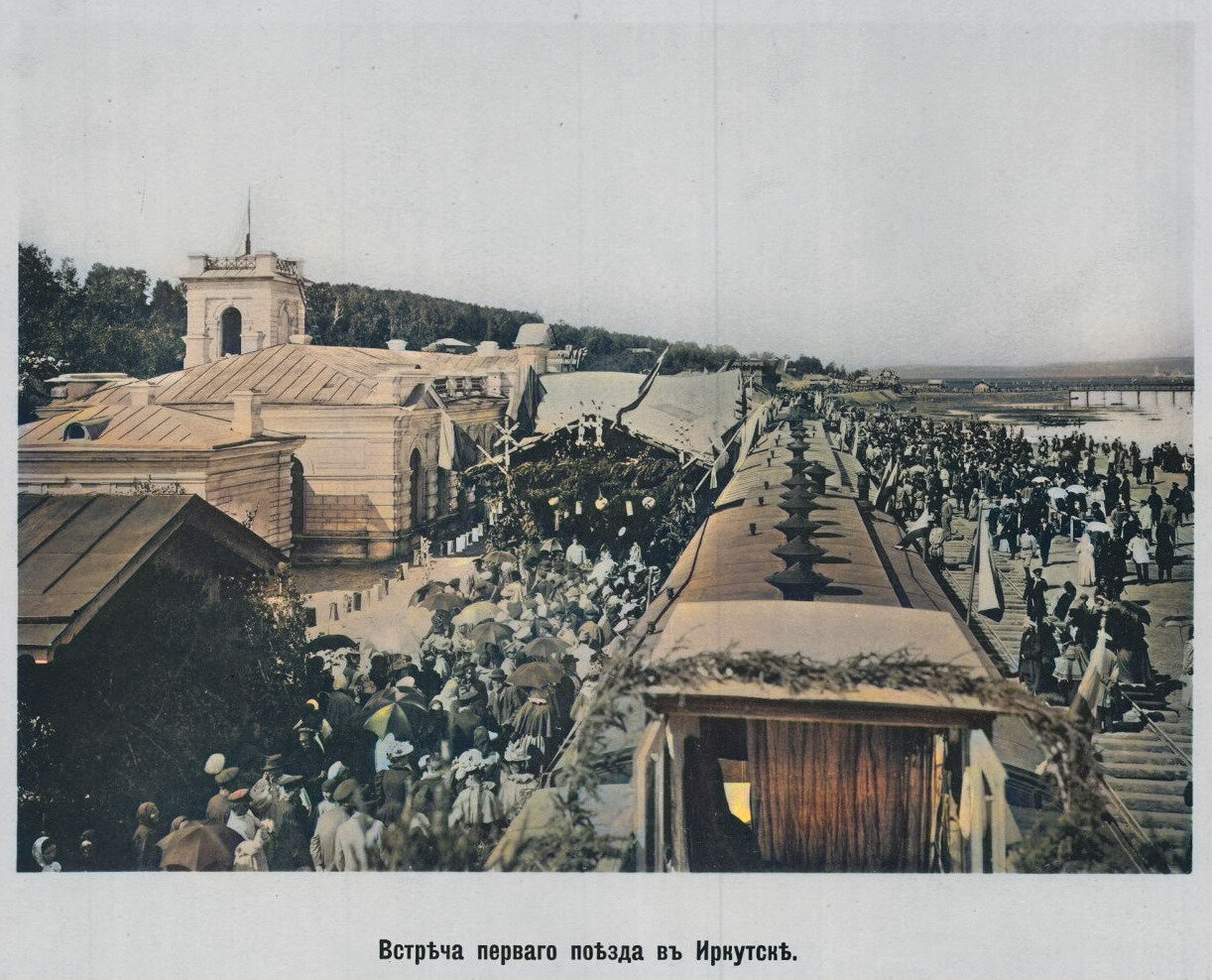
Прибытие первого поезда в Иркутск. 1898 г.

В конце 1880-х годов начался упадок золотопромышленности, угасание кяхтинской торговли. В 1890 году в городе останавливался направляющийся на Сахалин Антон Павлович Чехов, который назвал Иркутск «интеллигентным городом». С 23 по 25 июня следующего года Иркутск посещал направляющийся из заграничной части своего Восточного путешествия с Дальнего Востока цесаревич Николай Александрович, будущий император Николай II. В 1897 году состоялся первый киносеанс. В 1899 году на улицах появились омнибусы, тариф на проезд в которых устанавливался думой.
Железная дорога, согласно первоначальному проекту, должна была пройти по более короткому пути к северу от озера Байкал, в стороне от Иркутска. Однако город миновала судьба Томска, и в 1898 году в Иркутск торжественно прибыл первый поезд по Транссибу. Железная дорога вызвала появление в городе новых транспортных предприятий, оживила добычу угля и лесную промышленность, способствовала притоку населения.

### XX век

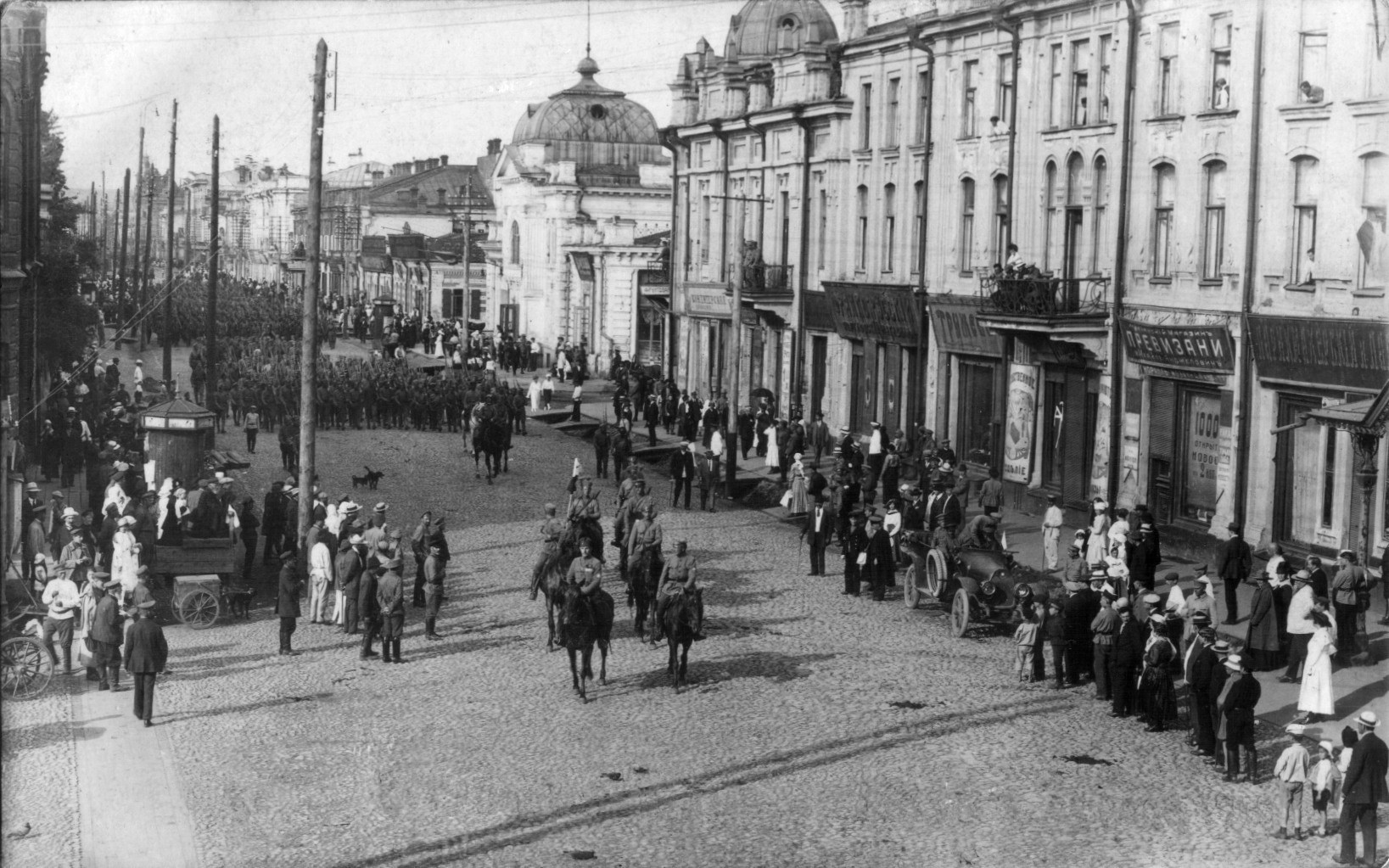
Вступление чехословацкого корпуса в Иркутск, 1918 год

Начало XX века ознаменовалось развитием революционного движения. В апреле 1903 года на станции Иннокентьевская вспыхнула забастовка железнодорожников, закончившаяся массовыми арестами. В октябре 1905 года в городе проходила всеобщая забастовка рабочих и служащих. 19 октября генерал-губернатор П. Кутайсов телеграфировал царю: «Положение отчаянное. Войск почти нет. Бунт полный, всеобщий». С введением военного положения открытые выступления прекратились. Летом 1908 года социал-демократы попытались сорвать торжественное открытие памятника Александру III, объявив этот день «чёрным праздником» царских чиновников. В годы Первой мировой войны было мобилизовано свыше 10 тысяч иркутян. Промышленные предприятия дореволюционного города были небольшими и носили преимущественно кустарный характер. Большинство населения было занято в торговле, сфере услуг, огородничестве и ремесленном производстве.

Памятник адмиралу Колчаку. Скульптор — Вячеслав Михайлович Клыков.

В начале марта 1917 года в Иркутске образуется Комитет общественных организаций (КООрг), объявивший себя высшим политическим учреждением города и губернии. По его распоряжению был отстранён от должности губернатор А. Н. Юган, арестованы военный генерал-губернатор А. И. Пильц и высшие чины полиции. Генерал-губернаторство упраздняется. Из губернской тюрьмы выпускаются все политические заключённые. В декабре 1917 года в городе, с центром противостояния у Белого дома в течение 9 дней происходили ожесточённые бои красногвардейцев с казаками, юнкерами и прапорщиками, в которых погибло свыше 300 человек и около 700 были ранены. По окончании боёв в городе временно установилась советская власть. 11 июля 1918 года с незначительными боестолкновениями город был взят частями Чехословацкого корпуса и Временного Сибирского правительства. Гражданская власть временно перешла к городской думе.
В ноябре 1919 года в Иркутск из Омска переехало Российское правительство, Совет министров которого разместился в здании Русско-Азиатского банка. 12 ноября 1919 на Всесибирском совещании земств и городов в Иркутске был создан Политический центр, организовавший в конце 1919 успешное антиколчаковское восстание. Во второй половине января 1920 года Политцентр передаёт власть в пользу большевистского Военно-революционного комитета. По постановлению которого, во исполнение прямого приказа Ленина в ночь с 6 на 7 февраля 1920 адмирал Александр Васильевич Колчак и председатель Совета министров Российского правительства Виктор Николаевич Пепеляев были расстреляны без суда и следствия. 7 марта 1920 в город торжественно вошла 5-я Красная армия.

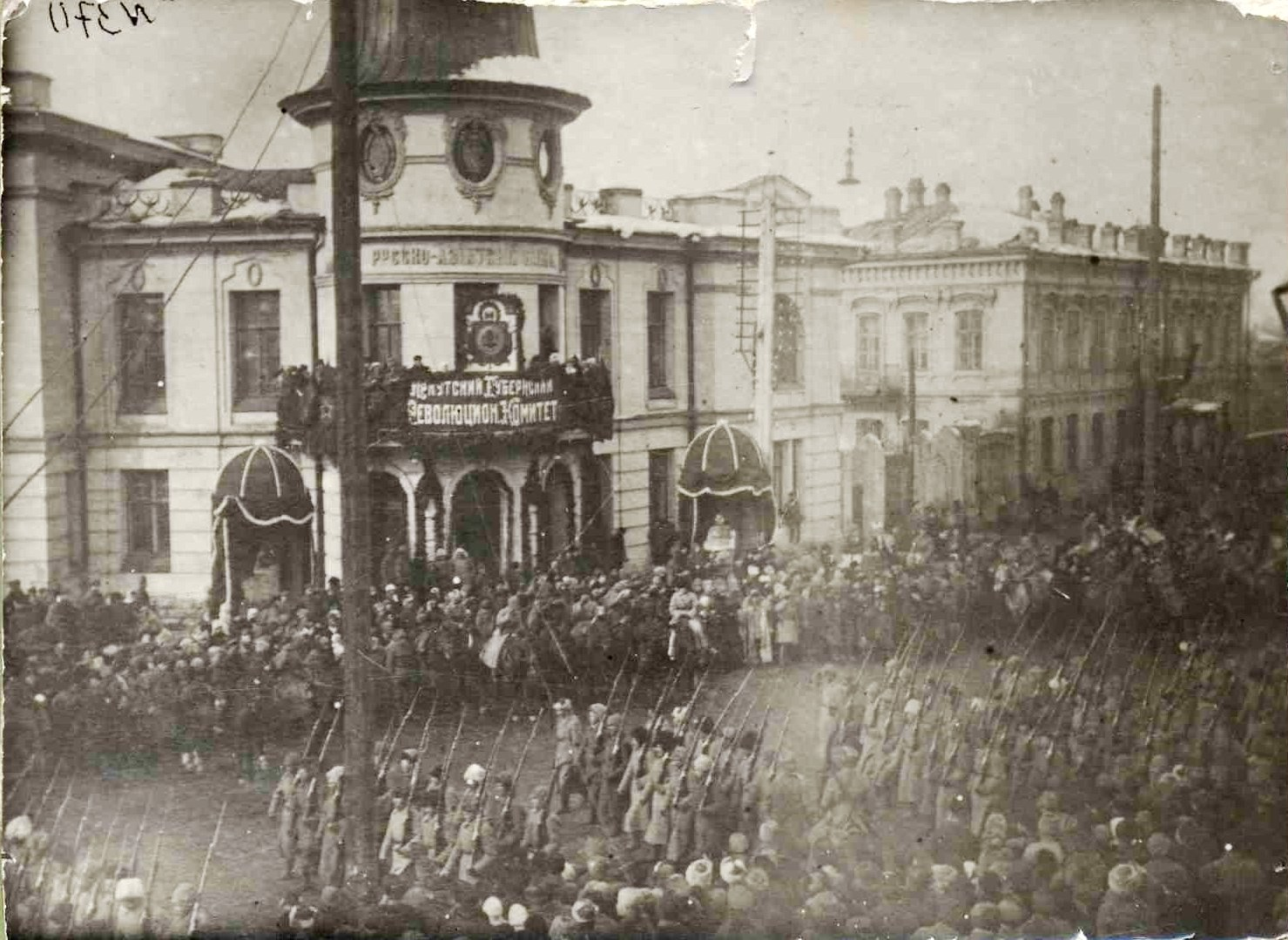

В 1926 году Иркутская губерния была упразднена и в составе Сибирского края был образован Иркутский округ. В 1922—1923 годы Иркутск был центром Монголо-Бурятской автономной области, с 1930 года — центром Восточно-Сибирского края, с 1937 года — Иркутской области. В 1923 году был построен первый стадион на 2 тысячи мест. В 1936 году через Ангару открыт первый железобетонный мост имени Ленина. В 1920—1950-е годы на Ангаре действовал гидропорт. На 1930-е годы пришлось строительство авиазавода, металлургического завода им. Куйбышева, чаепрессовочной, швейной и макаронной фабрик, мыловаренного завода и других предприятий. В годы Великой Отечественной войны на фронт ушло около 20 тысяч иркутян, половина из которых не вернулась. Во время войны в Иркутск были эвакуированы некоторые предприятия западных регионов страны, оставшиеся здесь после войны.
В 1950-е годы в рамках реализации постановления Совета Министров СССР от 17 января 1955 года «О наборе в Китайской Народной Республике рабочих для участия в коммунистическом строительстве и трудового обучения в СССР» на предприятиях и стройках города работали китайские рабочие.

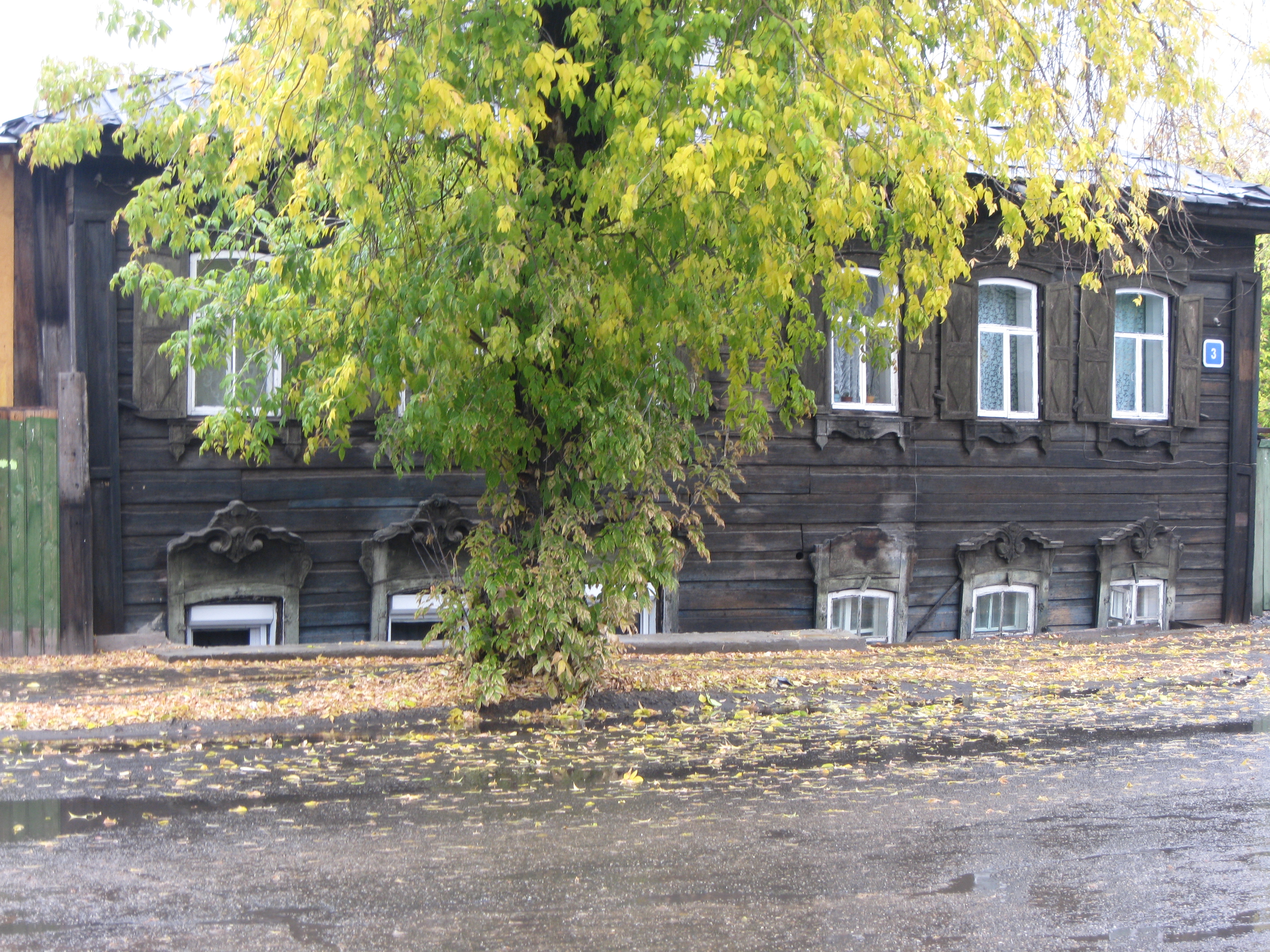
Культурный слой Иркутска к началу XXI века повысился на 1,5 метра

В 1958 году введена в эксплуатацию Иркутская ГЭС. В это время город оставался в основном деревянным и одноэтажным. В 1960—1970-е годы пришлось
широкомасштабное жилищное и промышленное строительство. В 1986 году «За большие заслуги трудящихся Иркутска в революционном движении, их вклад в борьбу с немецко-фашистскими захватчиками в годы Великой Отечественной войны» город удостоен ордена Октябрьской Революции.
До начала 1990-х годов Иркутск оставался одним из крупнейших индустриальных центров РСФСР с высокотехнологичным машиностроением, ориентированным на союзный рынок: развивалось авиастроение, приборостроение, радиоэлектроника; а также производство металлургического и горного оборудования, автомобильных деталей и станков. Металлообрабатывающее производство было представлено заводами по ремонту подвижного состава железной дороги, речных судов, самолётов. Другими крупными отраслями были производство строительных материалов, мебельная, полиграфическая, лёгкая и пищевая промышленность. На пяти крупнейших заводах было занято свыше 40 тысяч человек. В постперестроечные годы не смогли вписаться в рыночные условия многие предприятия машиностроения и лёгкой промышленности, прекратили существование заводы «Радиан», станкостроительный, карданных валов, радиозавод, чаеразвесочная и макаронная фабрики, домостроительный комбинат, завод железобетонных изделий и другие.

### XXI век
В 2020 году городу было присвоено звание «Город трудовой доблести».

## Физико-географическая характеристика

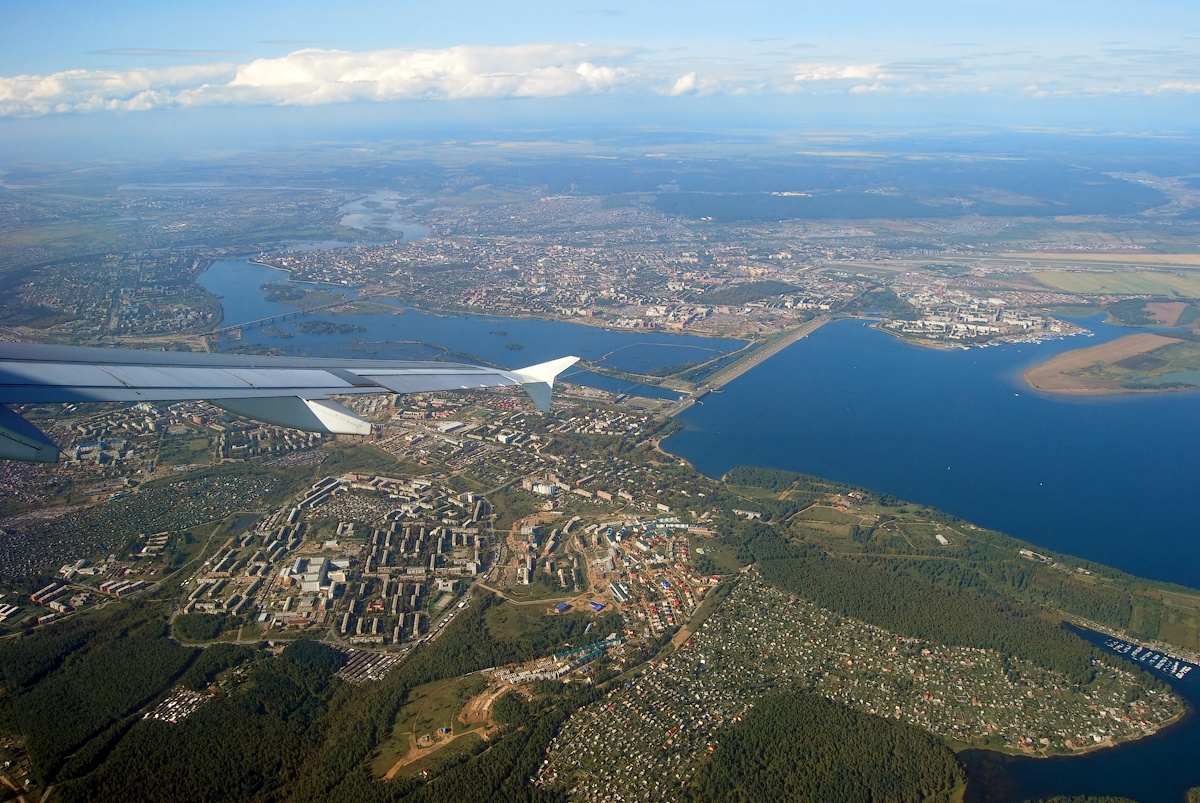
Иркутск с высоты

### Географическое положение
Иркутск расположен в Восточной Сибири на берегах реки Ангары в непосредственной близости от водохранилища, образованного плотиной Иркутской ГЭС высотой до 56 метров. Ближайший крупный город — Улан-Удэ, находится на расстоянии 439 км; ближайший город-миллионер — Красноярск, удалён на расстояние 850 км (по прямой) и 1060 км по автодороге. До Москвы расстояние составляет 5200 км. Иркутск является антиподом чилийского Пунта-Аренаса.
| С-З | Красноярск ~ 1063 км Усолье-Сибирское ~ 76 км Ангарск ~ 45 км | Братск ~ 619 км Северобайкальск ~ 809 км | Слюдянка ~ 109 км                                      | С-В |
| З   | Абакан ~ 1456 км Новосибирск ~ 1835 км Москва ~ 5214 км       | Роза ветров                              | Улан-Удэ ~ 453 км Чита ~ 1113 км Владивосток ~ 3967 км | В   |
| Ю-З |                                                               | Шелехов ~ 19 км Закаменск ~ 849 км       | Улан-Батор ~ 1019 км                                   | Ю-В |

Иркутск с трёх сторон окружён Иркутским муниципальным районом, на северо-западе граничит с Ангарским муниципальным районом. В окрестностях расположены луга, сосновые, сосново-берёзовые леса, сосново-лиственничные, берёзовые рощи. Площадь города — 27 998 га. Городская застройка занимает 11 950 га, леса — 6350 га, водные пространства — 2870 га, луга и поймы — 4260 га. Рельеф города пересечённый. Высота земли над уровнем моря составляет от 420 до 550 метров. Ландшафт города и его окрестностей представляет собой всхолмлённую эрозионно-денудационную равнину, сформированную юрскими и четвертичными отложениями; и относится к лесостепной зоне Иркутско-Черемховской равнины у северного подножия Саян. Основная часть Иркутска стоит на высокой пойме и террасах Ангары, Иркута, Ушаковки и других рек; окраины располагаются на склонах. Под воздействием техногенных нагрузок почти во всех районах города возросло количество суффозионно-просадочных и эрозионных процессов.
К особо охраняемым территориям отнесены земли федерального значения Ботанического сада Иркутского государственного университета, а также земли муниципального значения: реликтовая Кайская роща, лесопарк на Синюшиной горе, лесная зона курорта «Ангара», роща микрорайона Ново-Мельниково и дендропарк «Академгородка». Имеется свыше 40 парков и скверов площадью 360 гектаров; площадь цветников составляет 9 тыс. м². Всего в Иркутске и его окрестностях произрастает 1105 видов растений, 58 из которых включены в красную книгу области. Двенадцать зелёных массивов общей площадь 5,5 тыс. га занимают почти 42 % территории города, среди них: Плишкинский лес, Кайская роща, Ботанический сад, роща «Звёздочка», роща на Синюшиной Горе, район курорта «Ангара», Ново-Мельниково, дендропарк Академгородка, районы Юбилейного, Ершовского, станций Батарейной и Вересовки. Среди парковых зон: парк Парижской коммуны, сад Томсона, Кайская роща, Каштаковская роща, скверы Тихвинский и Кирова, острова Конный и Юность.

### Гидрография

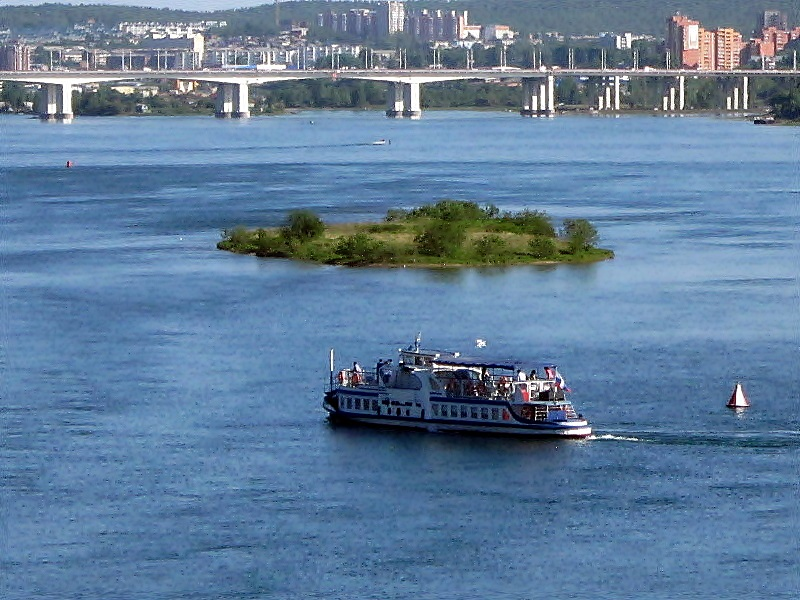
Ангара в Иркутске

Ангара делит город на правобережную и левобережную части. Длина реки в черте города составляет 29 км, ширина под Старым ангарским мостом в центре города — около 300 м, на реке насчитывается свыше 30 островов. Её левый приток — Иркут является естественной границей Свердловского и Ленинского округов. Среди малых рек: Ушаковка, Топка, Вересовка, притоки Иркута — Кая и Олха.
Плотина Иркутской ГЭС замыкает Иркутское водохранилище. До возведения плотины местность постоянно подтоплялась наводнениями и паводками, на месте сквера Кирова в XVII веке располагалось озеро, на улице Карла Маркса протекала речка. Возведение плотины ГЭС привело к тому, что вода из водохранилища стала просачиваться в обход тела плотины, поднялся уровень грунтовых вод, особенно в правобережной части города.
В Свердловском районе залегает месторождение минеральных вод, относящееся к крупнейшему на планете Ангаро-Ленскому артезианскому бассейну. На территории курорта «Ангара» добывается гидрокарбонатно-сульфатно-хлоридная натриевая вода.
Благоустроенные набережные тянутся вдоль правого берега Ангары: набережная бульвара Гагарина с бетонными ограждениями была создана в 1960-е годы; Нижняя набережная, реконструированная в 2011 году, состоит из двух ярусов, имеет кованые ограды и парапеты, облицованные гранитом. Действует один санкционированный пляж в заливе Якоби у плотины ГЭС. К популярным местам стихийного купания относятся остров Юность, тёплые озёра ГЭС и микрорайон Солнечный. За город иркутяне выезжают на байкальские пляжи Малого моря.

### Землетрясения
Иркутск расположен на краю относительно безопасной Сибирской платформы вблизи сейсмически активного тектонического разлома — Байкальской рифтовой зоны, и отнесён к району возможных землетрясений интенсивностью до 8 баллов. Толчки интенсивностью 9 баллов в Иркутске маловероятны, так как эпицентры большинства разрушительных землетрясений находятся на удалении от города — в котловине Байкала и Восточных Саянах. Под городом в северо-западном направлении проходит Ангарский тектонический разлом, не являющийся источником крупных землетрясений современности. Цунами вблизи Иркутска не наблюдались. Плотина ГЭС способна выдержать землетрясение 8 баллов. Человеческие жертвы землетрясений в Иркутске истории не известны. Тем не менее, в городе регулярно возникают ложные слухи о предстоящем землетрясении.
В среднем в Иркутске ежегодно регистрируется 304 землетрясения интенсивностью до 4 баллов. Землетрясения интенсивностью 6 баллов в среднем происходят один раз в 15 лет. В 1862 году в городе ощущались 8-балльные толчки сильнейшего из известных землетрясений на Байкале — Цаганского интенсивностью в эпицентре до 10 баллов, повлёкшего волну цунами высотою 2 метра. С городских церквей падали кресты, сами собой звенели колокола, на Ангаре трескался лёд. В XX веке сотрясения интенсивностью от 5 до 7 баллов фиксировались в 1903, 1905, 1950, 1957, 1959, 1967, 1995 и 1999 годах. Крупное землетрясение интенсивностью 6 баллов произошло 27 августа 2008 года, а 22 сентября 2020 года примерно в половине третьего ночи (21 сентября, 18.30 мск) произошло землетрясение магнитудой 5,9 баллов (по данным ГУ МЧС России по региону: «Землетрясение магнитудой 5,9, класс 14,7, интенсивность 8,1, эпицентр в Слюдянском районе п. Култук, в Иркутске и Слюдянке — пять-шесть баллов»).

### Часовой пояс
Иркутск находится в часовой зоне МСК+5. Смещение применяемого времени относительно UTC составляет +8:00.
В соответствии с применяемым временем и географической долготой средний солнечный полдень в Иркутске наступает в 13:03.

### Климат

Роза ветров Иркутска

Из-за удалённости от морей климат Иркутска резко континентальный со значительными суточными и годовыми колебаниями температур воздуха. Разница летних и зимних температур может превышать 70 °C. Среднегодовое солнцесияние составляет 318 дней.
Отрицательная температура устанавливается в конце октября (в среднем с 23 числа) и держится до начала апреля (в среднем до 6 числа). Зима суровая, затяжная — продолжительностью более 5 месяцев (конец октября — начало апреля). С приходом Сибирского антициклона устанавливается ясная, морозная и безветренная погода. Самый холодный месяц в году — январь, средняя температура составляет −17,8 °C. Весна сухая, короткая; снег сходит в начале апреля. Лето в первой половине жаркое и сухое, на вторую половину приходятся затяжные дожди. Самый тёплый месяц — июль, средняя температура составляет 18,3 °C. Осень тёплая и сухая; характерны резкие суточные перепады температур.
Город расположен во второй зоне морозостойкости. Мерзлотные процессы обусловлены промерзанием грунтов, которое начинается в конце октября — начале ноября и продолжается до конца марта или середины апреля. Оттаивание грунтов обычно начинается в первой половине апреля, причём в начальный период происходит оттаивание небольшого слоя днём и замерзание его ночью. На большей части территории полное оттаивание происходит в июне-июле. Нормативная глубина промерзания грунтов составляет 3—3,5 метра. В зимний период наиболее заметен эффект «острова тепла», когда из-за нагретых зданий средняя суточная температура воздуха в центре Иркутска на 1—2 °C выше, чем за его пределами. Вегетационный период в среднем длится 148 дней в году. Безморозный период — 95 дней. Среднесуточная температура воздуха выше 0 °C держится в течение 200 дней. На тёплый период года (май — сентябрь) приходится 78 % всех осадков, на холодный — 22 %. Среднегодовая скорость ветра — 2,1 м/с. Наибольшее количество ветреных дней приходится на весну и осень. Среднегодовая влажность воздуха умеренная — 72 %. Абсолютный максимум годовых осадков был зафиксирован в 1938 году на уровне 797 мм, абсолютный минимум — в 1884 году на уровне 209 мм.
Незамерзающая полынья Ангары — нижнего бьефа ГЭС вызывает регулярные туманы в осенне-зимний период, увеличение влажности воздуха в прибрежной зоне, и, как следствие, изморозь на деревьях. Влияние верхнего бьефа — водохранилища носит локальный характер.
| Показатель                                              | Янв.  | Фев.  | Март  | Апр.  | Май   | Июнь | Июль | Авг. | Сен.  | Окт.  | Нояб. | Дек.  | Год   |
| ------------------------------------------------------- | ----- | ----- | ----- | ----- | ----- | ---- | ---- | ---- | ----- | ----- | ----- | ----- | ----- |
| Абсолютный максимум, °C                                 | 2,3   | 10,2  | 20,0  | 29,2  | 34,5  | 35,6 | 37,2 | 34,7 | 29,7  | 25,6  | 14,4  | 5,3   | 37,2  |
| Средний суточный максимум, °C                           | −12,7 | −7,5  | 1,2   | 10,5  | 18,1  | 23,8 | 25,7 | 22,9 | 16,1  | 7,9   | −2,7  | −10,8 | 7,7   |
| Средняя температура, °C                                 | −17,6 | −14,1 | −5,5  | 3,6   | 10,4  | 16,4 | 19,0 | 16,4 | 9,5   | 2,0   | −7,6  | −15,4 | 1,4   |
| Средний суточный минимум, °C                            | −21,4 | −19,1 | −11,1 | −1,9  | 3,7   | 10,1 | 13,5 | 11,4 | 4,6   | −2,4  | −11,5 | −19,1 | −3,6  |
| Абсолютный минимум, °C                                  | −49,7 | −44,7 | −37,3 | −31,8 | −14,3 | −6   | 0,4  | −2,7 | −11,9 | −30,5 | −40,4 | −46,3 | −49,7 |
| Норма осадков, мм                                       | 14    | 9     | 12    | 21    | 36    | 69   | 107  | 96   | 53    | 21    | 20    | 19    | 477   |
| Источник: http://www.pogodaiklimat.ru/climate/30710.htm |       |       |       |       |       |      |      |      |       |       |       |       |       |

### Экология
Основными загрязнителями атмосферного воздуха Иркутска являются выбросы автотранспорта (60 % выбросов) и источники теплоэнергетики, не оснащённые фильтрами (38 % выбросов); на производственные предприятия приходится около 2 % всех выбросов. Среднегодовые концентрации бензпирена в 2010 году превышали допустимую норму в 10 раз, оксида азота в 1,1 раза, взвешенных веществ — в 2 раза, формальдегида — в 6 раз. За период 2005—2009 годы наблюдался рост среднегодовых концентраций взвешенных веществ, бензпирена, формальдегида, меди, диоксида и оксида азота. К самым загрязнённым территориям относятся часть центра и микрорайонов Ново-Ленино и Иркутск-II; к наименее загрязнённым и тихим — микрорайоны Ершовский и Радужный, а также берега Ангары от острова Юность до плотины ГЭС и участок у Академгородка.

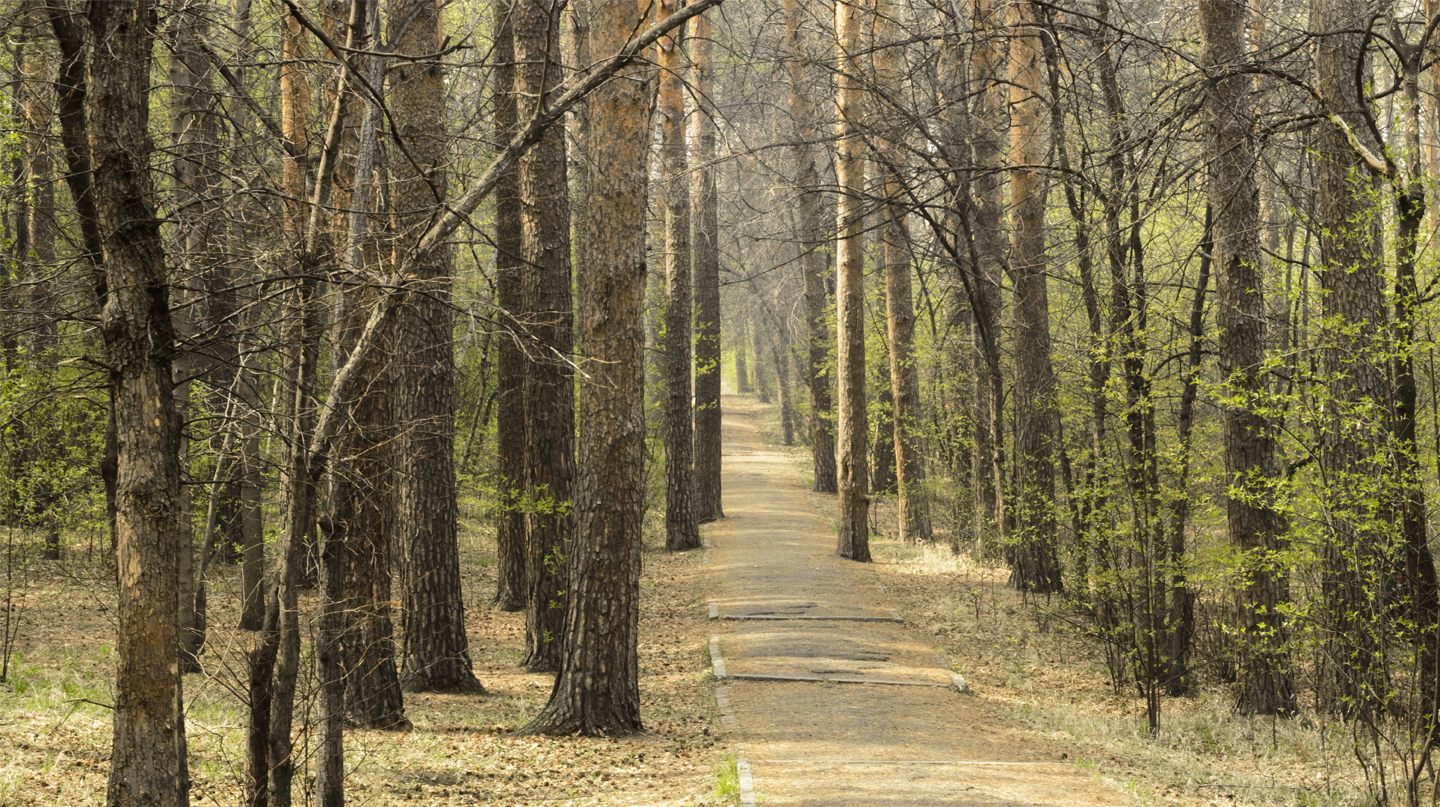
Лес в районе курорта «Ангара»

Выбросы загрязняющих веществ в атмосферу от стационарных и передвижных источников в 2011 году составили 143 тысячи тонн. По выбросам в атмосферу загрязняющих веществ от стационарных источников в 2010 году Иркутск занял 15-е место среди городов России с наиболее неблагоприятной экологической обстановкой. В 2010 году насчитывалось 196 предприятий, выбрасывающих в атмосферу 69 загрязняющих веществ. 94 % всех выбросов стационарных источников приходится на продукты горения (угольная и мазутная смолы, бензпирен, окись углерода, двуокись азота, сернистый ангидрид). Наибольший вклад в загрязнение атмосферы от стационарных источников вносят предприятия теплоэнергетики — 69 %. К основным стационарным источникам загрязнения атмосферы относятся: Ново-Иркутская ТЭЦ (40 тыс. тонн выбросов в год), «Байкалэнерго» (6 тыс. тонн) и Иркутский авиационный завод (5 тыс. тонн). По объёму выбросов в атмосферу от стационарных источников на Иркутск приходится 10 % всех выбросов области (для сравнения, на Ангарск — 33 %, Братск — 21 %). Основные сбросы сточных вод в Ангару производит Иркутский авиационный завод, «Байкалэнерго» и водоканал города, в реку Иркут — мебельная фабрика.
Основным источником негативного воздействия на растения и почвенный покров является повышенный уровень загрязнения атмосферного воздуха, в особенности диоксидом серы и аэрозолями тяжёлых металлов. Отмечается высокое содержание в почвах фтора, распространяемого алюминиевым заводом в Шелехове. По результатам обследования почв города и его окрестностей 1997 года, почвы этого района были отнесены к допустимой категории загрязнения. Электромагнитный фон городской среды превышает допустимый уровень в 40 % случаев. На территории города расположено также несколько предприятий-пользователей радионуклидных веществ.
К отрицательным экологическим факторам можно отнести питьевую воду в гг. Иркутске, Шелехове. Вода в водопровод этих городов и пригородных посёлков поступает с Ершовского водозабора в Иркутском водохранилище, то есть практически из оз. Байкал. Несмотря на свою чистоту, вода характеризуется очень низкой минерализацией, по этому показателю байкальская вода близка к дистиллированной. Постоянное употребление этой воды в пищу приводит к развитию у человека такого заболевания, как остеопороз. Существует несколько проектов доведения Иркутской водопроводной воды до показателей, требуемых ГОСТами, но ни один из них пока не реализован из-за отсутствия финансирования.
«В прошлом остались и благоустроенные дворы: на смену рощицам и цветочным клумбам пришли асфальт, припаркованные автомобили и гаражи. Налицо беда не только экологическая, но и социальная. […] В настоящее время (2011 год) на одного иркутянина, по оценкам специалистов Ботанического сада ИГУ, приходится около 4 м² зелёных насаждений общего пользования (официальная цифра — 6,2), тогда как градостроительные нормы и правила РФ устанавливают норматив не менее 16,5 м². Причём данный показатель разработан для европейской части страны, в условиях же сурового климата Сибири обеспеченность зеленью — равно, кстати, как и жильём, — должна достигать минимум 20 „квадратов“.»

## Население
| 1856     | 1864     | 1897     | 1923     | 1926     | 1931     | 1933     | 1937     | 1939     | 1956     |
| -------- | -------- | -------- | -------- | -------- | -------- | -------- | -------- | -------- | -------- |
| 24 100   | ↗26 597  | ↗51 000  | ↗88 264  | ↗102 733 | ↗113 215 | ↗158 500 | ↗238 639 | ↗250 181 | ↗314 000 |
| 1959     | 1962     | 1967     | 1970     | 1973     | 1975     | 1976     | 1979     | 1982     | 1985     |
| ↗365 893 | ↗385 000 | ↗420 000 | ↗450 941 | ↗485 000 | ↗516 000 | →516 000 | ↗549 787 | ↗575 000 | ↗601 000 |
| 1986     | 1987     | 1989     | 1990     | 1991     | 1992     | 1993     | 1994     | 1995     | 1996     |
| ↗604 000 | ↗609 000 | ↗626 135 | ↘582 000 | ↗641 000 | ↘639 000 | ↘635 000 | ↘632 000 | ↘581 000 | ↗583 000 |
| 1997     | 1998     | 1999     | 2000     | 2001     | 2002     | 2003     | 2004     | 2005     | 2006     |
| ↗591 000 | →591 000 | ↗596 400 | ↘593 700 | ↘587 200 | ↗593 604 | ↘593 600 | ↘588 500 | ↘582 500 | ↘578 100 |
| 2007     | 2008     | 2009     | 2010     | 2011     | 2012     | 2013     | 2014     | 2015     | 2016     |
| ↘575 900 | ↘575 800 | ↗579 268 | ↗587 891 | ↗589 949 | ↗597 846 | ↗606 137 | ↗612 973 | ↗620 099 | ↗623 424 |
| 2017     | 2018     | 2019     | 2020     | 2021     | 2023     | 2024     | 2025     |          |          |
| ↗623 736 | ↗623 869 | ↘623 479 | ↗623 562 | ↘617 264 | ↘611 215 | ↘606 369 | ↘605 708 |          |          |

На 1 января 2025 года по численности населения город находился на 25-м месте из 1124 городов Российской Федерации.
23-е место среди городов России (22-е место по переписи 1897 года, или второе место среди городов Сибири). С 1940-х годов Иркутск — второй по величине город Восточной Сибири (после Красноярска).
На протяжении XX века рост населения определялся естественным приростом и миграционным притоком. По завышенным официальным сведениям, к 1989 году население Иркутска составило 626,1 тыс. чел. (по откорректированным позднее данным — 576,9 тыс. чел.); с 1992 года естественный прирост населения сменился естественной убылью, а численность населения стала сокращаться. Начиная с 1999 года естественная убыль населения увеличилась, миграционный приток сменился оттоком, в результате численность населения сократилась и по данным текущего статистического учёта к началу 2003 года составила 578,1 тысяч человек.С 1992 года началась естественная убыль. В 1994—1999 годы сокращение численности населения сдерживалось притоком переселенцев из северных районов области и стран ближнего зарубежья. C 2001 года миграционный приток сменился оттоком, город постепенно терял население. С 2007 года отмечался естественный прирост и увеличение численности населения, а с 2008 года — положительное сальдо миграции. С 2021 года наблюдается уменьшение численности населения: снижение как естественного прироста, так и отрицательное сальдо миграции.
На первое января 2019 года зарегистрировано уменьшение численности населения на 390 человек.
Население в 2011 году увеличивалось за счёт естественного прироста (на 22 %) и за счёт миграционного притока (на 78 %). В 2012 году в Иркутск прибыло 19 510 человек, выбыло — 13 232 человека; число родившихся более чем на 28 % превысило число умерших. Сохраняется высокая доля молодёжи (за счёт студентов). По переписи 2010 года в Иркутске проживало 91,8 % русских от общей численности горожан (по переписи 2002 года насчитывалось 87 % русских), 2,3 % бурятов, 1,1 % украинцев, 0,8 % татар. За межпереписной период 2002—2010 годы сократилось число немцев, украинцев и белорусов, при этом в несколько раз увеличилось число киргизов, узбеков и таджиков.
Агломерация
Иркутская агломерация на основе Иркутска и близлежащих городов — Ангарска и Шелехова складывалась на протяжении второй половины XX века. Три города удалены друг от друга на расстояние не более 50 км, концентрируют 40 % населения области, около 12 % жителей Ангарска и 22 % жителей Шелехова регулярно ездят в Иркутск на работу и учёбу. Максимальная численность населения агломеративной территории достигла 988 тысяч человек в 1999 году, после чего она стала медленно сокращаться. Миграционный отток из агломерации направлен в Москву и Санкт-Петербург, а также в большие города Сибири и Урала. Источником пополнения населения агломерации остаётся соседнее Забайкалье. Проект развития агломерации, принятый в 2007 году, предполагал строительство нового международного аэропорта, автомобильных дорог, запуск скоростного железнодорожного транспорта между городами агломерации. Предлагалось несколько вариантов объединения муниципалитетов, в том числе с сохранением местного самоуправления в городах-спутниках. Федеральные инвестиции должны были составить 31,2 миллиарда рублей, частные — в 7 раз больше. К 2010 году проект «Большого Иркутска» из-за отсутствия финансирования оказался фактически прекращённым.

## Экономика

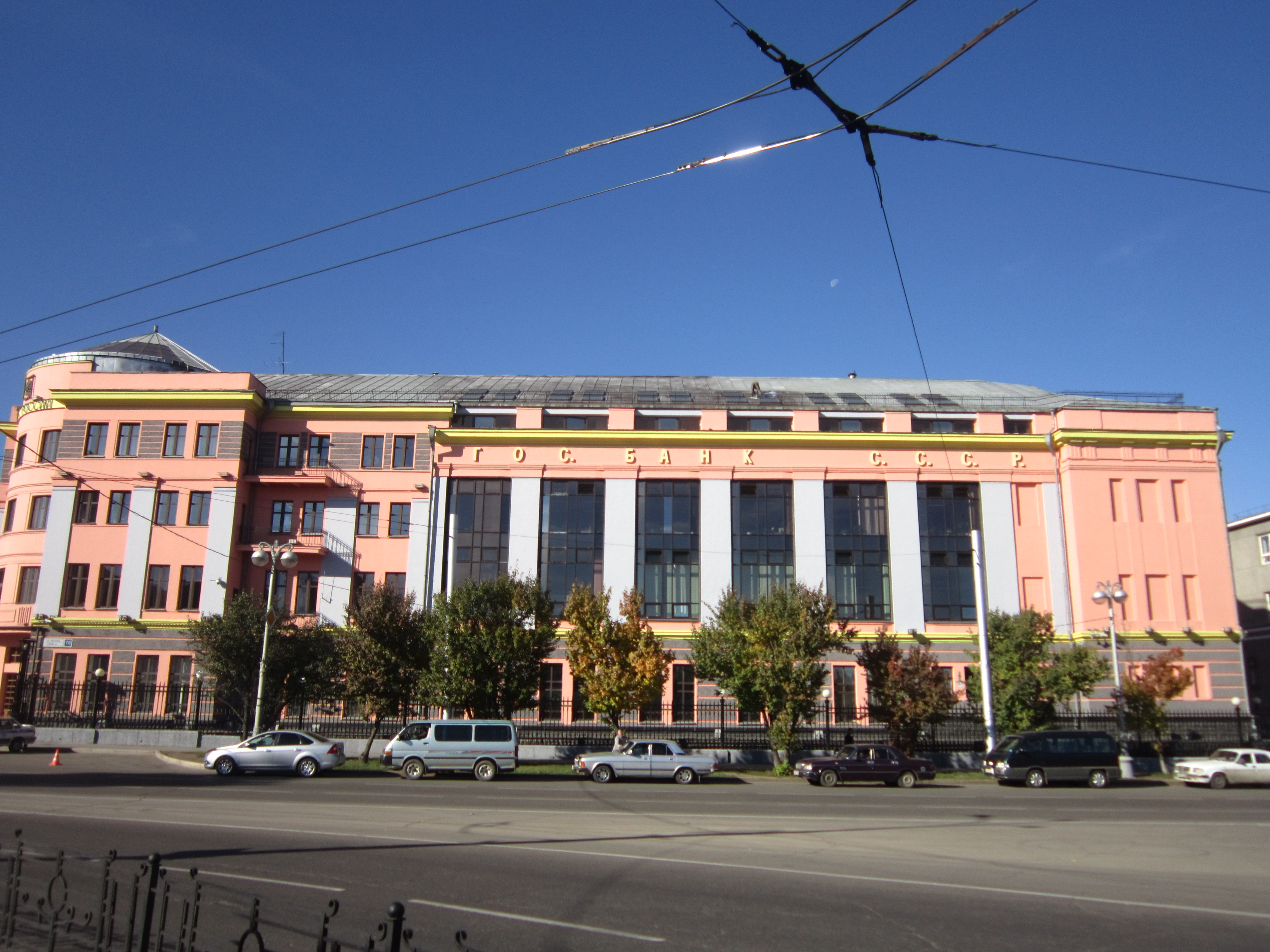
Иркутское управление Банка России

В Иркутске расположены управления Восточно-Сибирской железной дороги, «Иркутскэнерго», «Востсибуголь», «Иркутской нефтяной компании»; главный офис Байкальского банка Сбербанка России. Научно-исследовательский центр «Иргиредмет» оказывает сопровождение при добыче и переработке металлических руд и алмазов.

### Промышленность
«Иркутскэнерго» — крупнейшая в России энергетическая компания: объединяет 3 гидроэлектростанции ангарского каскада мощностью 9 ГВт, тепловые электростанции мощностью 3,9 ГВт, а также угольные разрезы и теплосети области. Входит в группу Русал. Иркутская ГЭС вырабатывает 4,1 млрд кВт⋅ч в год, на ней занято около 150 человек. Компания «Востсибуголь» является крупнейшим производителем и поставщиком каменного и бурого угля в области из 6 угольных разрезов; входит в компанию «Иркутскэнерго».
Ведущее промышленное предприятие — Иркутский авиационный завод, давший название нынешней российской авиастроительной корпорации «Иркут». Завод изготавливает самолёты военной и гражданской авиации, в частности, экспортные боевые самолёты Су-30 и учебно-боевые Як-130. Производит компоненты для самолётов Airbus A320 и разворачивает производство российского среднемагистрального самолёта МС-21. На предприятии занято около 12 тысяч человек. Иркутский завод тяжёлого машиностроения изготавливает золотодобывающее, горно-обогатительное и металлургическое оборудование. В штате около 700 человек. Иркутский релейный завод — предприятие оборонно-промышленного комплекса, изготавливает коммутационную технику. В области производства строительных материалов действуют крупные компании Иркутский завод сборного железобетона и Иркутский керамический завод. «Иркутский завод дорожных машин» выпускает технику для ремонта дорожного покрытия, уборки снега[значимость факта?].
Пищевая промышленность представлена Иркутским масложиркомбинатом, «Иркутской мясной компанией» и Иркутским молокозаводом, Иркутским хлебозаводом, кондитерской фабрикой «Ангара», а также пивоварней «Пивоварня Хейнекен Байкал», филиала компании Хейнекен.

### Торговля

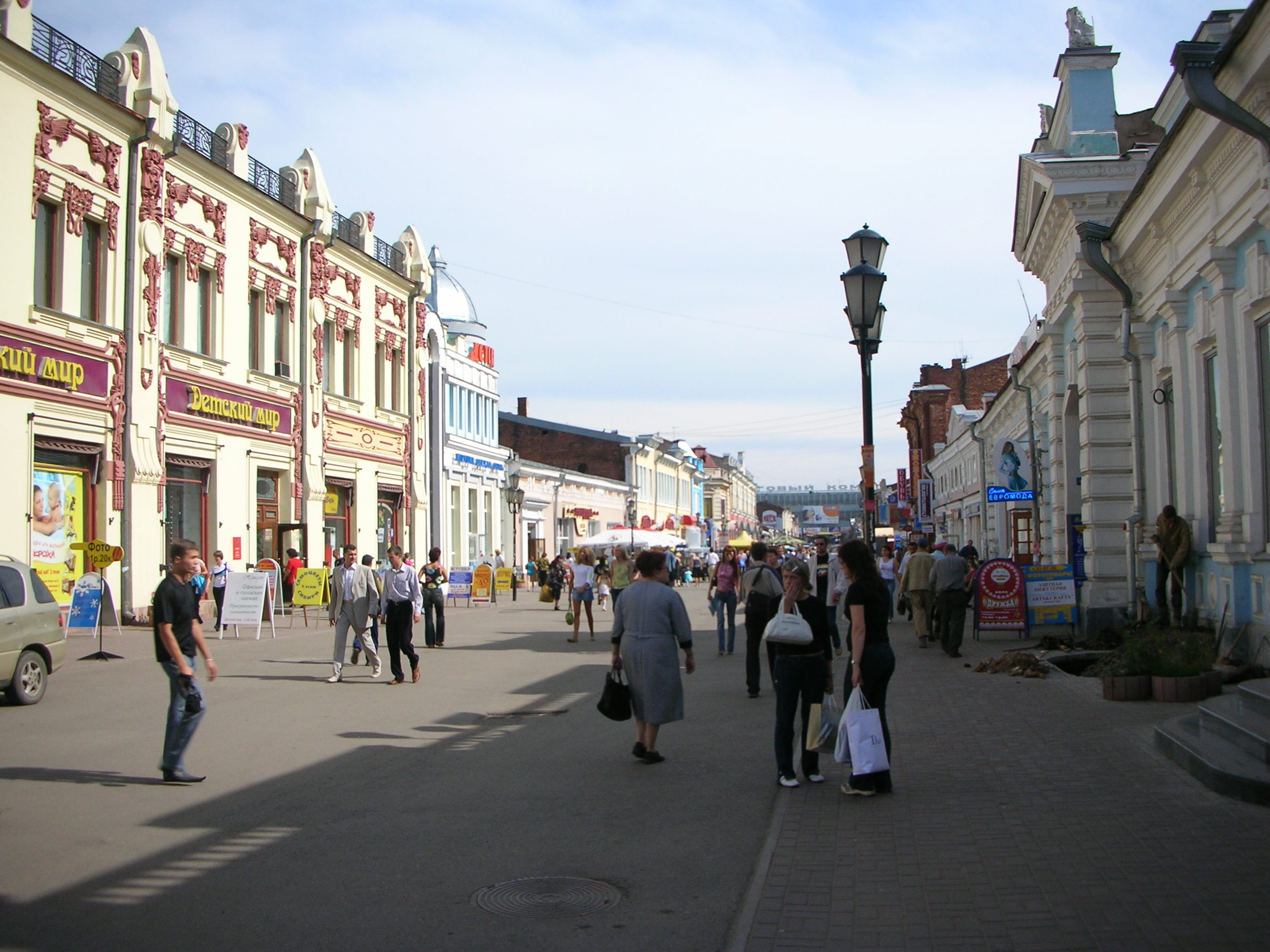
Пешеходная улица Урицкого

В 2011 году действовало 994 магазина, 13 розничных рынков, 65 торговых центров, 302 киоска и 622 торговых павильона; оборот розничной торговли составил 102,3 млрд рублей. Уровень потребительских цен в Иркутске на 3 % выше, чем в целом по России, и выше, чем в Красноярске и Новосибирске.
Сети супермаркетов: «Кентавр», владеющий 30 супермаркетами «SPAR» и «Цезарь», «Маяк» — 69 супермаркетами «Слата» и 49 супермаркетами «Хлеб-Соль», «Сибирская компания» — 10 супермаркетами «Багира», Гипермаркеты: METRO, Лента, О’кей. Действует 877 предприятий общественного питания, в том числе 55 ресторанов. Открыты сети быстрого обслуживания под международными марками Subway, Papa Johns, KFC, «Бростер Фуд» и другие.

### Связь
Крупнейшие операторы проводного интернета: «МТС», «Ростелеком», «Деловая сеть — Иркутск», «Байкал Телеком», «Ориент-Телеком», «Связьтранзит» и «Дом.ru». В 2011 году в многолюдных местах города стал появляться бесплатный Wi-Fi.
Услуги стационарной телефонной связи оказывают более 20 операторов, в том числе «Ростелеком», «Сибтелеком», «Таксофон» и другие. Количество телефонных номеров стационарной связи составляет 221 тысячу, в том числе квартирных телефонов — 173 тысячи. Мобильная связь представлена операторами сотовой связи «МегаФон», «МТС», «БиЛайн», «T2 Россия» «Тинькофф мобайл».

### Туризм
Въездной туризм в Иркутске носит преимущественно транзитный характер по пути на Байкал. Иностранные туристы задерживаются в городе в среднем на 1,5—2 дня, большинство из них — путешественники из Китая, Германии и Японии. 70 % туристического потока приходится на летний сезон, пик нагрузки — на время проведения Байкальского экономического форума в сентябре. В 1980-е годы город ежегодно посещало свыше 40 тысяч иностранцев.
Номерной фонд гостиниц и аналогичных средств размещения в 2011 году составил 3,9 тыс. мест. Действует 72 туроператора. В сфере туризма занято 23,4 тыс. человек. Из гостиниц международного уровня открыт четырёхзвёздочный отель сети Marriott, а также трёхзвёздочный отель Ibis. Среднегодовая загрузка гостиниц не превышает 40 %.
Ежегодно проходит туристическая выставка «Байкал-Тур». Санаторно-курортное лечение оказывают курорт «Ангара», санатории «Иркут», лёгочно-туберкулёзный «Синюшина Гора» и детский «Подснежник». В окрестностях города расположен архитектурно-этнографический музей «Тальцы».

### Транспорт

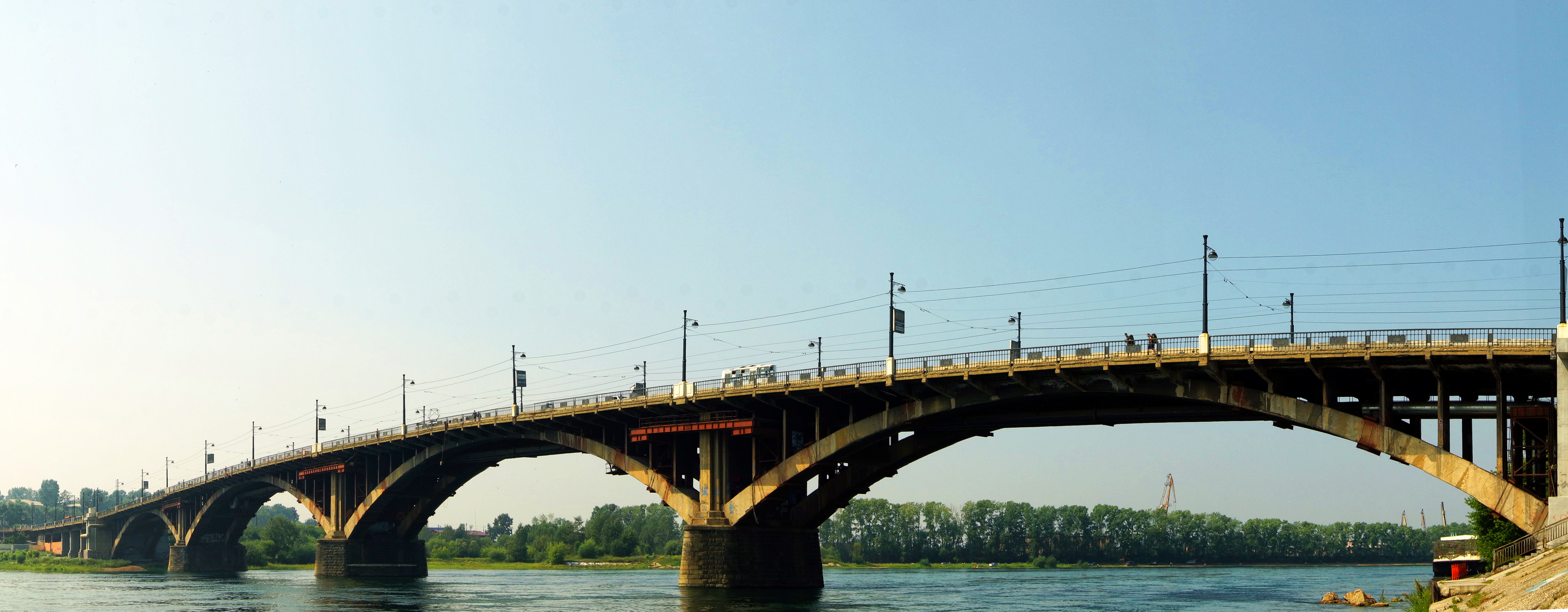
Глазковский мост

Через левый берег Ангары по городу проходит четырёхполосная федеральная автодорога «Байкал» М53 М55 AH6 Новосибирск — Чита. С правого берега уходят областные трассы Р418 на посёлок Усть-Ордынский, по Александровскому тракту — на Усть-Уду, по Байкальскому тракту — на Листвянку. К западу в направлении Шелехова проходит обход Иркутска. До 2020 года планируется создание кольцевых автомобильных дорог внутри и за пределами города.
Транспортные переходы через Ангару проходят по плотине ГЭС и трём мостам — Глазковскому в центре, построенному по проекту московского архитектора И. Француза, а также Иннокентьевскому и Академическому. Железнодорожный мост проходит через реку Иркут. Действует несколько подземных пешеходных переходов и два надземных. В 2008 году на долю иномарок приходилось 66 % парка всех легковых автомобилей. На 2012 год в городе зарегистрировано 208 тысяч автомобилей. В 2011 году на дорогах города погибло 78 человек.
Речной транспорт по обеим сторонам плотины ГЭС на Ангаре, не имеющей шлюзов, представлен двумя речными вокзалами: вокзалом «Ракета» выше плотины для экскурсионных туров в сторону Байкала и речным вокзалом в центре города для сообщения по Ангаре ниже плотины. С июня по сентябрь регулярно курсируют пассажирские теплоходы на Братск и Большие Коты. От речного порта в предместье Знаменское Восточно-Сибирским речным пароходством осуществляются грузоперевозки черемховского угля, леса и строительных материалов до Макарьева.

#### Городской

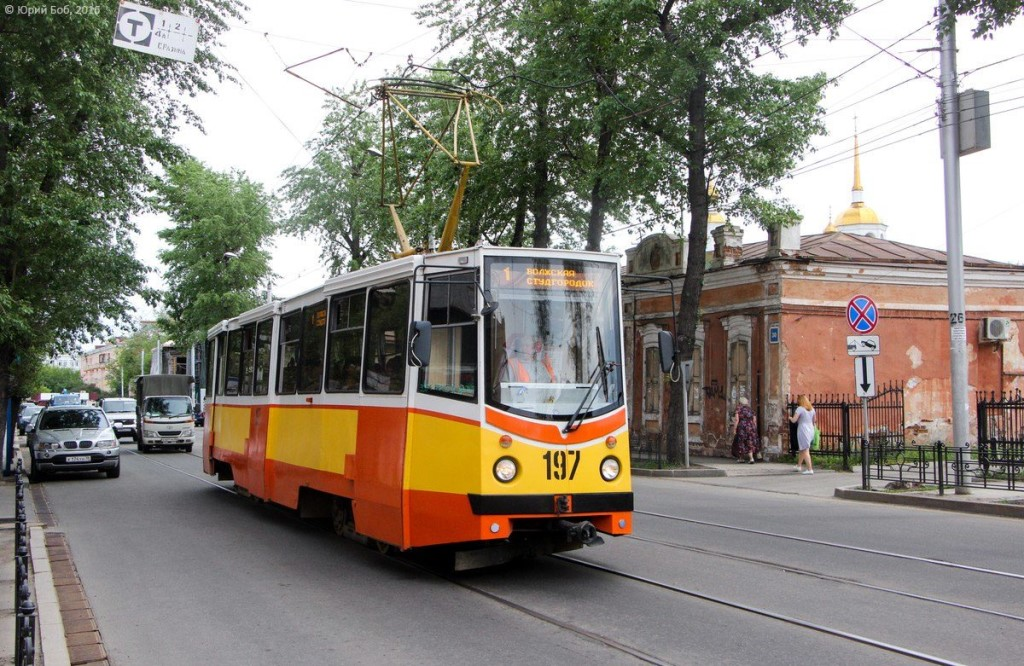
Иркутский трамвай. вагон КТМ-5М3Р8

Иркутский троллейбус. Тролза-5265 «Мегаполис»

Общественный транспорт города представлен муниципальными предприятиями «Иркутскавтотранс» и трамвайно-троллейбусным «Иркутскгортранс», 235 частными перевозчиками.
Парк муниципальных автобусов насчитывает 182 автобуса, в том числе 101 автобус большой вместимости и 81 средней вместимости. Помимо автовокзала имеется автостанция в удалённом микрорайоне Ново-Ленино.
Действует 98 городских автобусных, одиннадцать троллейбусных и семь трамвайных маршрутов.
В 2009 году на автобусные линии выходили 1400 частных автобусов и микроавтобусов; которые перевезли 49 % от общего объёма пассажиров, муниципальным транспортом — 51 % пассажиров.
Трамвай появился в 1947 году. 7 маршрутов общей длиной 66 км охватывают преимущественно правый берег Ангары, включая центр, соединяя его с левым берегом линией на вокзал и Студгородок. 37 трамваев на линиях ежедневно перевозят более 70 тысяч пассажиров.
Троллейбус появился в 1970 году. 11 маршрутов связывают с центром удалённые районы, кроме Ленинского округа. Ежедневно на линию выходит 55 троллейбусов. С июня 2016 года в тестовом режиме запущен троллейбус на автономном ходу в пригород Иркутска посёлок Молодёжный Иркутского района.
Услуги обычного такси оказывает более 100 таксомоторных компаний.
Износ подвижного состава муниципального пассажирского транспорта в 2011 году составил: по троллейбусам — 12 %, автобусам — 42 %, трамваям — 86 %.

#### Междугородный

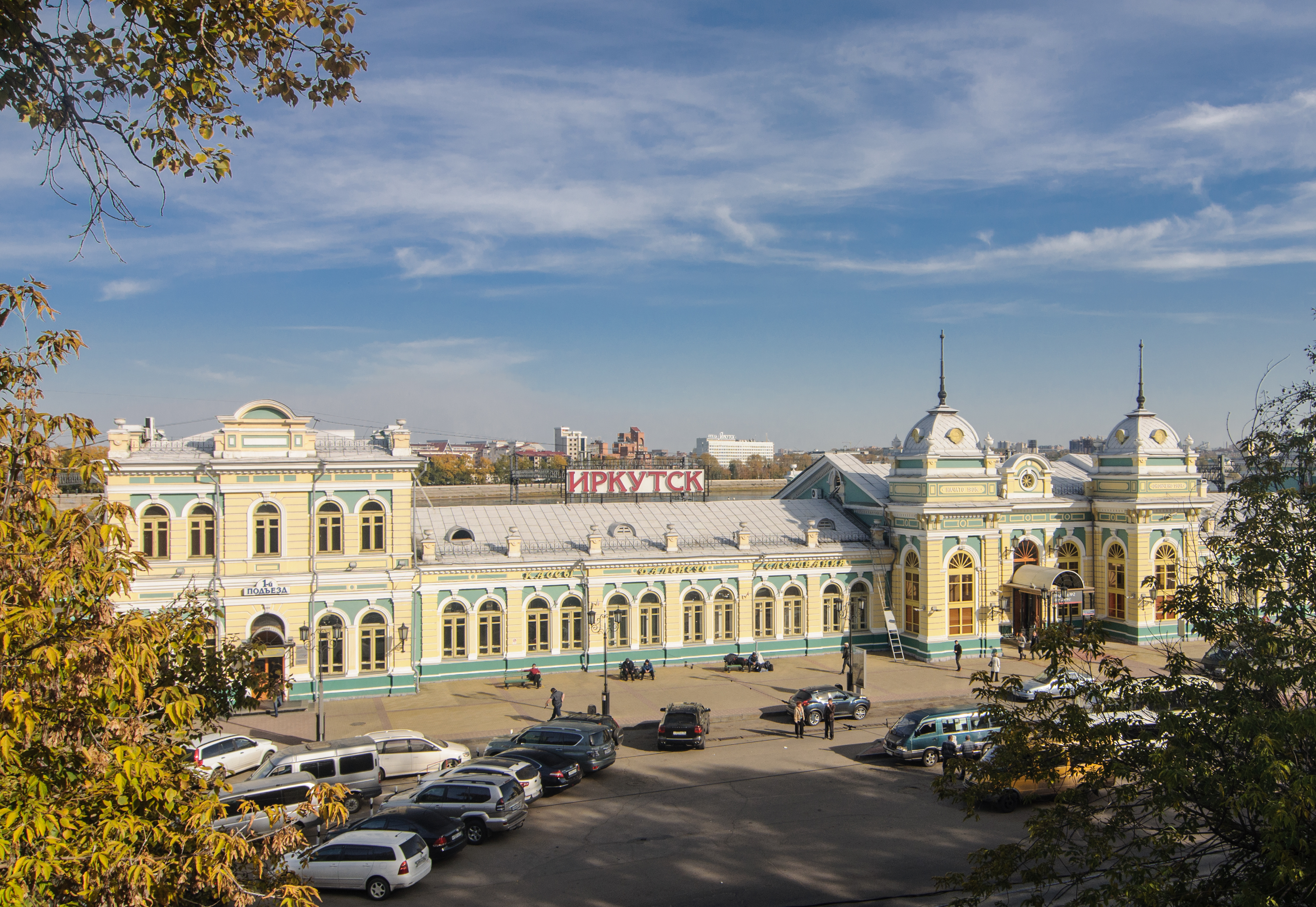
Вокзал Иркутск-Пассажирский

Иркутск — железнодорожный узел Транссибирской магистрали, место размещения управления Восточно-Сибирской железной дороги. В городе имеется два вокзала — на станциях Иркутск-Пассажирский и Иркутск-Сортировочный, на которых останавливаются все пассажирские поезда. Грузовые поезда идут в обход основной части города по объездному пути Иркутск-Сортировочный — Гончарово. В пределах города также расположены станции Кая, Военный городок, Батарейная и 8 остановочных пунктов. Вокзал станции Иркутск-Пассажирский — памятник архитектуры, был перестроен в 1907 году, существует проект реконструкции. В сутки станция пропускает около восьми тысяч пассажиров пригородных электропоездов и поездов дальнего следования. С вокзала отправляются туристические поезда «Кругобайкальский экспресс» и «Байкальский круиз» (до 2012 г.) в путешествие по КБЖД от станции Култук до конечной станции Порт Байкал. Пригородное сообщение осуществляется по двум направлениям: Ангарскому на северо-запад до Зимы и Шелеховскому на юго-запад до Слюдянки. Электропоезда используются также в качестве внутригородского транспорта. В отдалённой перспективе до 2030 года планируется создание скоростного движения между Иркутском и Красноярском.
Аэропорт Иркутск действует с 1933 года (статус международного — с 1954 года), расположен в черте города в 5 км от центра. Из него осуществляются регулярные и чартерные рейсы во многие города России, страны Европы и Азии, а также региональные рейсы в северные районы области. Пассажиропоток в 2011 году составил 1,26 млн человек. В аэропорту базируются местные авиакомпании: «ИрАэро» — осуществляет перелёты по России, и «Ангара» — производит полёты по области и в близлежащие регионы. В Ленинском округе на территории авиазавода действует испытательный аэродром Иркутск-2. Строительство аэропорта Иркутск-Новый в 24 км к северо-востоку от города отложено на неопределённый срок из-за отсутствия федерального финансирования и нестыковок в плане выбора земельного участка.
За период с 1952 по 2006 год в городе и вблизи него произошло свыше 20 авиакатастроф, за что Иркутск приобрёл славу «города падающих самолётов». Среди крупных происшествий — катастрофа грузового самолёта Ан-124, упавшего на жилые дома в 1997 году, и пассажирского самолёта А-310, пробившего бетонное ограждение во время посадки в 2006 году.

### Коммунальное хозяйство
Муниципальный заказ по текущему содержанию дорог выполняет муниципальное предприятие «Иркутскавтодор». В год образуется около 2,1 млн м³ твёрдых отходов. Полигон твёрдых бытовых отходов имеет площадь 47 га, расположен на 5-м км Александровского тракта. Вывоз бытовых отходов осуществляет компания Региональный оператор по обращению с ТКО «РТ-НЭО Иркутск». Газораспределительная система на территории города отсутствует. По правобережной периферии города проходит керосинопровод Ангарск — аэропорт «Иркутск». На 2014 год запланировано строительство газопровода Чиканское газоконденсатное месторождение — Саянск — Иркутск. На рынке услуг по управлению многоквартирными домами управляющие компании занимают 79 %, ТСЖ — 18 %. Важную хозяйственную роль в жизнедеятельности Иркутска играет Ангара, которая питает город водой, тепло-, электроэнергией, и одновременно является приёмником сточных вод.

#### Обращение с ТКО и КГО
С 2018 года в Иркутской области, наряду с другими субъектами РФ, началось внедрение новой системы обращения ТКО. По результатам конкурсного отбора статусом регионального оператора по обращению с твёрдыми коммунальными отходами Зоны 2 «Юг» наделено ООО «РТ-НЭО ИРКУТСК». 28 апреля 2018 года между ООО «РТ-НЭО ИРКУТСК» и Министерством жилищной политики, энергетики и транспорта Иркутской области заключено соглашение об организации деятельности по обращению с ТКО на территории Иркутской области (Зона 2 «Юг»).
Данное обстоятельство предполагает наличие исключительного права ООО «РТ-НЭО ИРКУТСК» на обращение с ТКО на территории Иркутской области (Зона 2 «Юг»). В связи с указанным, в целях соблюдения действующего законодательства, необходимо заключить договор на обращение с ТКО с региональным оператором — ООО «РТ-НЭО ИРКУТСК».

#### Электро- и теплоснабжение
Источники электроснабжения — Иркутская ГЭС и Ново-Иркутская ТЭЦ. Подача электричества потребителям производится с четырёх подстанций 220 кВ, двадцати трёх ПС-110 кВ и двенадцати ПС-35 кВ. Основной поставщик электроэнергии — «Иркутская энергосбытовая компания». Сети обслуживаются компанией «Южные электрические сети». Тарифы для населения остаются относительно низкими (82 копейки за кВт/ч в 2 полугодии 2014 года).
Источники теплоснабжения: Ново-Иркутская ТЭЦ, более 100 котельных, около 40 электрокотельных. Всего в эксплуатации — 475 км тепловых сетей. На выработку электроэнергии и тепла приходится до 88 % твёрдого топлива и около 13 % мазута. На начало 2010 года 30 % тепловых сетей находились в ветхом состоянии, срок эксплуатации большинства сетей превышал возраст 25—30 лет. В Ленинском округе действует три системы централизованного теплоснабжения — котельные районов Ново-Ленино, Иркутск-II и Жилкино. Остальные округа получают тепло от Иркутской ТЭЦ. Предместья Рабочее и Радищево обогреваются квартальными котельными. Отопительный сезон начинается 15 сентября и длится 240 суток.

#### Водоснабжение и водоотведение

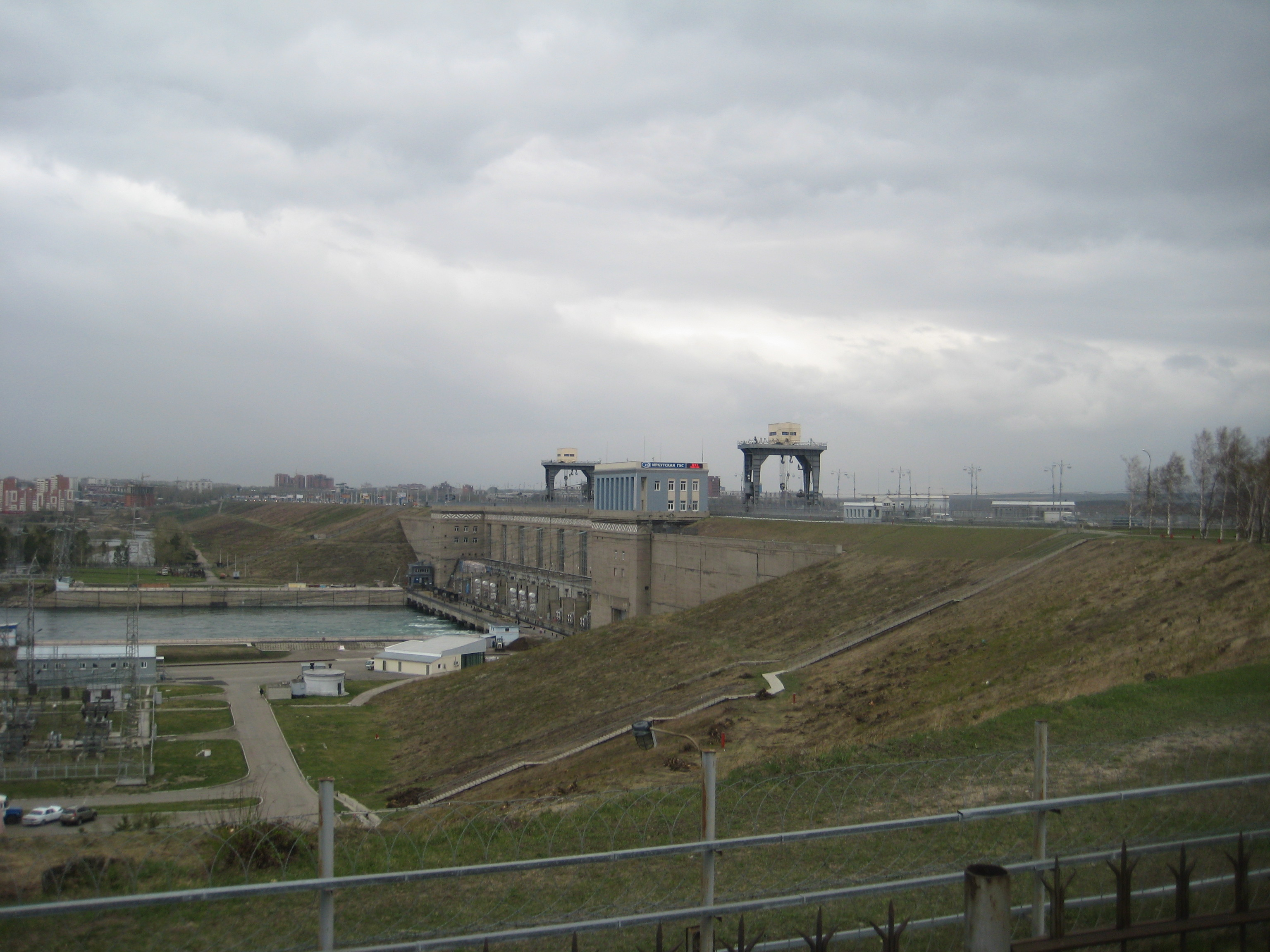
Иркутская ГЭС

Централизованное водоснабжение существует с 1904 года. МУП «Производственное управление водопроводно-канализационного хозяйства» обеспечивает население и предприятия питьевой водой, осуществляет водоотведение и очистку сточных вод. Основной источник водоснабжения — поверхностные воды из Иркутского водохранилища в черте города, забор воды из которого осуществляют 2 узла — «Ерши» и «Сооружение № 1». Основной водозабор — Ершовский открыт в 1971 году, расположен в районе Ершовского залива в 2 км от плотины ГЭС, мощность — 210 тыс. м³/сутки, оператор — МУП «ПУ ВКХ». Водозабор обеззараживает воду хлором и подаёт её в сети Иркутска и Шелехова. «Сооружение № 1» мощностью 270 тыс. м³/сутки установлено в теле плотины Иркутской ГЭС, оно снабжает водой Ново-Иркутскую ТЭЦ. В микрорайоне Зелёном действует водозабор Ушаковского месторождения подземных вод мощностью до 5 тыс. м³/сутки. Протяжённость водопроводных сетей — 728 км, 50 % которых в 2010 году были полностью изношены. 46 % от общего объёма реализуемой приходится на население, 34 % — предприятия энергетики, 12 % — на промышленные предприятия, 8 % — организации коммунально-бытового назначения. Байкальская питьевая вода характеризуется низкой жёсткостью и низкой минерализацией: практически отсутствием железа, цинка и меди.
Централизованное водоотведение в городе появилось в 1955 году. Система канализации подразделяется на левобережный (288 тыс. м³/сутки) и правобережный бассейны (223,5 тыс. м³/сутки). Протяжённость канализационных сетей — 714,8 тыс. метров, из которых 47 % в начале 2010 года были полностью изношены. Очистные сооружения принимают 472 тыс. м³/сутки (при проектной мощности — 150 тыс. м³/сутки). Система ливневой канализации децентрализована, развита в основном в центральной части города и в Октябрьском округе, принимает 73 % от общего объёма водостока. Протяжённость коллекторов в 2010 году составил 62 км, 30 % коллекторов находились в аварийном состоянии; имелось 56 организованных выпусков, в том числе 39 — на берегу Ангары. По состоянию на конец 2011 года четверть всех канализационных стоков города сбрасывалась в Ангару без очистки.

## Образование

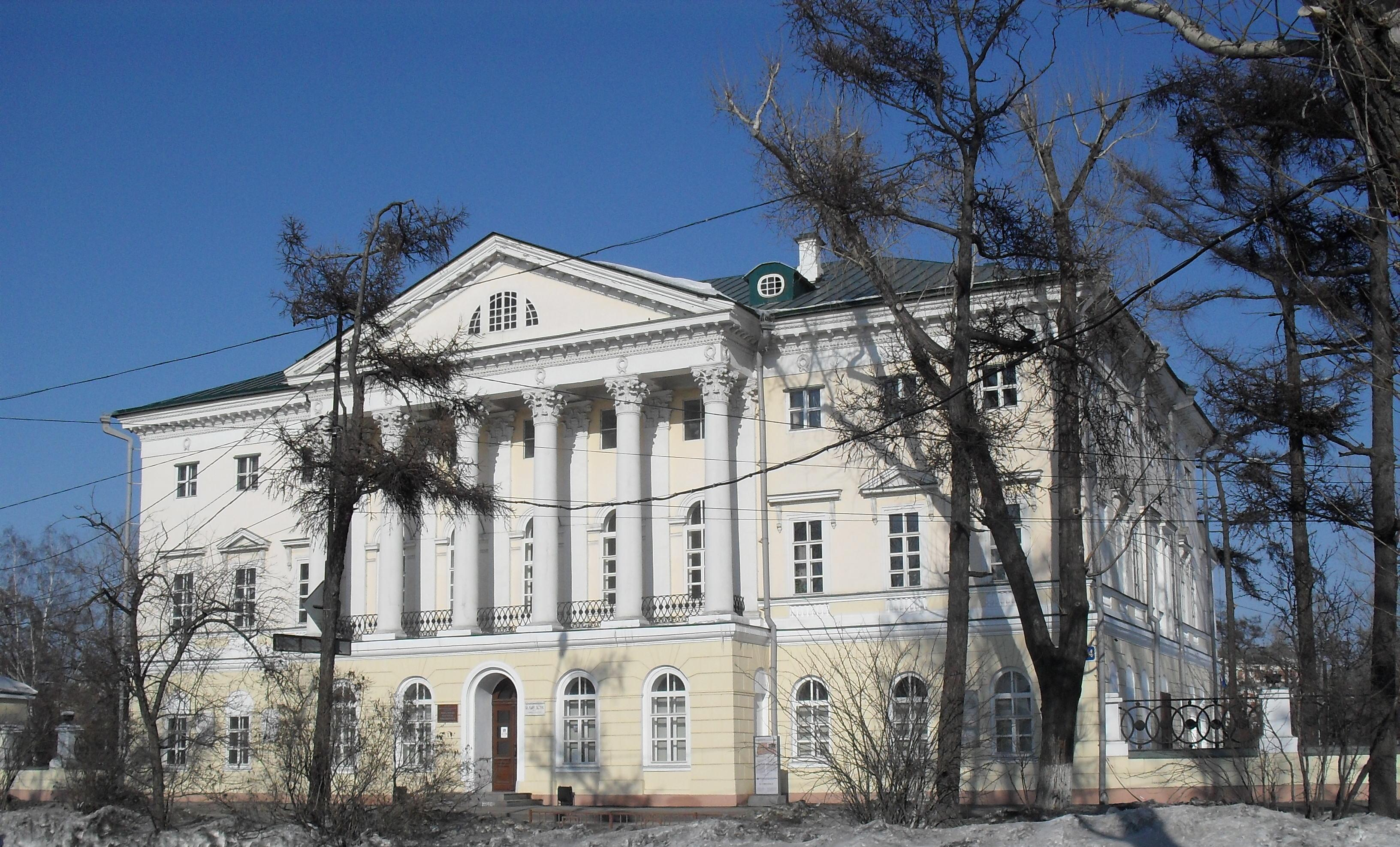
«Белый дом», ныне ИГУ

В Иркутске работает 112 дошкольных учреждений; 77 общеобразовательных учреждений, в которых обучается свыше 59 тысяч школьников.
В городе действует шесть университетов, институты, а также многочисленные филиалы различных вузов. В них работают сотни докторов и более двух тысяч кандидатов наук, ведётся обучение студентов по 260 специальностям. Общее количество студентов в 2011 году достигло 120 тысяч человек. Действуют Сибирская академия права, экономики и управления, Восточно-Сибирский институт МВД РФ, Байкальский гуманитарный институт, Восточно-Сибирский институт экономики и права, Иркутский институт международного туризма. Открыты филиалы Московского государственного технического университета гражданской авиации, Академии Генеральной прокуратуры РФ, Российского государственного торгово-экономического университета, Сибирского университета потребительской кооперации, Современной гуманитарной академии, Академии труда и социальных отношений, Российского государственного университета правосудия, Российская академия народного хозяйства и государственной службы при Президенте РФ (Иркутский филиал, Российской правовой академии Министерства юстиции РФ, Регионального финансово-экономического института, Российского государственного университета физической культуры, спорта, молодёжи и туризма.
Университеты
- Иркутский государственный университет основан в 1918 году. Включает в себя 4 учебных института и 9 факультетов, международную бизнес-школу с двумя факультетами, 2 филиала. Научная деятельность вуза представлена тремя научно-исследовательскими институтами, а также астрономической обсерваторией и Ботаническим садом. При университете открыты 5 музеев. В университете трудится свыше 800 преподавателей, обучается 18 тысяч студентов[248][249][250].
- Иркутский национальный исследовательский технический университет основан в 1930 году, удостоен статуса университета в 1993 году. Состоит из 6 учебных институтов, 8 факультетов и 1 филиала. В учебном заведении работает свыше трёх тысяч сотрудников, обучается более 30 тысяч студентов[251][252].
- Иркутский государственный медицинский университет основан в 1930 году. Состоит из 8 факультетов. В университете трудится 350 кандидатов и 100 докторов наук, обучаются свыше 4 тысяч студентов[253].
- Байкальский государственный университет основан в 1930 году. Состоит из 1 учебного института и 12 факультетов, а также имеет 4 филиала[254].
- Иркутский государственный университет путей сообщения основан в 1932 году как Восточно-Сибирский институт инженеров транспорта. С 1934 филиал Новосибирского института инженеров железнодорожного транспорта. С 1975 года — ИрИИТ, с 2002 года — ИрГУПС. Включает 1 институт и 5 факультетов, 11 филиалов в Восточной Сибири и Улан-Баторе.
- Иркутский государственный аграрный университет имени А. А. Ежевского основан в 1934 году как Иркутский сельскохозяйственный институт. Состоит из 4 институтов, 4 факультетов и имеет филиал в Чите.

Средние специальные учебные заведения
- Иркутский техникум авиастроения и материалообработки,
- Иркутский базовый медицинский колледж № 1. Открыт 3 октября 1893 года как Центральная школа фельдшериц Восточной Сибири. В 1920 году акушерско-фельдшерская школа была реорганизована в Иркутский медицинский техникум[255].
- Колледж Иркутский государственный медицинский университет,
- Колледж Иркутский государственный университет путей сообщения,
- Иркутский аграрный техникум,
- Иркутский гидрометеорологический техникум,
- Иркутский техникум машиностроения им. Н. П. Трапезникова,
- Иркутский авиационный техникум,
- Колледж Байкальский государственный университет,
- Иркутский реабилитационный техникум,
- Колледж Российскийского государственного университета правосудия,
- Иркутский региональный колледж педагогического образования,
- Иркутский областной колледж культуры,
- Иркутский техникум индустрии питания,
- Иркутский техникум архитектуры и строительства,
- Иркутский техникум транспорта и строительства,
- Государственное училище олимпийского резерва,
- Иркутский технологический колледж,
- Иркутское театральное училище,
- Иркутский областной художественный колледж им. И. Л. Копылова,
- Иркутский техникум речного и автомобильного транспорта,
- Иркутский колледж автомобильного транспорта и дорожного строительства,
- Иркутский гуманитарно-технический колледж,
- Русско-Азиатский экономико-правовой колледж,
- Иркутский техникум экономики и права.
- Иркутский энергетический колледж

## Наука

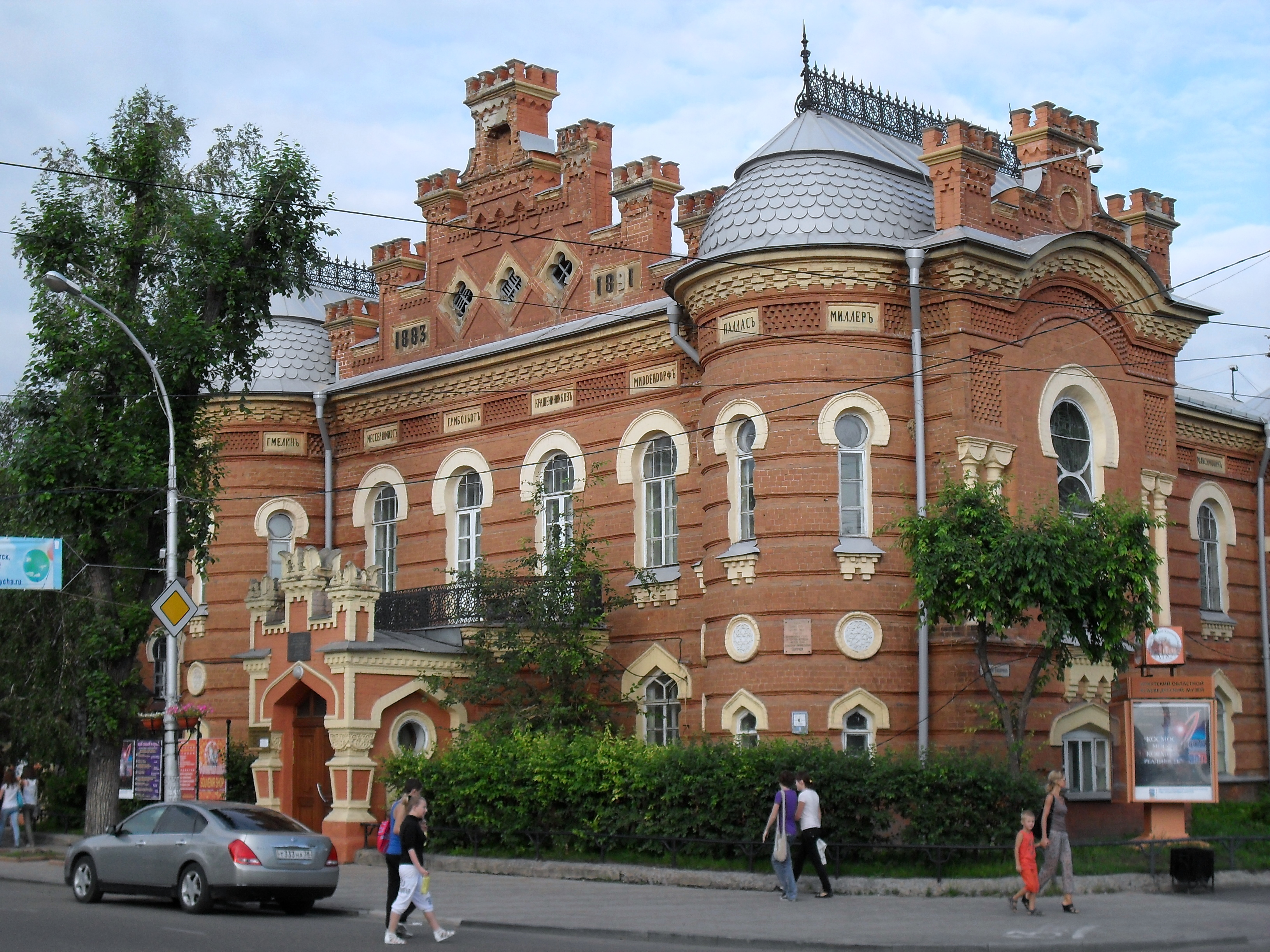
ВСОРГО, ныне — краеведческий музей

Начало научной деятельности положило основание в 1851 году Сибирского отдела Русского географического общества. В 1949 году образован Восточно-Сибирский филиал Академии наук СССР. Академическая наука Иркутска представляет собой 9 исследовательских институтов Иркутского научного центра СО РАН и 3 подразделения Восточно-Сибирского научного центра СО РАМН, образующих единый Академгородок в Свердловском округе города.
Иркутский научный центр СО РАН является вторым по величине в Сибири, в нём работает свыше тысячи научных сотрудников, в том числе 229 доктора и 654 кандидата наук. Включает 9 институтов: географии, химии, геохимии, солнечно-земной физики, систем энергетики, земной коры, физиологии и биохимии растений, динамики систем и теории управления, лимнологический институт; а также филиал института лазерной физики СО РАН и байкальский музей в Листвянке. Учреждение активно сотрудничает с ИГУ и ИРНИТУ. Целая группа институтов научного центра занимается исследованиями в области наук о Земле, в том числе по проблемам Байкальской рифтовой зоны и водохранилищами на Ангаре. Институты центра располагают десятками станций и установок в Восточных Саянах и других точках Сибири. Институт земной коры — ведущее научное заведение России по исследованию континентального рифтогенеза.
Восточно-Сибирский научный центр СО РАМН объединяет три научных центра: экологии человека, проблем здоровья семьи и репродукции человека, реконструктивной и восстановительной хирургии. Иркутский научно-исследовательский противочумный институт Сибири и Дальнего Востока специализируется на эпидемическом благополучии по особо опасным бактериальным и вирусным инфекциям на территории Сибири и Дальнего Востока. Байкальский исследовательский центр проводит научно-образовательную деятельность в сфере экологии Байкала и Прибайкалья.

## СМИ
Кроме многочисленных федеральных радиостанций в городе вещает «Радио ENERGY», которое транслирует медиахолдинг «Автос», а также, на частоте 102.1 FM вещает единственная местная радиостанция — МСМ.
Телевидение в Иркутске вещает с 31 декабря 1957 года. Передача телевизионных и радиовещательных сигналов обеспечивается филиалом РТРС — «Иркутским ОРТПЦ», ИРНИТУ (канал «Че!»). Вещание телеканалов и радиостанций осуществляется в аналоговом и в цифровом формате. Городская телебашня, расположенная вблизи исторического центра, представляет собой металлическую мачту высотою 192 метра, волны которой распространяются до Усолья-Сибирского. В эфирном вещании доступны «Первый канал», «Россия-1» / ГТРК Иркутск, «Матч-ТВ», «НТВ», «Пятый канал», «Россия-К», «Россия-24» / ГТРК Иркутск, «Карусель», «ОТР», «ТВ Центр», «РЕН ТВ», «СПАС», «СТС», «Домашний», «ТВ-3», «Пятница!», «Звезда», «МИР», «ТНТ», «Муз-ТВ». В аналоговом вещании доступны «СОЛНЦЕ», «Че!», «Ю», «Суббота!». Местное кабельное телевидение представлено телекомпаниями с государственным участием «ГТРК Иркутск», «АИСТ ТВ», и независимыми — «ТиВиСи», «НТС». Также вещает кабельное и цифровое телевидение IPTV.

### Пресса

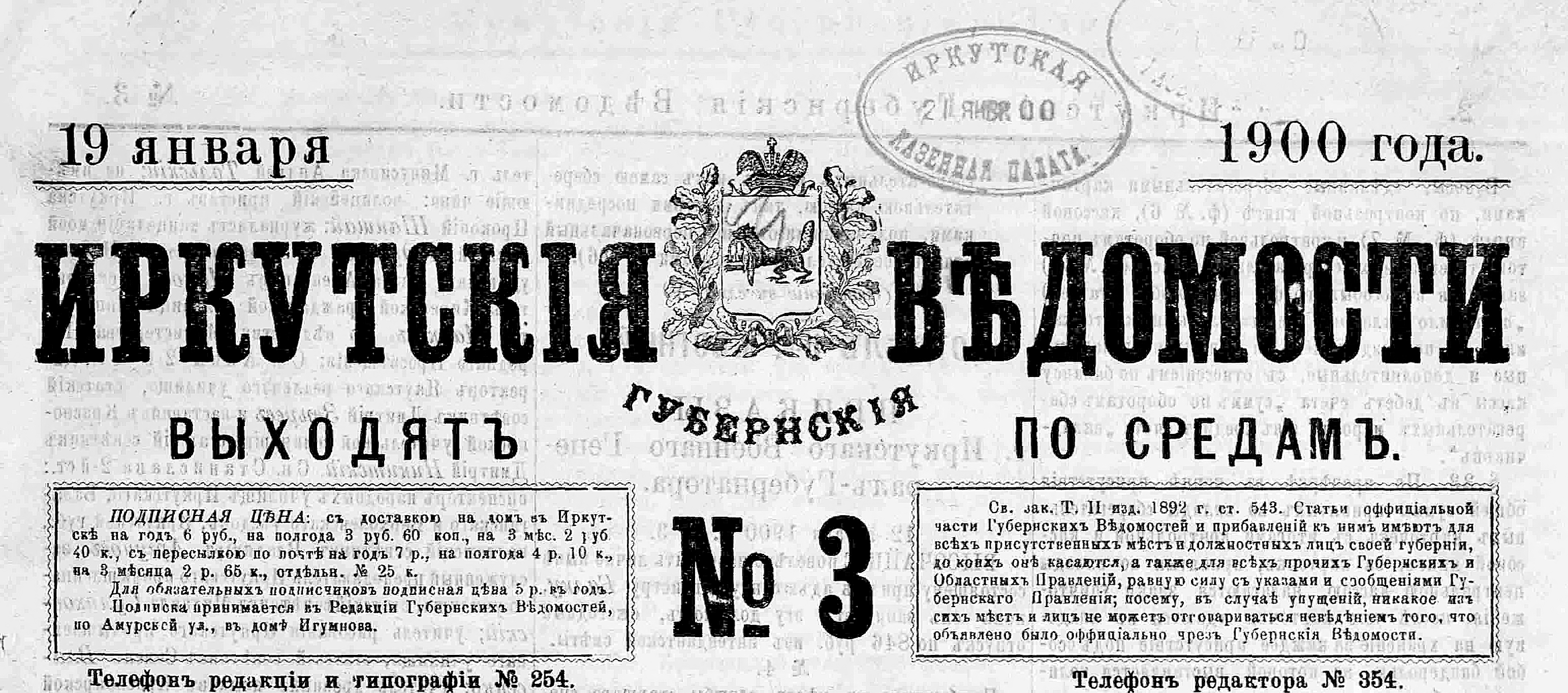
Первая газета, выходила в 1857—1919 гг.

Общественно-политические издания представлены старейшей из ныне издаваемых газет Иркутска «Восточно-Сибирской правдой», официальными «Иркутск» и «Областной», оппозиционной газетой «Байкальские вести». Среди деловых изданий — журнал «Капиталист», газеты «Дело» и «Конкурент».
Выходят историко-краеведческий журнал «Земля Иркутская», литературный «Сибирь», детский литературно-художественный журнал «Сибирячок», альманах «Иркутский Кремль». Среди популярных газет: «Иркутский репортёр», «Ступеньки», «СМ Номер один», «Копейка», «Пятница», «Копилка», «Окружная правда», «Восточный формат», «Иркутская торговая газета», «Мои года», «Иркутская немецкая газета». Из узконаправленных изданий — газеты «Сибирский энергетик», спортивная «Наша Сибскана», «Город авто», журналы «Градостроитель Иркутск», «Весь автомобильный Иркутск». Выпускаются региональные приложения «Российской газеты», «Известий», «Коммерсанта» и других федеральных изданий.
Правовые акты органов местного самоуправления публикуются в газете «Иркутск официальный». Среди информационных агентств — РИА «Сибирские новости», «ИрСити», «Байкал инфо», РИА «IrkutskMedia», «Сибирское информационное агентство». Также выходит электронное издание новостного содержания «ГазетаИркутск.ру». Из крупнейших издательских групп — «Восточно-Сибирская правда» и «Номер один».
В 2004 году в Иркутске произошло убийство петербургского журналиста Травинского Яна Михайловича. В 2010 году по степени доступности для населения независимой прессы Иркутск занял 25-е место среди крупнейших городов страны. Городские власти ведут активное взаимодействие со средствами массовой информации. В 2010 году за счёт бюджета было размещено 1979 публикаций, затрачено 42,4 млн рублей.

## Социальная сфера

### Здравоохранение

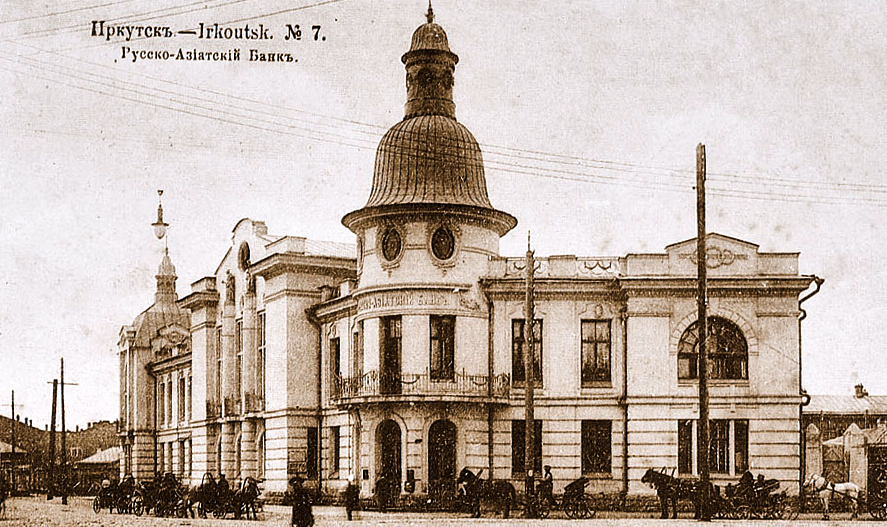
Поликлиника № 2 (Здание бывшего Русско-Азиатского банка)

На 2011 год в Иркутске насчитывалось 60 учреждений здравоохранения, в том числе 30 — муниципальных. Количество коек в больницах составило 11,6 тысяч. Действовало 8 больнично-поликлинических комплексов, 13 самостоятельных поликлиник, 4 самостоятельных стационара, городской перинатальный центр. Областная клиническая больница состоит из 13 хирургических и 8 терапевтических отделений, насчитывает свыше 500 врачей. В состав учреждения входят областной гематологический и перинатальный центры. Среди специализированных учреждений областного уровня: клинический консультативно-диагностический центр, центр медицины катастроф, межобластной ожоговый центр, гериатрический центр, три психиатрических стационара, онкологический диспансер и другие.
Уровень заболеваемости населения в последние годы относительно стабилен. К наиболее распространённым относятся болезни органов дыхания, вызванные главным образом острыми респираторными инфекциями, болезни мочевыводящих путей инфекционного характера и костно-мышечные болезни. Отмечается снижение заболеваемости ИБС, инсультами и рост заболеваемости диабетом II типа, которым страдает 2 % населения. Главной причиной инвалидизации трудоспособного населения являются заболевания сердечно-сосудистой системы, а также онкологические и костно-мышечные болезни.
Основными причинами смертности в 2014 году были: сердечно-сосудистые заболевания — 47 % всех случаев, рак — 17 %, травмы — 12 %, болезни лёгких — 6 %, инфекции — 6 %, болезни желудочно-кишечного тракта — 6 %. Треть умерших находились в трудоспособном возрасте.

### Спорт
В Иркутске функционирует 384 спортивных сооружения, из них 200 — муниципальных. В их числе 23 бассейна, 14 лыжных баз, дворец спорта, 154 площадки, 165 спортивных залов, легкоатлетический манеж, ипподром, 7 стадионов:
- «Труд». Открыт 20 мая 1923 года на 2000 человек. Стадиону присвоили имя Павла Шиханова. Затем стадион стал называться «Пищевик», с 1937 года — «Авангард». В конце 1950-х годов стадион сгорел.

После пожара он был отстроен заново в каменном исполнении, по проекту архитектора Д. Гольдштейна, и в 1958 году получил название «Труд»)
- «Динамо», «Зенит», «Авиатор», «Рекорд», «Локомотив-2», спортивный комплекс ИРНИТУ и главная футбольная арена — «Локомотив» на 3 тысячи мест[271].

Среди командных видов спорта наибольшей популярностью в Иркутске пользуется хоккей с мячом. Команда «Байкал-Энергия» играет в суперлиге чемпионата России. Женская команда по хоккею с мячом «Рекорд» составляет костяк сборной России по этому виду спорта. Команда неоднократно становилась чемпионом России, является призёром командного Кубка мира по хоккею с мячом среди женщин. Баскетбольный клуб «Иркут» выступает в Суперлиге-1 дивизион, женская волейбольная команда «Локо-Ангара» — в высшей лиге А чемпионата России. Мужская команда «Ермак» из города Ангарска выступает во Всероссийской хоккейной лиге.
Футбольный клуб «Байкал» был основан в 2009 году, принят во второй дивизион зоны «Восток» в 2010 году. Клуб заменил команду «Звезда», игравшую в 1957—2008 годах. Регулярно проходит турнир по спортивным бальным танцам «Голубой Байкал». В феврале 2012 года в Иркутске состоялся чемпионат мира по хоккею с мячом среди женщин. В 2014 году проведён Чемпионат мира по хоккею с мячом среди мужчин. В феврале 2017 года в Иркутске прошёл чемпионат мира по хоккею с мячом среди девушек (не моложе 17 лет)

## Культура
В Иркутске действует 107 учреждений культуры и искусства, из которых 52 — муниципальные. В их числе: филармония, включая концертный и органный залы, симфонический оркестр, 4 государственных театра, 4 государственных музея, областной кинофонд, 6 муниципальных школ искусств, 4 художественных школы, 4 музыкальных школы. Централизованная библиотечная система насчитывает 32 библиотеки. Действуют местные отделения Союза художников России, Союза композиторов России, Союза театральных деятелей России, Иркутское фотографическое общество, Восточно-Сибирское отделение Союза кинематографистов России. Центром литературной жизни является дом литераторов. Среди кинотеатров: «New Cinema» «Художественный», «Дом кино», «Баргузин», «Don Otello», «Чайка», «Звёздный», «КиноJam», «КиноПарк Карамель», «КиноКвартал».
Старейшая из библиотек — библиотека краеведческого музея насчитывает 90 тысяч экземпляров, старейшие книги датируются XVIII веком. Зональная научная библиотека Иркутского государственного университета была образована в 1918 году, главный корпус располагается в Белом доме. Фонд библиотеки насчитывает около трёх миллионов изданий, в том числе редкие книги и рукописи. Областная государственная универсальная научная библиотека имени И. И. Молчанова-Сибирского располагает фондом свыше 1 млн книг. Централизованная библиотечная система включает 17 взрослых и 10 детских библиотек, с общим фондом около 700 тысяч книг.
Регулярно проходят историко-культурный фестиваль «Декабристские вечера» (с 1985 года), всероссийские фестиваль Дни русской духовности и культуры «Сияние России» (с 1994 года), фестиваль современной драматургии имени А. Вампилова (с 1997 года), фестиваль академической музыки «Звёзды на Байкале» (с 2004 года), международный музыкальный фестиваль «Джаз на Байкале» (с 2006 года), Байкальский международный фестиваль документальных и научно-популярных фильмов «Человек и природа», международный фестиваль кузнечного ремесла «Гефест», фестиваль автотюнинга «БайкалМоторШоу», карнавал «Шагаем вместе». Действуют цирк, частная зоогалерея, нерпинарий, детская железная дорога на Конном острове.
Работает также Большой Иркутский планетарий.

### Музеи
- Иркутский областной краеведческий музей — образован в 1782 году по инициативе иркутского губернатора Франца Кличка. В 1854 году был передан в ведение Восточно-Сибирского отдела Императорского Русского географического общества. Старое здание музея сгорело в пожаре 1879 года вместе с библиотекой и экспонатами. Сейчас располагается в здании, построенном по проекту архитектора Генриха Розена в 1882—1883 годах в мавританском стиле[280]. В музее работали учёные Владимир Афанасьевич Обручев, Николай Михайлович Пржевальский и Дмитрий Александрович Клеменц. Археологическая коллекция насчитывает свыше 300 тысяч экспонатов.
- Иркутский государственный художественный музей им. В. П. Сукачёва. Берёт начало с частной коллекции иркутского городского головы Владимира Платоновича Сукачёва, которую он приобрёл в Санкт-Петербурге и завещал Иркутску в 1920 году. Первые картины принадлежали кистям Ильи Ефимовича Репина, Ивана Константиновича Айвазовского, Петра Петровича Верещагина и других известных художников. В 1928 году собрание пополнилось работами Ивана Ивановича Шишкина, Архипа Ивановича Куинджи, Василия Дмитриевича Поленова, Николая Константиновича Рериха, Валентина Александровича Серова, Владимира Лукича Боровиковского и Фёдора Степановича Рокотова. В музее хранятся коллекции фарфора и ювелирных изделий «Фаберже», старинного русского художественного серебра, скульптуры Евгения Александровича Лансере, фарфоровые иконостасы конца XIX столетия. С 1995 года музею присвоено имя основателя[281].
- Музей истории города Иркутска образован в 1996 году. При музее действует клуб почётных горожан, клуб пострадавших от политических репрессий. В центре города открыт филиал музея — выставочный центр имени В. Рогаля.
- Иркутский областной историко-мемориальный музей декабристов, расположенный в домах Трубецкого и Волконского. Музей представляет собой две мемориальные усадьбы, расположенные на соседних улицах: Дом-музей Трубецких (ул. Дзержинского, 64) и Дом-музей Волконских (пер. Волконского, 10) в историческом центре города.

Среди прочих музеев — ледокол «Ангара», музей Г. Шелихова, усадьба В. Сукачёва, музей связи Сибири, музей пассажирского вагонного депо Иркутска, музей занимательной науки «Экспериментарий», музей Победы, музей боевой славы при Доме офицеров, музей минералогии ИРНИТУ, Музей истории ИРНИТУ, музей ГУВД, Музей истории Иркутского тюремного замка имени А. В. Колчака, расположенный в СИЗО-1. В марте 2017 года в центре города открылся музей Валентина Григорьевича Распутина, основу экспозиции которого составляет мемориальная коллекция, переданная в дар музею сыном писателя. В 2018 году открылся уникальный музей лекарственных трав и минералов.

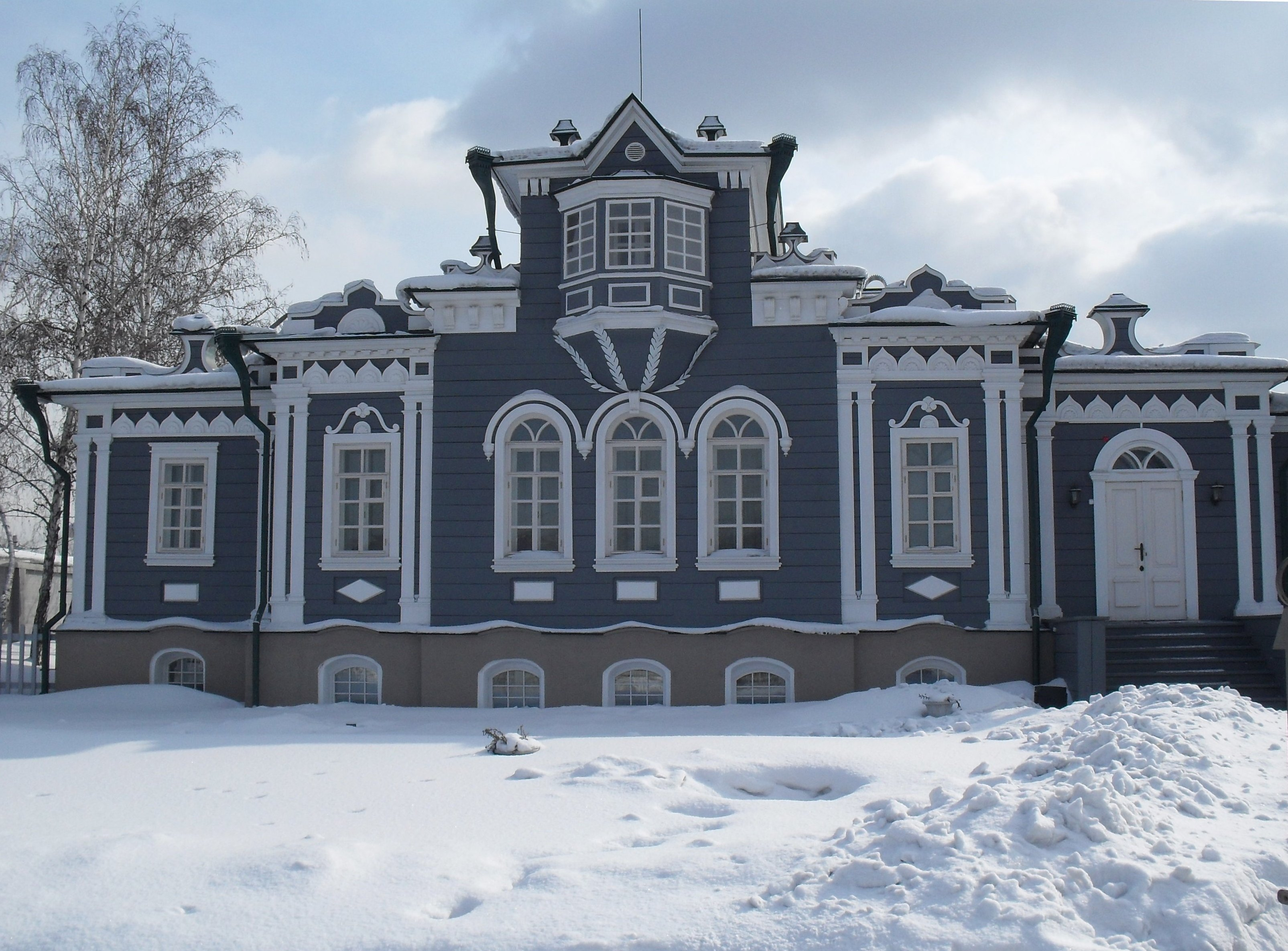
Музей декабристов
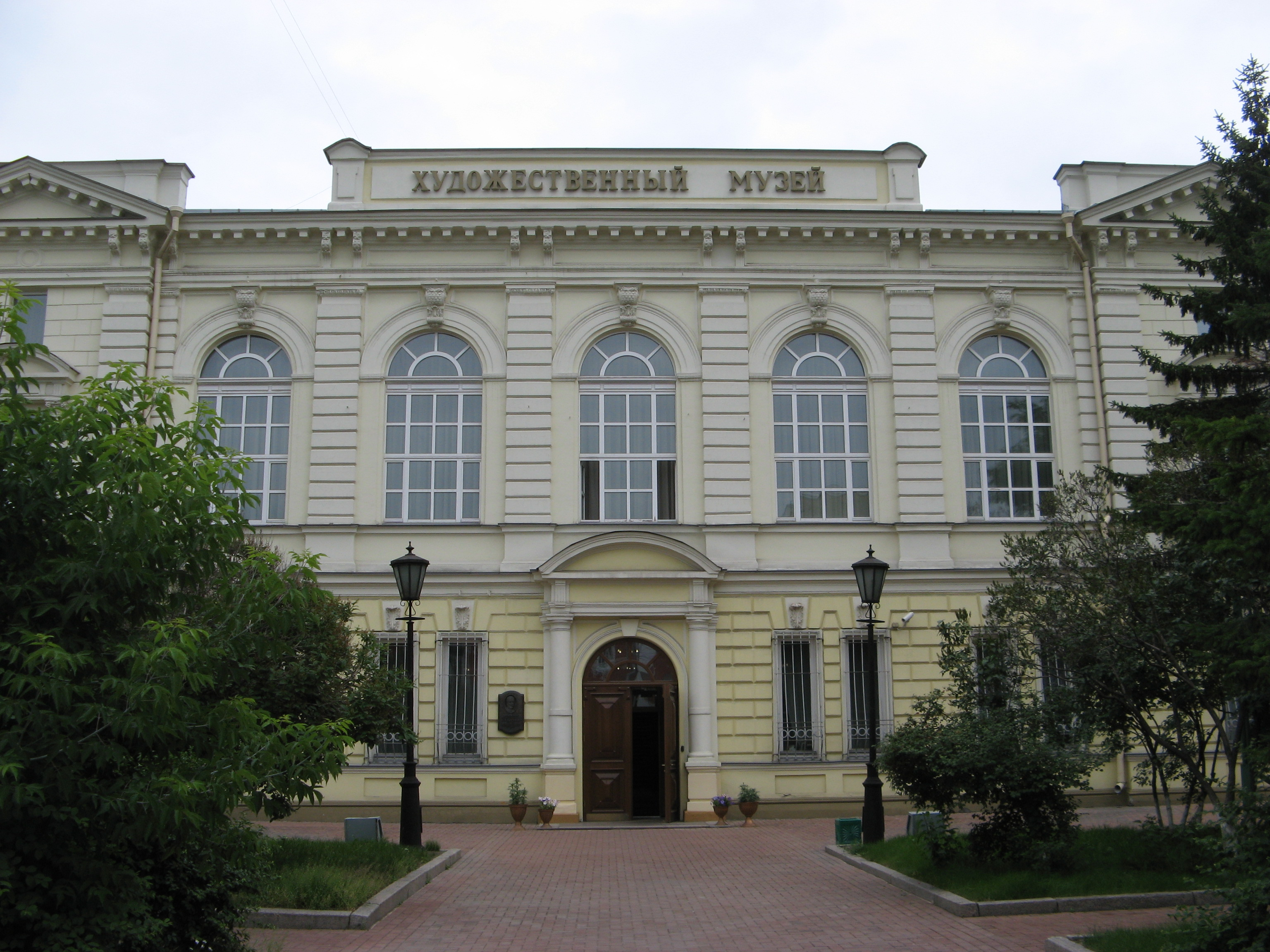
Художественный музей
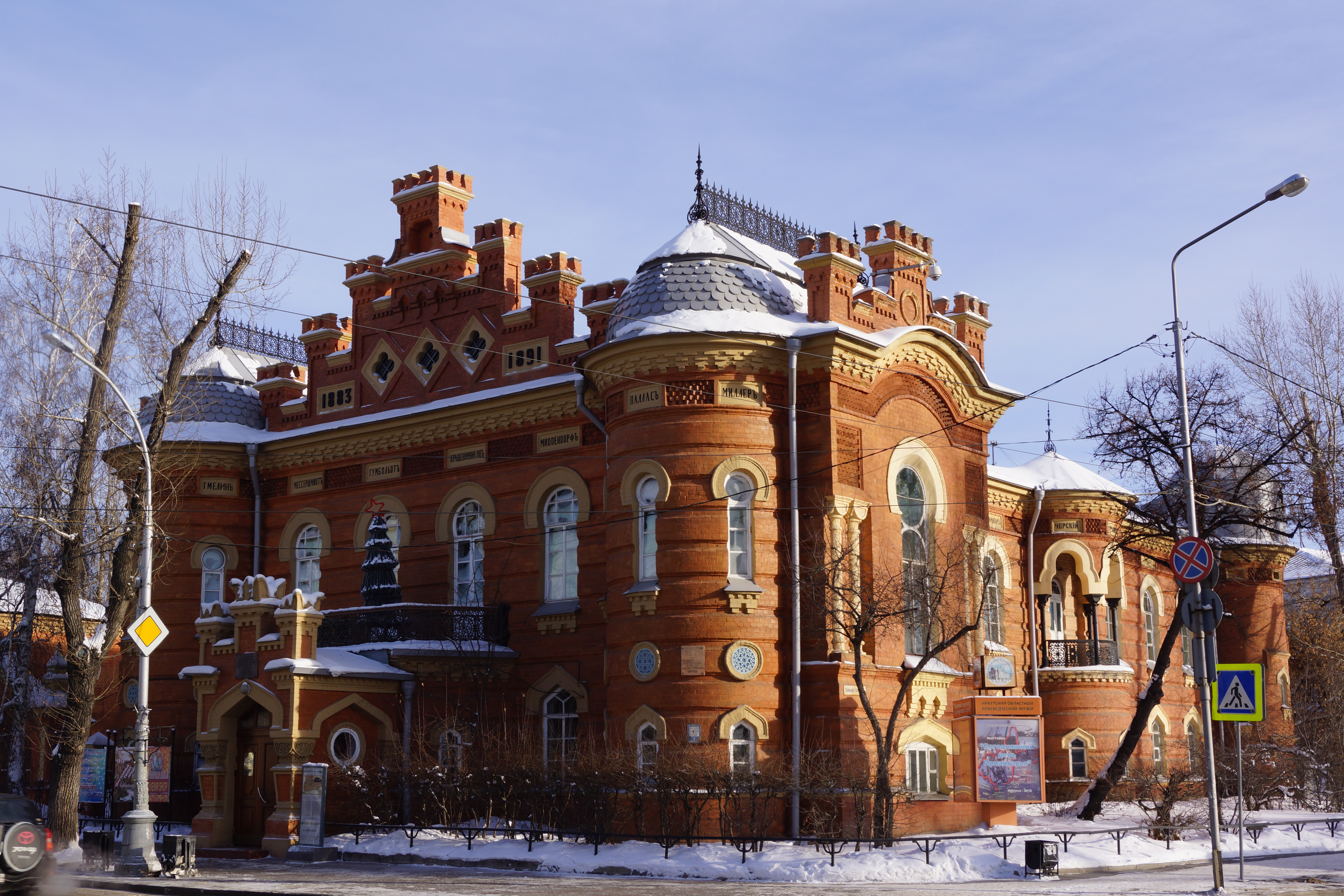
Краеведческий музей
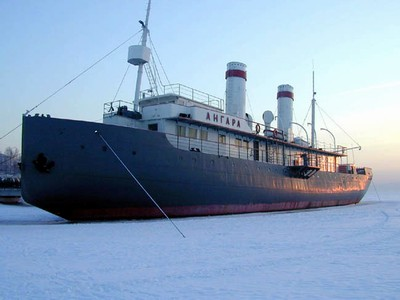
Ледокол-музей «Ангара»

### Театры

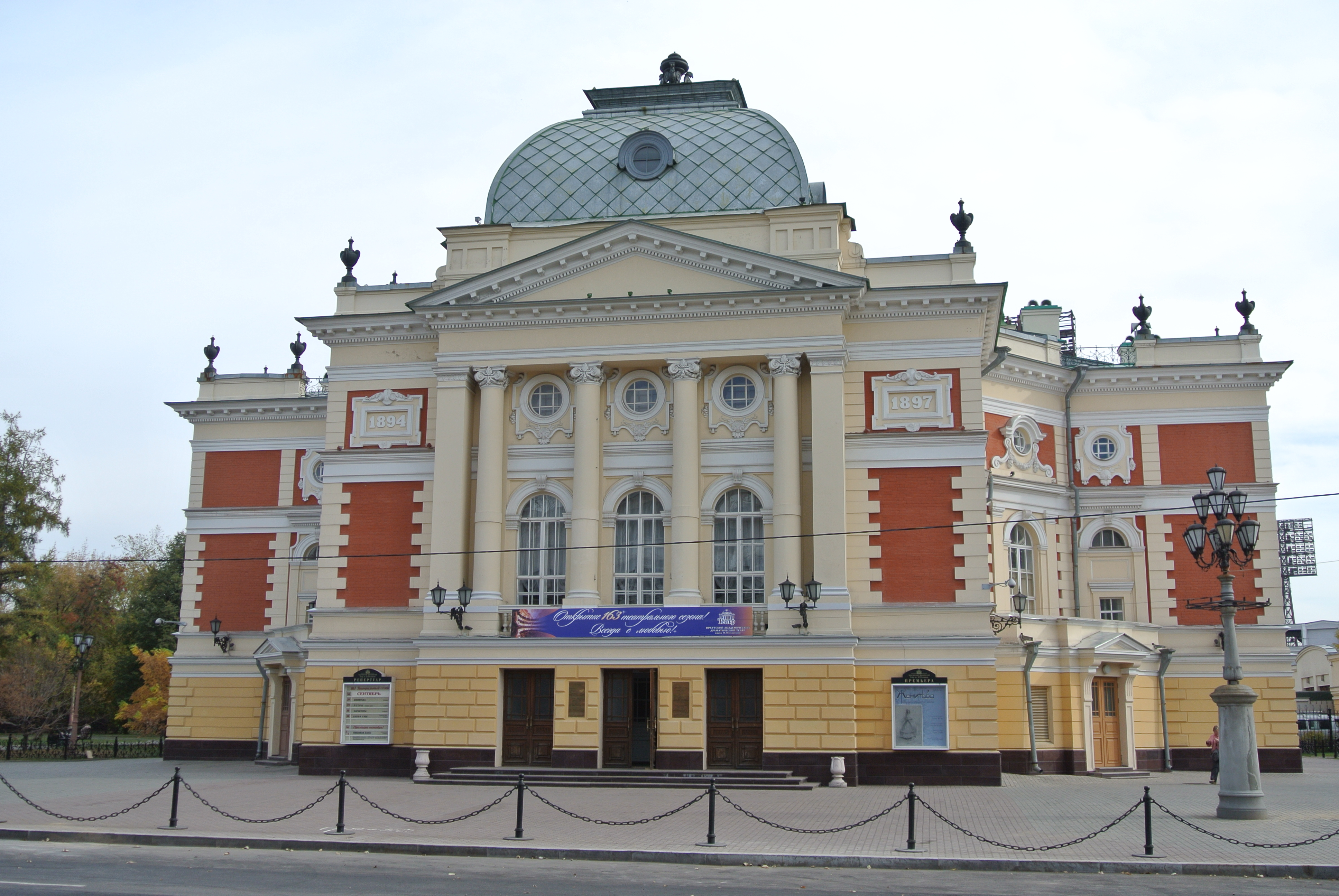
Драматический театр

- Иркутский академический драматический театр имени Н. П. Охлопкова. Первая труппа в Иркутске появилась в 1851 году, нынешнее здание театра построено в 1897 году по проекту петербургского архитектора Виктора Александровича Шрётера. Первой постановкой в новом здании стал спектакль «Ревизор». При театре создан музей. В 1921 году на главной площади прошла постановка «Борьба труда и капитала» под руководством Н. Охлопкова, в честь которого в 1967 году был назван театр. В иркутском театре работали кинорежиссёр Леонид Иович Гайдай, актёры Леонид Сергеевич Броневой, Михаил Семёнович Светин, Глеб Александрович Стриженов и Пётр Илларионович Шелохонов.
- Иркутский областной театр юного зрителя имени А. Вампилова создан в 1928 году как театр рабочей молодёжи, с 1937 года становится театром юного зрителя. В театре работал драматург Павел Григорьевич Маляревский. С 1987 года носит имя Александра Валентиновича Вампилова.
- Иркутский областной театр кукол «Аистёнок» образован в 1935 году на базе театра рабочей молодёжи под первоначальным названием «Восточно-Сибирский государственный театр кукол и марионеток». Первый спектакль — «Ёж, Петрушка и две обезьяны». В 1988 году получил название Иркутский областной театр кукол «Аистёнок». Репертуар включает спектакли как для детей, так и для взрослых.
- Иркутский областной музыкальный театр имени Н. М. Загурского открыт в 1941 году как Иркутский театр музыкальной комедии. В 1956 году появилась музыкальная комедия «Огни сибирские», посвящённая строительству Иркутской ГЭС. В 1989 году театр получил статус музыкального театра. Театр ставит оперы, оперетты, балеты, мюзиклы, совместную постановку рок-оперы «Иисус Христос — Суперзвезда».
- Иркутский театр народной драмы создан в 1977 году как народный театр-студия. В 1987 году удостоен статуса профессионального. Театр превратился в храм русской народной культуры: здесь проходят спектакли «Покорение Сибири», «Яков Похабов», «Слово о Полку Игореве», «Голубиная книга», «Русские былины»; с участием актёров театра на улицах Иркутска проводятся народные обряды «Масленица», «Колядки»[286].
- «Театр Пилигримов» ведёт свою историю с рок-группы «Пилигрим», созданной в 1983 году. С 1991 года имеет статус государственного учреждения культуры[287].

Среди любительских театров: «Диалог», основанный в 1982 году; «Браво», образованный в 2008 году.

### Город в искусстве

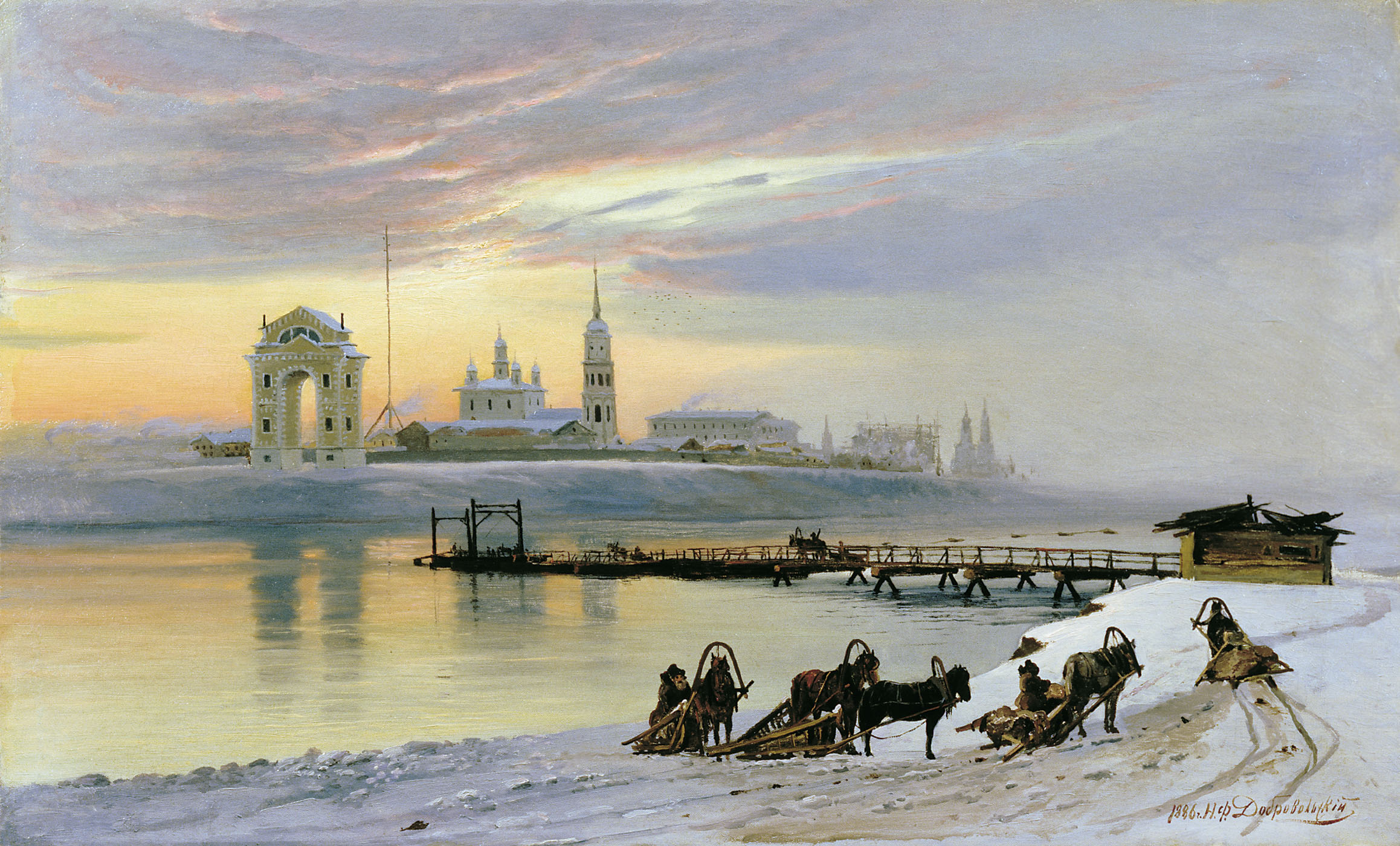
«Переправа через Ангару», 1886 год. Николай Добровольский

В Иркутске происходит действие романа Жюля Верна «Михаил Строгов», где город сравнивается с «огромной кладовой разных товаров, которыми торгует Китай, вся Центральная Азия и Европа». Первое стихотворение об Иркутске — «Благоденственно живём» — было написано А. Орловым в первой половине XIX века. Воспоминания об Иркутске оставили известные писатели Екатерина Алексеевна Авдеева-Полевая, Николай Алексеевич Полевой — издатель журнала «Московского телеграфа», Ксенофонт Алексеевич Полевой, Исай Калистратович Калашников, Николай Семёнович Щукин и многие другие. Исторические повести посвятил Иркутску писатель Дмитрий Гаврилович Сергеев.
Город упоминается в дореволюционных песнях каторжан «С Иркутска ворочуся», «Зачем я встретился с тобою?». Официальным гимном города считается песня «Любимый Иркутск — середина земли», написанная московским композитором Е. Туманян на стихи иркутского поэта Марка Давидовича Сергеева.
Плывут и плывут прибайкальские шири,
Саянские горы синеют вдали.
Нас встретит столица таёжной Сибири,
Любимый Иркутск, середина Земли.
В Иркутске проходили съёмки художественных фильмов «Сны о России» по мотивам одноимённого романа Ясуси Иноуэ, «Февральский ветер» режиссёра Владимира Николаевича Досталя, «У озера» реж. Сергей Аполлинариевич Герасимов (1969), «Звезда пленительного счастья» реж. В. Мотыль (1975), Солнечный ветер" Р. Горяева, «Адмиралъ» А. Кравчука, «Сатисфакция» Е. Гришковца, народной комедии «Похабовск. Обратная сторона Сибири», «Чаша птиц», здесь происходит действие картины «Долгая дорога в дюнах» А. Бренча. Из документальных картин — дореволюционные фильмы кинотеатра «Дон-Отелло» и советские ленты Восточно-Сибирской студии кинохроники.
В 1730-х годах город был запечатлён на рисунке немецкого художника И. Люрсениуса, позднее на гравюрах А. Рудакова и Кювилье. Акварели «Дорога в Иркутске», «Секретный возок в Иркутске», «Свадебный обряд в Иркутском кафедральном соборе» выполнены в 1802 году Е. Кореневым. Акварели «Вид Иркутска и быструщей реки Ангары», «Вид Иркутска (панорама)», «Вид Иркутска (с фигурами на берегу)», «Вид Иркутска (с двумя парусниками)», «Вид Иркутска (со стадом у забора)» созданы в 1805 году академиком Андреем Ефимовичем Мартыновым. Город изображён на заднем плане портрета поэта Г. Державина, выполненного в 1801 году. Картина «Вид города Иркутска» была написана в 1867 году Егором Егоровичем Мейером по заказу Александра II. Художник Н. Ф. Добровольский посвятил городу конца XIX века картины «Переправа через Ангару», «Набережная Ангары в Иркутске».

## Архитектура

План Иркутска, 1915 год

Иркутску во многом удалось сохранить свой исторический облик и первоначальную планировку. Его исторический центр складывался на месте деревянного острога, остатки которого были разобраны в 1790 году. Спасская церковь — единственная уцелевшая постройка острога, вместе с Богоявленским собором образует древнейший архитектурный ансамбль Иркутска. Другой видный ансамбль города расположен у набережной Ангары в начале улицы Карла Маркса. Он образован памятником основателю Транссибирской магистрали — Александру III, краеведческим музеем с круглыми угловыми башнями, выполненным в мавританском стиле, и Сибиряковским дворцом, более известным как «Белый дом», служивший резиденцией генерал-губернаторов в 1838—1917 годы. Историко-архитектурную зону «Декабристы в Иркутске» образуют Преображенская церковь, сиропитательный дом Е. Медведниковой, дома декабристов Трубецкого и Волконского, дом М. Сперанского и другие. Так же заповедный район «Желябовский комплекс» включает кварталы деревянной застройки. На главных улицах города — Карла Маркса и Ленина, пересекающихся друг с другом, — сосредоточены памятники каменного зодчества конца XIX — начала XX веков. Главная пешеходная улица — Урицкого.
В XVIII веке улицы Иркутска оставались «косы и кривы». В 1760-е годы первым иркутским губернатором Карлом Львовичем Фрауендорфом принимаются меры «к благоустройству города». Первый регулярный план развития города был разработан неизвестным автором в 1791 году и утверждён Екатериной II 4 августа 1792 года. Реализация плана началась лишь в 1810-е годы. К этому времени относится введение предварительного согласования всех проектов построек с архитектором города. С улицы Морской с места острога открывался путь на Байкал. Улица Першпективная, образованная на месте городской укрепительной стены, выходила на Якутский тракт. Улица Московская вела к переправе через Ангару, откуда начинался Сибирский тракт. Кругоморская дорога с левого берега Ангары вела в Забайкалье.
Русское зодчество представлено старейшим каменным зданием, сохранившимся от острога — Спасской церковью, построенной в 1713 году. Сочетают в себе элементы древнерусского и барочного стилей Знаменская церковь с ярусной колокольней и празднично декорированный Богоявленский собор с шатровой колокольней. Самым ярким образцом сибирского барокко является богато декорированная Крестовоздвиженская церковь, имеющая ступообразный силуэт наподобие буддийской пагоды. Троицкая церковь с ярусной колокольней напоминает Спасскую и Знаменскую церкви.
На конец 2011 года в Иркутске насчитывалось 761 памятник деревянного зодчества. Из них 28 объектов числились под федеральной охраной, 36 — региональной и 485 — муниципальной; 156 памятников приватизированы. Старейший дом Иркутска — дом Шубиных, построенный в XVIII веке. Богато декорированный Дом Европы, известный также как Кружевной дом, представляет собой копию дома Шастиных XIX века, воссозданную по чертежам в 1999 году. В 2011 году в рамках частно-государственного партнёрства был реализован проект «130-й квартал» с воссозданными домами XVII—XIX веков. С 2004 по 2011 год свыше 300 объектов культурного наследия были выведены из-под охраны государства и уничтожены.
В 1930—1940-е годы появляются единичные строения в стиле советского конструктивизма, позднее дополненные элементами классического ордера: здания Госбанка СССР, управления ВСЖД, гостиницы «Сибирь». Здание компании «Востсибуголь» выдержано в стиле монументального классицизма. Монументальное искусство советского периода представлено мемориальным комплексом «Вечный огонь», памятниками В. Ленину, памятником борцам революции на братской могиле красноармейцев, панно из мозаики «Интернационал» и другими. Среди монументов постперестроечных лет — восстановленные памятник Александру III и триумфальная арка Московские ворота.
В 1970 году Иркутск был включён в список исторических городов. В 2007 году принят генеральный план города, заменивший советский план 1970 года. На 2010 год в городе насчитывалось один проспект и свыше тысячи улиц общей протяжённостью около 700 км. Многие улицы исторического центра сохраняют советские названия, данные им в 1920 году.

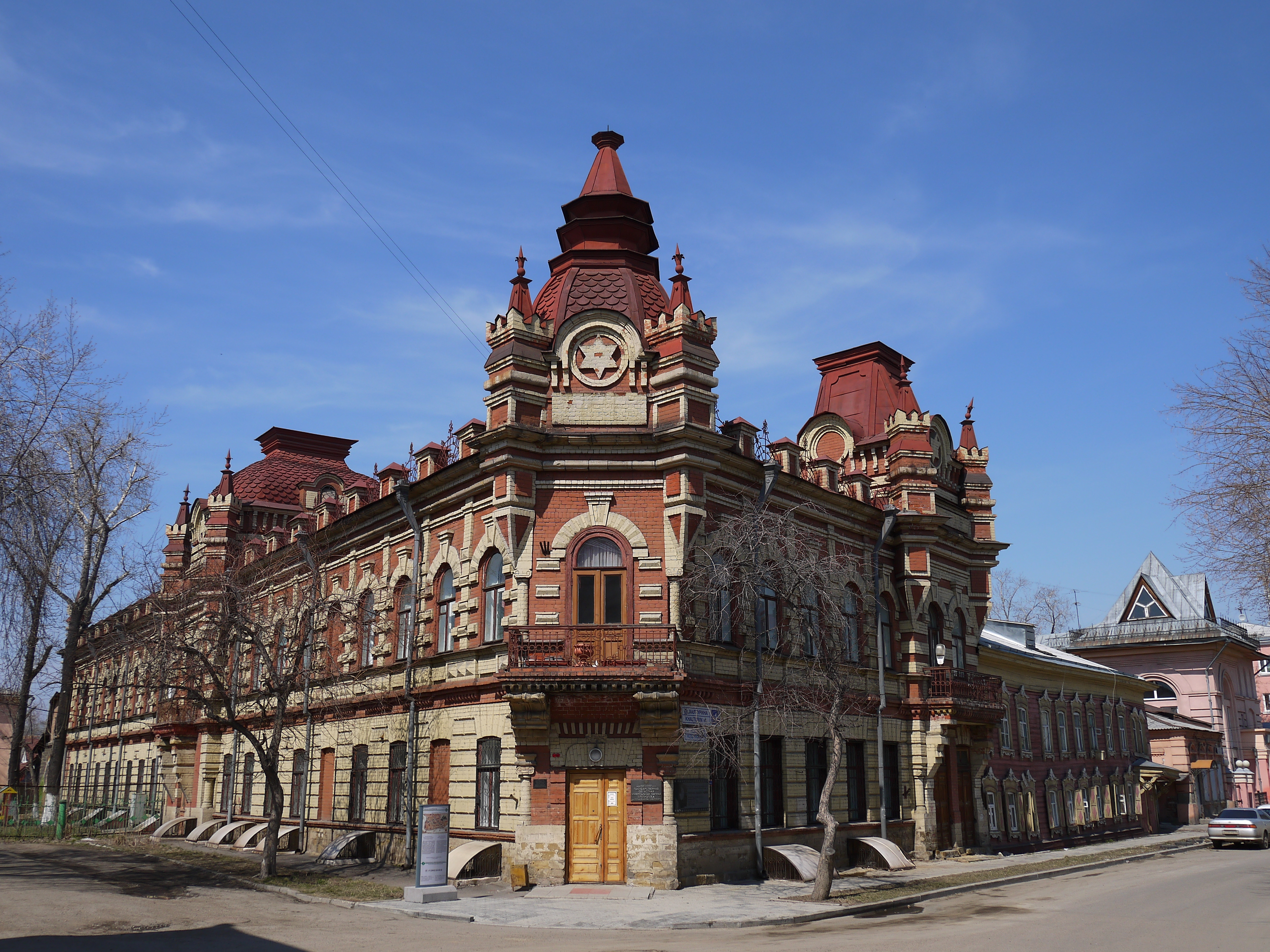
Дом Файнберга
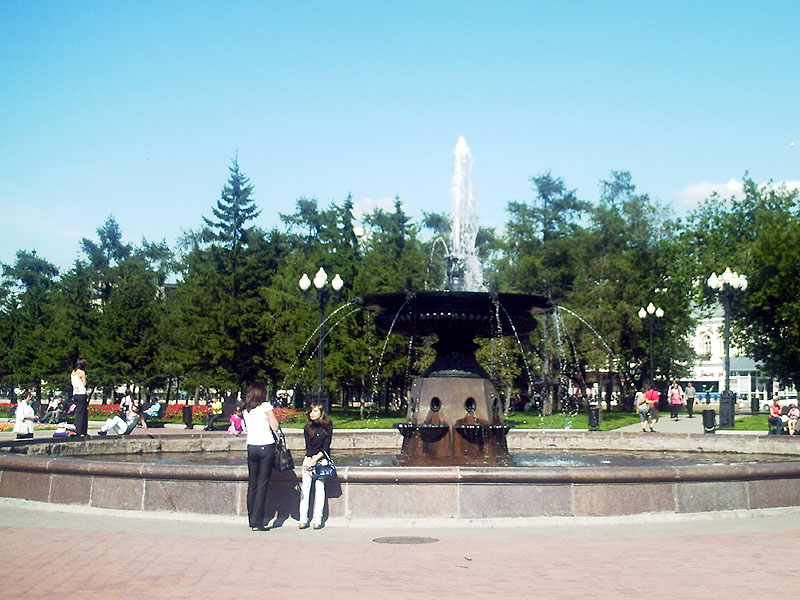
Фонтан, открытый к 300-летию города
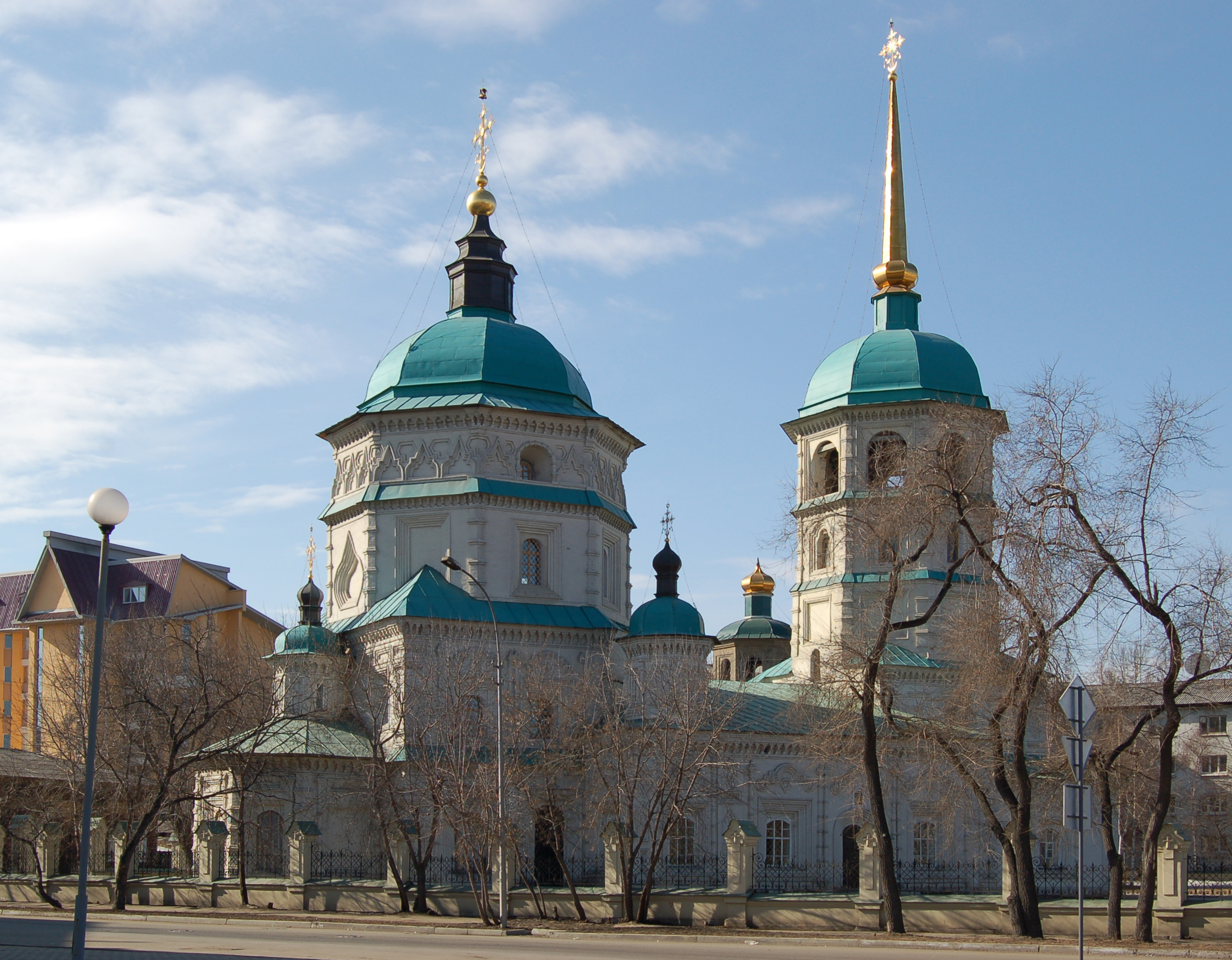
Троицкая церковь
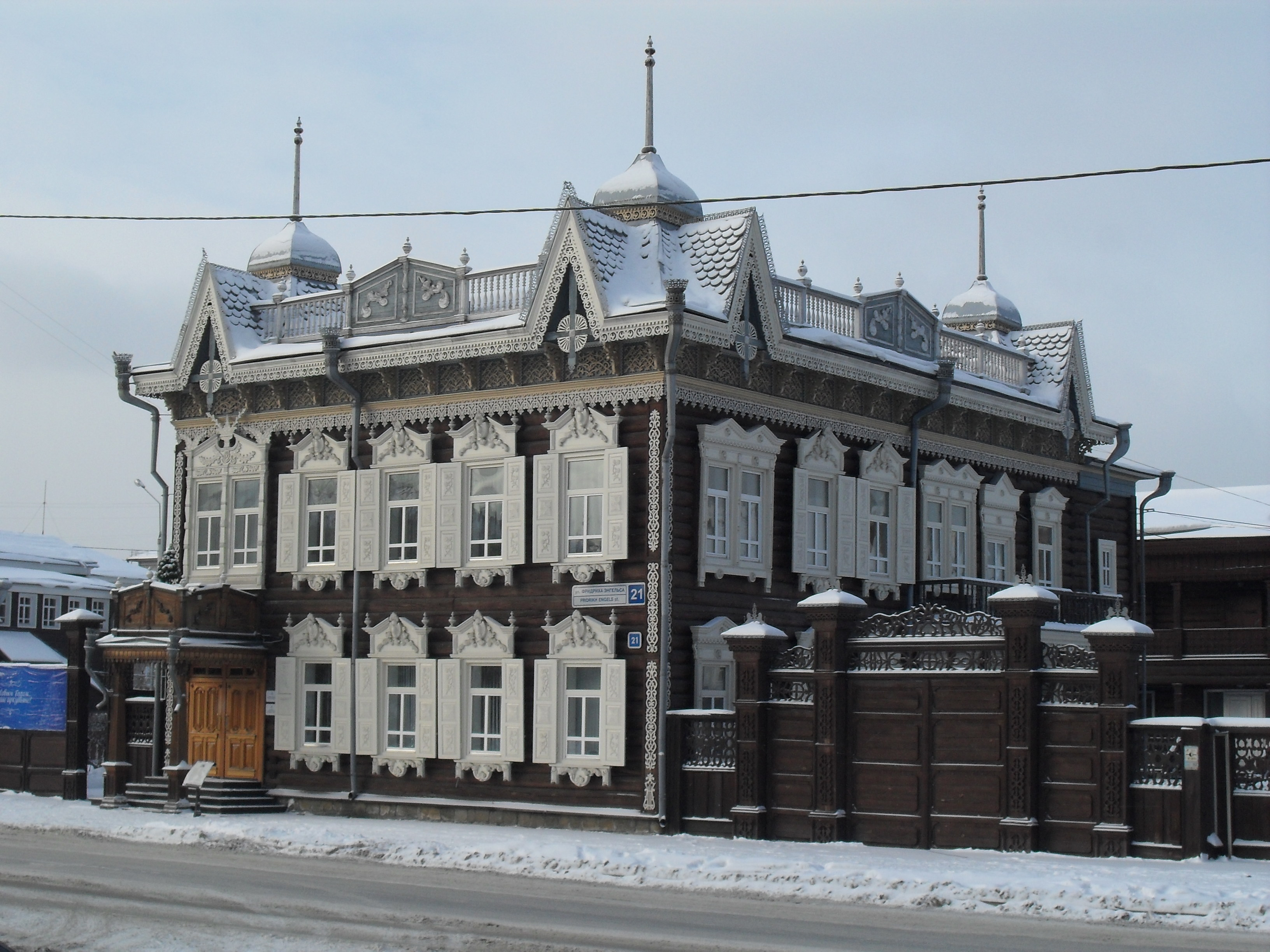
Кружевной дом (реконструкция 1999 года)

## Религия
В Иркутске действует 70 религиозных организаций. Русская православная церковь объединяет 23 храма и 4 часовни Иркутской епархии, которая входит в состав Иркутской митрополии. Главный кафедральный собор с 2015 года — собор Богоявления. В 1917 году в городе действовало 3 монастыря: Вознесенский, Знаменский и Князе-Владимирский, открытый в 1903 году; 9 часовен, 2 собора, 22 городских церкви, 22 — при учебных заведениях, тюрьмах и больницах, 6 — при воинских единицах. Были открыты церковно-приходские школы, 2 духовных училища, духовная и церковно-учительская семинария. Имелась старообрядческая церковь, католический костёл, протестантская кирха, мусульманская мечеть, синагоги. В планах мэрии — восстановление Казанского собора в историческом центре города.
Открыты приходы старообрядческой и древлеправославной церквей.
В городе расположен кафедральный собор католической епархии Святого Иосифа — крупнейшей по площади католической епархии в мире, которая объединяет приходы Восточной Сибири и Дальнего Востока России. Старый католический костёл используется как органный зал Иркутской филармонии.
Среди протестантов: евангелисты, баптисты, адвентисты, лютеране.
Открыты ашкеназская и сефардская общины иудеев.
Действуют Соборная мечеть (ул. К. Либкнехта) и малая мечеть (п. Жилкино), подчинённые Байкальскому муфтияту — религиозной организации мусульман.
Буддизм представлен тремя направлениями: Кагью, Гэлуг и Дзогчен.

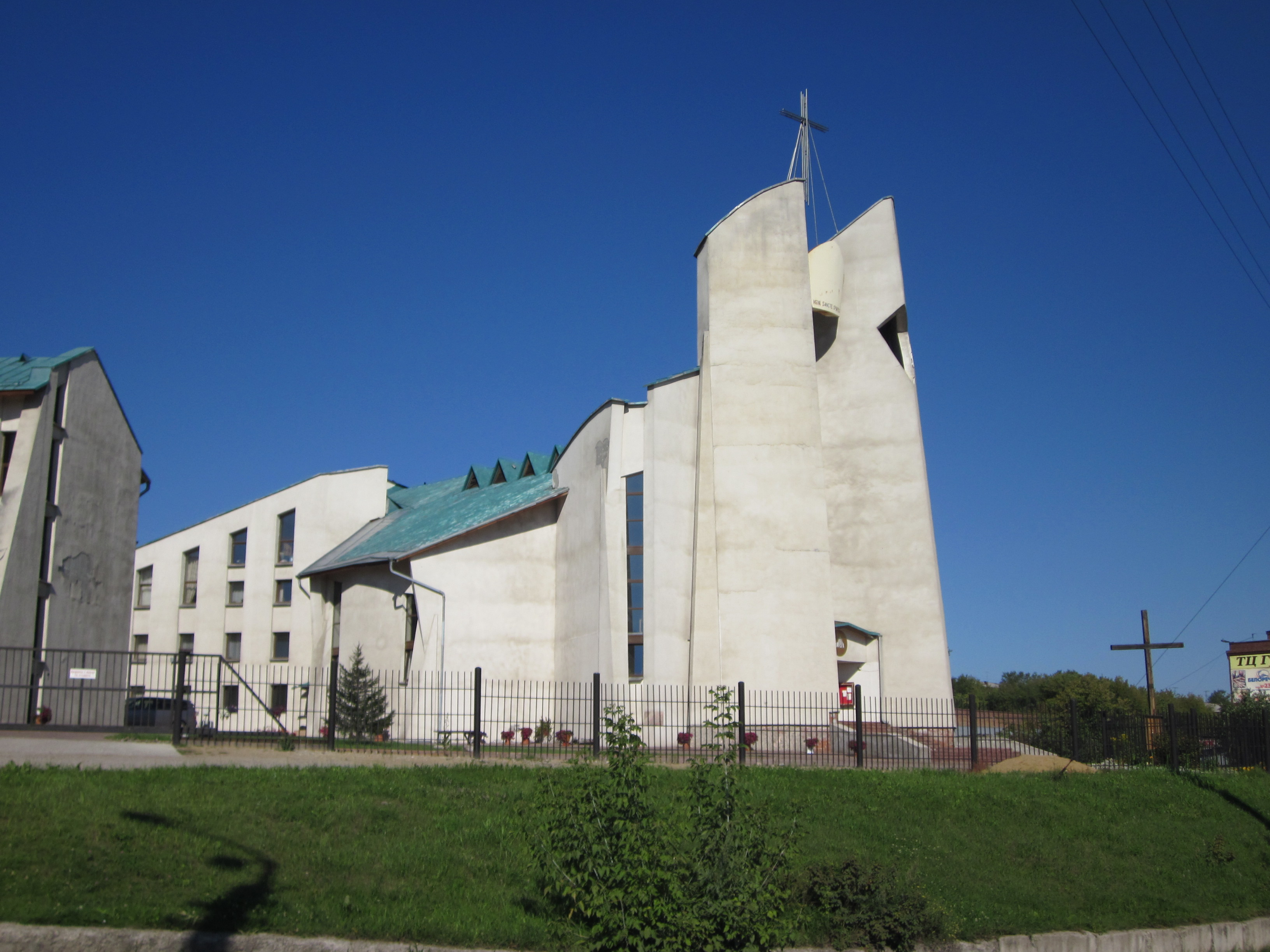
Собор Непорочного Сердца Божией Матери
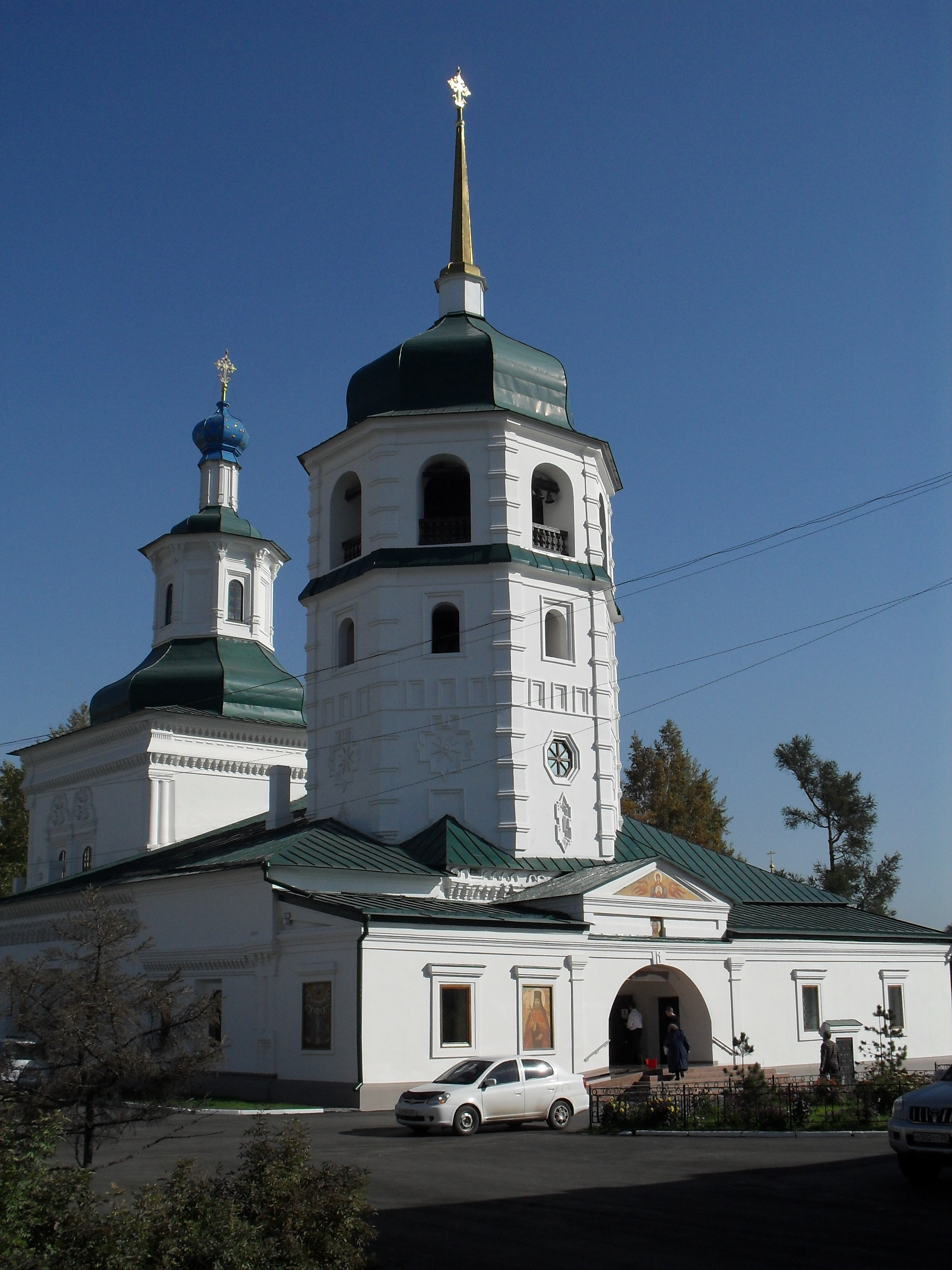
Знаменская церковь
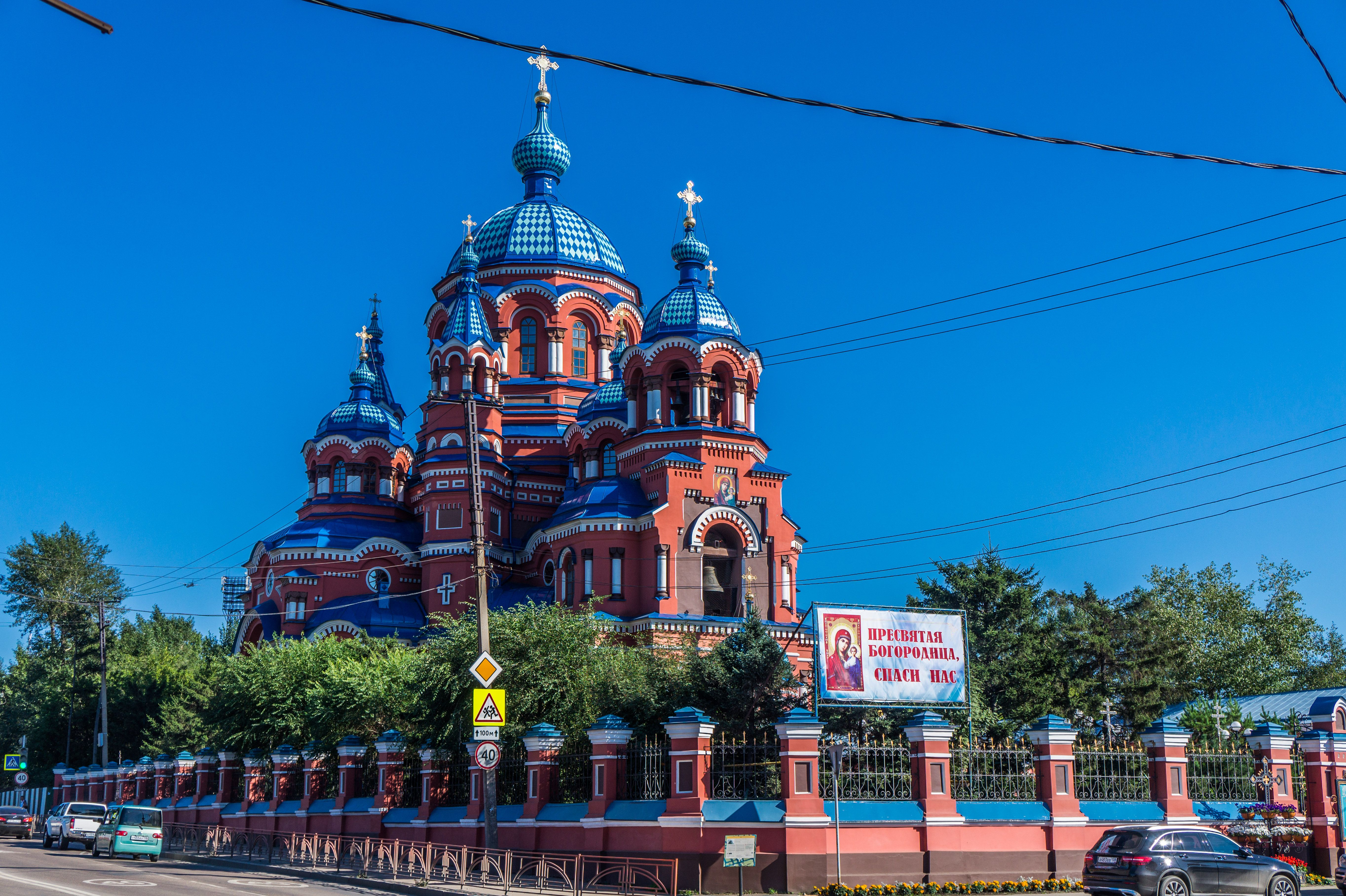
Казанский собор
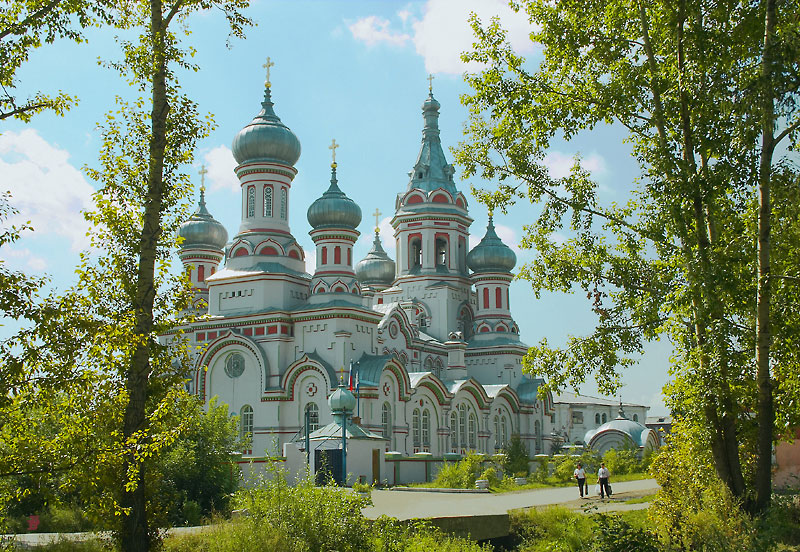
Князе-Владимирская церковь
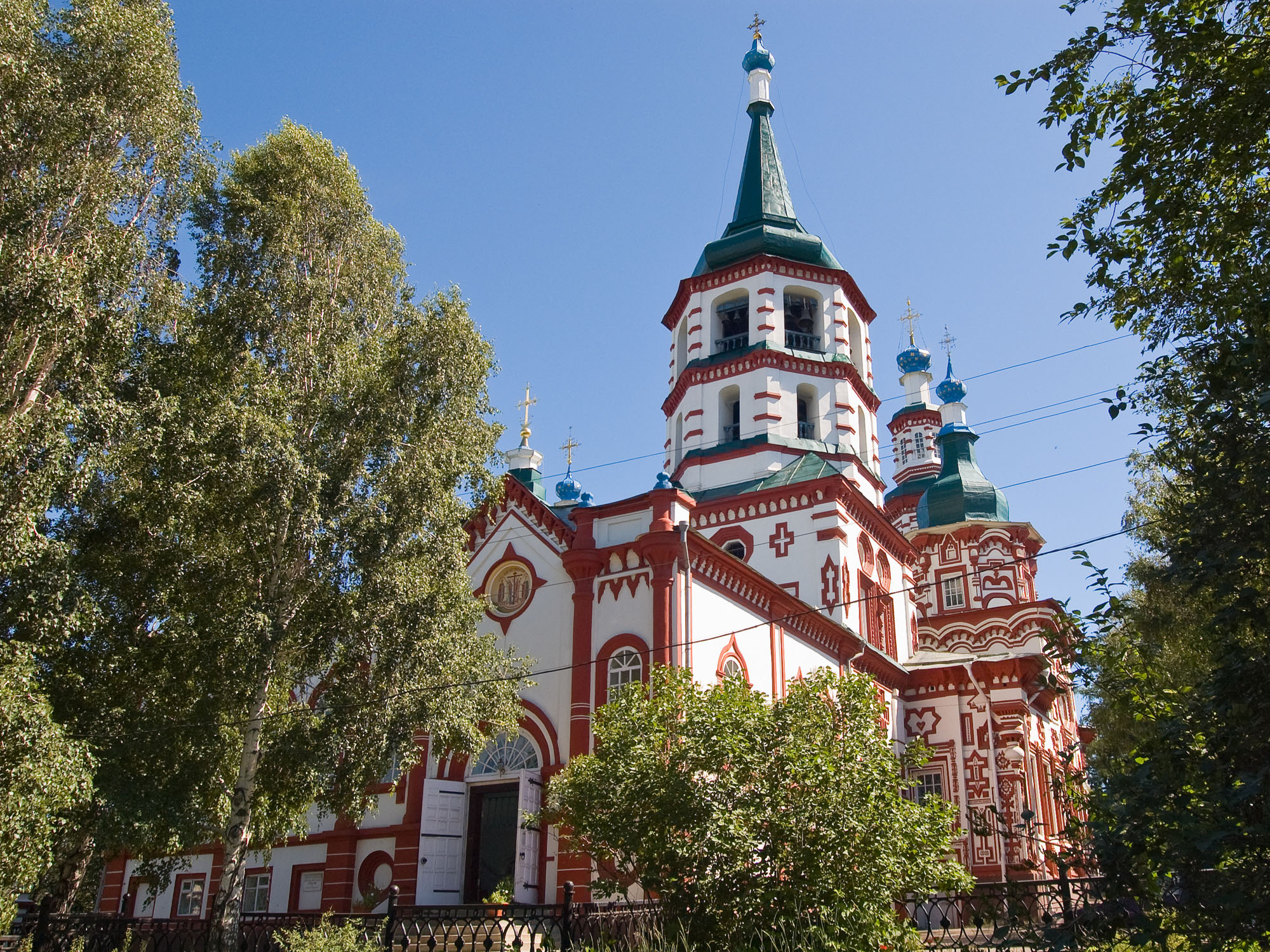
Крестовоздвиженская церковь

## Международные отношения
Иркутск развивает отношения с зарубежными городами с 1967 года. В советское время город посещали многие главы иностранных государств, в том числе Фидель Кастро, Иосип Броз Тито, Индира Ганди, Ким Ир Сен, Николае Чаушеску и многие другие. Иркутск находился в побратимских отношениях с Карл-Маркс-Штадтом, в котором одна из улиц до сих пор называется Иркутской — Irkutsker Strasse. В городе открыто представительство МИД России. Также в нём располагаются генеральные консульства Монголии, Китая, Республики Корея, Польши, почётное консульство Литовской Республики, действует японский информационный центр. В 2016 году в Иркутске будет открыто представительство академии наук Монголии. С 2000 года в Иркутске проходил Байкальский международный экономический форум.
К городам-партнёрам и побратимам Иркутска относятся: Канадзава (Япония; с 1967 года), Улан-Батор (Монголия; с середины 1970-х годов), Шэньян (Китай; с 1992 года), Пфорцхайм (Германия; с 1999 года), Симферополь (с 2008 года), Каннын (Республика Корея; с 2009 года); к регионам-партнёрам: департамент Франции Верхняя Савойя — с 2001 года, коммуна Швеции Стрёмсунд (с 2001 года), провинция Италии Порденоне (с 2005 года). В 2022 году были разорваны партнёрские отношения с Вильнюсом, установленные в 2010 году, с Ченстоховой, установленные в 2012 году и с Карловарским краем Чехии, установленные в 2011 году.
В 2022 году Юджин (США) приостановил сотрудничество с Иркутском из-за вторжения России на Украину

## В нумизматике и филателии
6 мая 2022 года Банк России в серии «Города трудовой доблести» выпустил монету, посвящённую городу, на которой изображён памятник "Танк Т-34-85 «Иркутский комсомолец». В 2023 году была выпущена аналогичная почтовая марка.

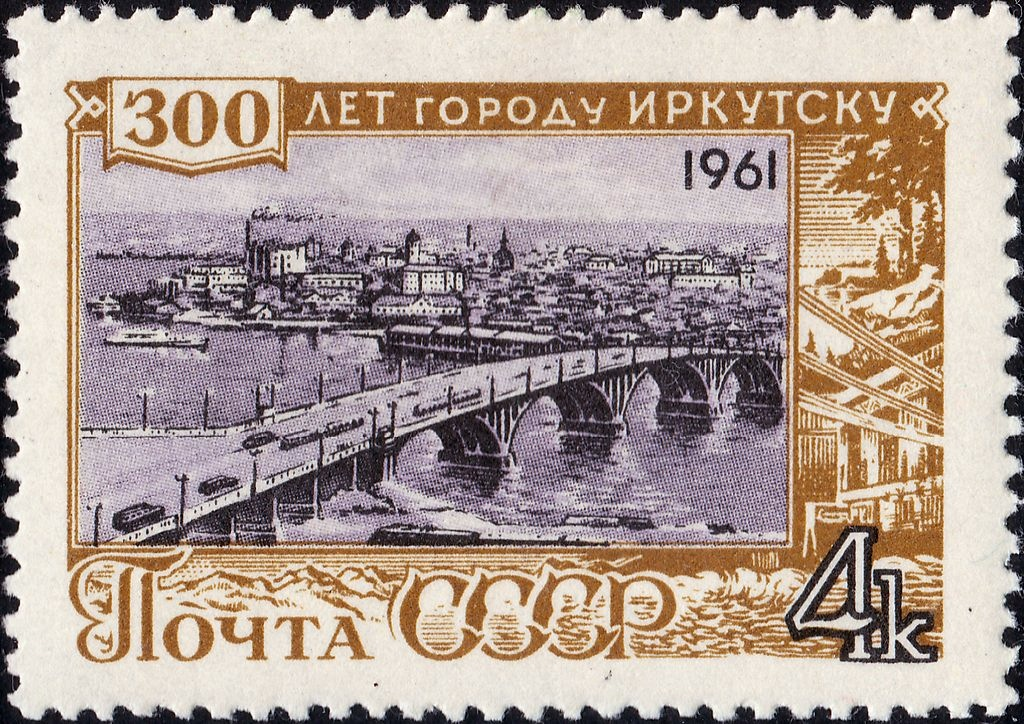
Почтовая марка СССР, 1961 год. 300 лет Иркутску. Мост через Ангару
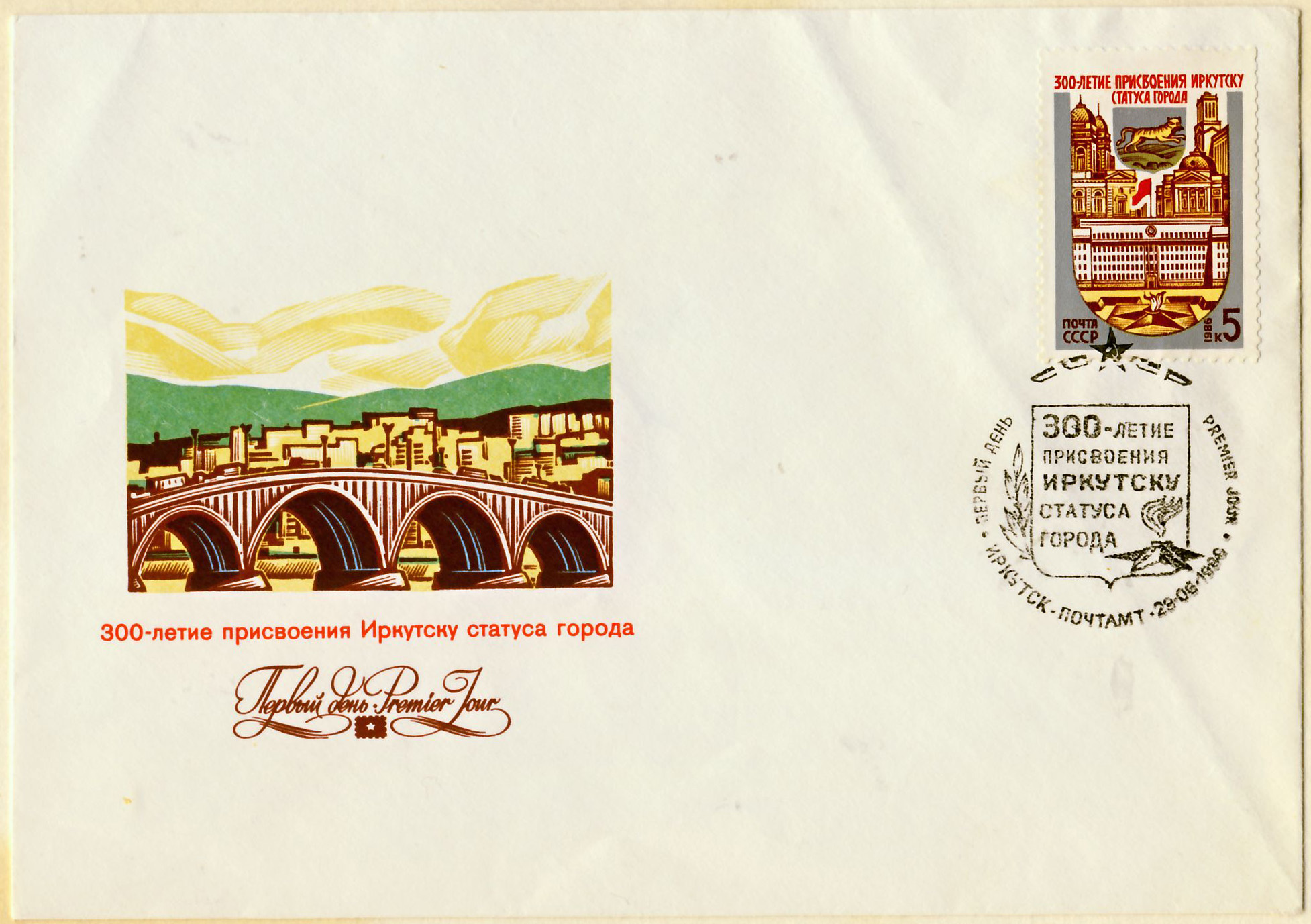
Почтовый конверт СССР, 1986 год.
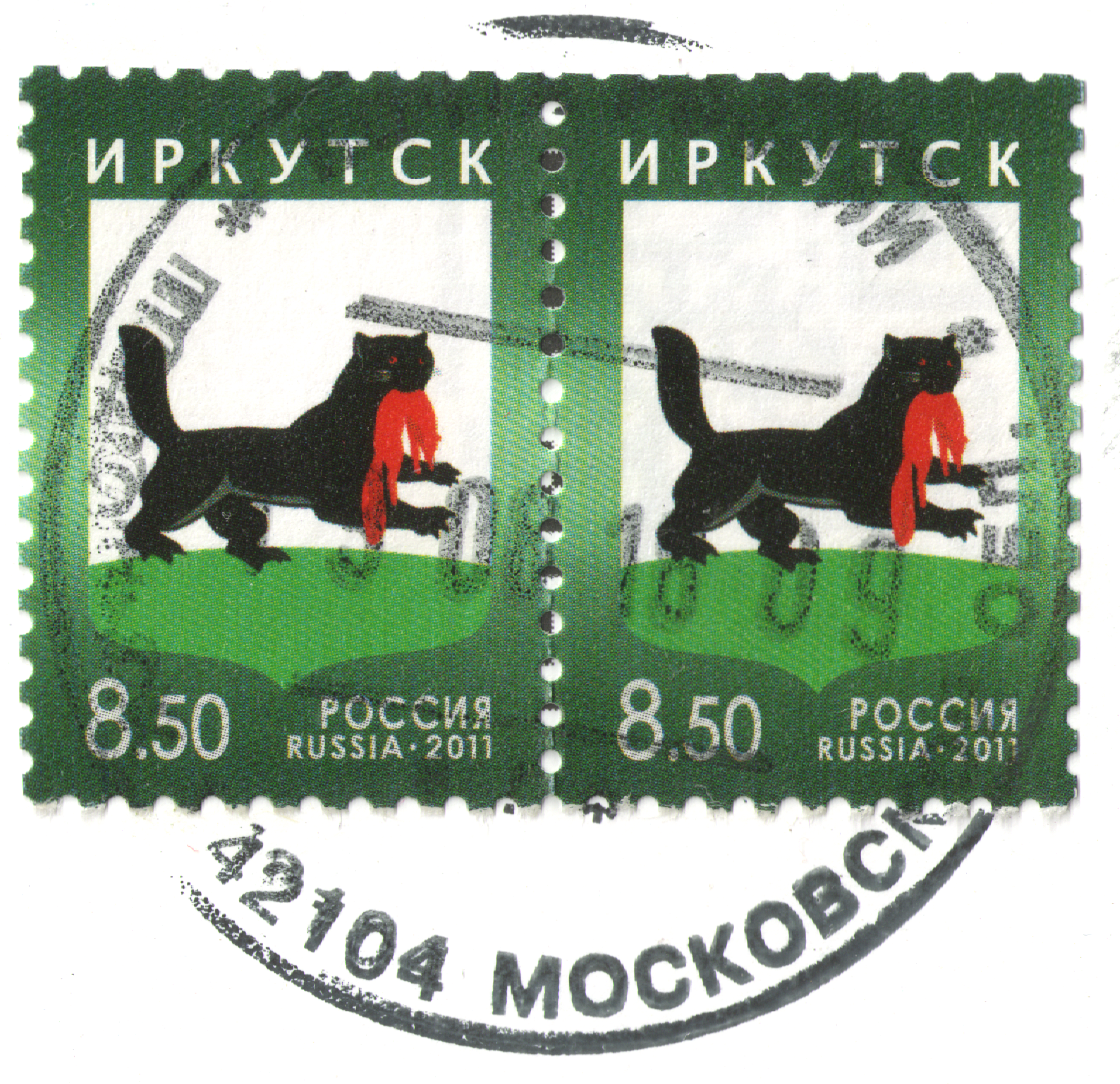
Почтовая марка России, 2011 год
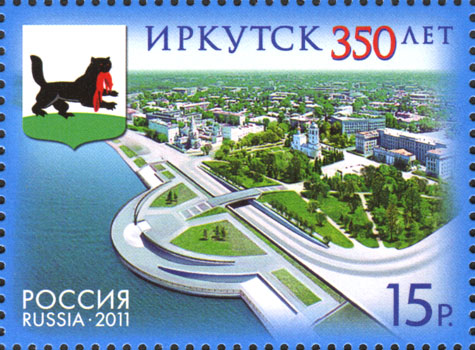
Почтовая марка России, 2011 год. 350 лет Иркутску
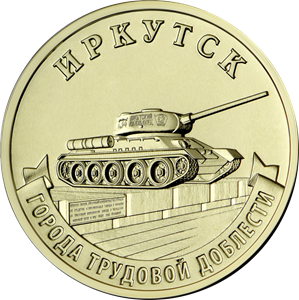
10 рублей, Иркутск, 2022 год
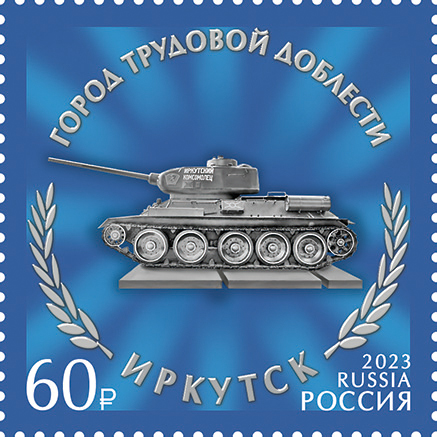
Почтовая марка, 2023 год

## Комментарии
1. ↑  Суд, дополнительно установив обстоятельства дела, в описательно-мотивировочной части текста судебного решения изложил следующее: «В ночь на 7 февраля 1920 года расстрелян большевиками, по наиболее распространённой версии на берегу реки Ушаковки. Тело адмирала спустили в прорубь. Основанием для расстрела послужила секретная телеграмма В. И. Ульянова (Ленина), в результате которой Реввоенсовет 5-й Красной армии получил соответствующие указания из Москвы».